# ابن تيمية
تَقِيُّ الدِّينِ أَبُو العَبَّاسِ أَحْمَدُ بْنُ عَبْدِ الحَلِيمِ بْنِ عَبْدِ السَّلَامِ النُّمَيْرِيُّ الحَرَّانِيُّ الدِّمَشْقيُّ (661هـ - 728هـ / 1263م - 1328م) المشهور باسم اِبْنُ تَيْمِيَّةَ. هو فقيه ومحدث ومفسر وعالم مسلم مجتهد من علماء أهل السنة والجماعة. وهو أحد أبرز العلماء المسلمين خلال النصف الثاني من القرن السابع والثلث الأول من القرن الثامن الهجري. نشأ ابن تيميَّة حنبلي المذهب فأخذ الفقه الحنبلي وأصوله عن أبيه وجده، كما كان من الأئمة المجتهدين في المذهب، فقد كان يفتي في العديد من المسائل على خلاف معتمد الحنبلية لما يراه موافقاً للدليل من الكتاب والسُنة ثم على آراء الصحابة وآثار السلف.
وُلد ابن تيميَّة سنة 661 هـ المُوافقة لسنة 1263م في مدينة حَرَّان للفقيه الحنبلي عبد الحليم ابن تيمية و«سِتِّ النِّعَم بنت عبد الرحمن الحَرَّانية»، ونشأ نشأته الأولى في مدينة حران. بعد بلوغه سن السابعة، هاجرت عائلته منها إلى مدينة دمشق بسبب إغارة التتار عليها وكان ذلك في سنة 667 هـ. وحال وصول الأسرة إلى هناك بدأ والده عبد الحليم ابن تيمية بالتدريس في الجامع الأموي وفي «دار الحديث السُّكَّرية». أثناء نشأة ابن تيمية في دمشق اتجه لطلب العلم، ويذكر المؤرخون أنه أخذ العلم من أزيد من مائتي شيخ في مختلف العلوم منها التفسير والحديث والفقه والعربية. وقد شرع في التأليف والتدريس في سن السابعة عشرة. بعد وفاة والده سنة 682 هـ بفترة، أخذ مكانه في التدريس في «دار الحديث السُّكَّرية»، بالإضافة إلى أنه كان لديه درس لتفسير القرآن الكريم في الجامع الأموي ودرس «بالمدرسة الحنبلية» في دمشق.
واجه ابن تيمية السجن والاعتقال عدة مرات، كانت أولها سنة 693 هـ/1294م بعد أن اعتقله نائب السلطنة في دمشق لمدة قليلة بتهمة تحريض العامة، وسبب ذلك أن ابن تيمية قام على أحد النصارى الذي بلغه عنه أنه شتم النبي محمد. وفي سنة 705 هـ/1306م سُجن في القاهرة مع أخويه «شرف الدين عبد الله» و«زين الدين عبد الرحمن» مدة ثمانية عشر شهراً إلى سنة 707 هـ/1307م، بسبب مسألة العرش ومسألة الكلام ومسألة النزول. وسجن أيضاً لمدة أيام في شهر شوال سنة 707 هـ/1308م بسبب شكوى من الصوفية، لأنه تكلم في القائلين بوحدة الوجود وهم ابن عربي وابن سبعين والقونوي والحلاج. وتم الترسيم(2) عليه في سنة 709 هـ/1309م مدة ثمانية أشهر في مدينة الإسكندرية، وخرج منه بعد عودة السلطان الناصر محمد بن قلاوون للحكم. وفي سنة 720 هـ/1320م سُجن بسبب «مسألة الحلف بالطلاق» نحو ستة أشهر. وسجن في سنة 726 هـ/1326م حتى وفاته سنة 728 هـ/1328م، بسبب مسألة «زيارة القبور وشد الرحال لها». وبالإضافة إلى ذلك، فقد تعرض للمضايقات من الفقهاء المتكلمين والحكام بسبب عقيدته التي صرح بها في الفتوى الحموية في سنة 698 هـ/1299م والعقيدة الواسطية في سنة 705 هـ/1306م التي أثبت فيهما الصفات السمعية التي جاءت في الكتاب والسنة مثل اليد والوجه والعين والنزول والاستواء والفوقية، مع نفي الكيفية عنها.
عاصر ابن تيمية غزوات المغول على الشام، وقد كان له دور في التصدي لهم، ومن ذلك أنه التقى 699 هـ/1299م بالسُلطان التتاري «محمود غازان» بعد قدومه إلى الشام، وأخذ منه وثيقة أمان أجلت دخول التتار إلى دمشق فترة من الزمن. ومنها في سنة 700 هـ/1300م حين أشيع في دمشق قصد التتار الشام، عمل ابن تيمية على حث ودفع المسلمين في دمشق على قتالهم، وتوجهه أيضاً إلى السُلطان في مصر وحثه هو الآخر على المجيء لقتالهم. إلا أن التتار رجعوا في ذلك العام. وفي سنة 702 هـ/1303م اشترك ابن تيمية في «معركة شقحب» التي انتهت بانتصار المماليك على التتار، وقد عمل فيها على حث المسلمين على القتال، وتوجه إلى السُلطان للمرة الثانية يستحثه على القتال فاستجاب له السلطان. وقد أشيع في ذلك الوقت حكم قتال التتار حيث أنهم يظهرون الإسلام، فأفتى ابن تيمية بوجوب قتالهم، وأنهم من الطائفة الممتنعة عن شريعة من شرائع الإسلام. وخرج ابن تيمية أيضاً مع نائب السلطنة في دمشق في سنة 699 هـ/1299م وفي سنة 704 هـ/1305م وفي سنة 705 هـ/1305م لقتال أهل «كسروان» و«بلاد الجرد» من الإسماعيلية والباطنية والحاكمية والنصيرية، وقد ذكر في رسالة للسُلطان أن سبب ذلك هو تعاونهم مع جيوش الصليبيين والتتار.
ظهر أثر ابن تيمية في أماكن مختلفة من العالم الإسلامي، فقد ظهر في الجزيرة العربية في حركة محمد بن عبد الوهاب، وظهر أثره في مصر والشام في محمد رشيد رضا من خلال الأبحاث التي كان ينشرها في «مجلة المنار»، وظهر تأثيره في المغرب العربي في الربع الثاني من القرن العشرين عند عبد الحميد بن باديس وفي جمعية العلماء المسلمين الجزائريين. وانتقل تأثيره إلى مراكش على أيدي الطلبة المغاربة الذين درسوا في الأزهر. وهناك من يقول أن تأثيره في مراكش أقدم حينما ظهر تأييد السلطانين محمد بن عبد الله وسليمان بن محمد لحركة محمد بن عبد الوهاب، وأنه ظهر في موجة ثانية في أوائل القرن العشرين على يد كل من القاضي محمد بن العربي العلوي وعلال الفاسي. وفي شبه القارة الهندية فقد وصلت آراؤه إلى هناك مبكراً في القرن الثامن الهجري بعد قدوم بعض تلاميذه إليها، منهم «عبد العزيز الأردبيلي» و«علم الدين سليمان بن أحمد الملتاني» واختفى أثره فيها إلى القرن الحادي عشر الهجري،، حتى ظهرت «الأسرة الدهلوية» ومنها ولي الله الدهلوي وابنه عبد العزيز الدهلوي وإسماعيل بن عبد الغني الدهلوي الذين كانوا كلهم متأثرين بابن تيمية. ومن المتأثرين به النواب صديق حسن خان القنوجي البخاري ونذير حسين الدهلوي وعبد الرحمن المباركفوري وشمس الحق العظيم آبادي، بالإضافة إلى شبلي بن حبيب الله النعماني وأبو الكلام آزاد. ويبرز استدلال السلفية الجهادية بكتب وفتاوى ابن تيمية في عدة مواقف، كما يظهر تأثر رموز هذا التيار به مثل محمد عبد السلام فرج وأسامة بن لادن وأبو مصعب الزرقاوي.

## اسمه ونسبه

خارطة تبين موقع الجزيرة الفراتية.

هو:«تقي الدين أبو العباس أحمد بن شهاب الدين أبي المحاسن عبد الحليم بن مجد الدين أبي البركات عبد السلام بن أبي محمد عبد الله بن أبي القاسم الخضر بن محمد بن الخضر (بن إبراهيم) بن علي بن عبد الله الحراني.» ابن تيمية النميري الحَرَّاني، ثم الدمشقي.:18، أبوه فقيه حنبلي هو عبد الحليم ابن تيمية، وأمُّه «سِتُّ النِّعَمِ بِنْتُ عبدِ الرَّحْمَنِ بنِ عَلِيِّ بنِ عَبْدُوسٍ الحَرَّانِيَّة» ذكرها ابن كثير الدمشقي في وَفَيات سنة 716 هـ، وقال عنها: «الشَّيْخَةُ الصَّالِحَةُ الْمُعَمَّرَةُ، سِتُّ النِّعَمِ بِنْتُ عَبْدِ الرَّحْمَنِ بْنِ عَلِيِّ بْنِ عَبْدُوسٍ الْحَرَّانِيَّةُ، وَالِدَةُ الشَّيْخِ تَقِيِّ الدِّينِ ابْنِ تَيْمِيَّةَ، عَمَّرَتْ فَوْقَ السَّبْعِينَ سَنَةً، وَكَانَتْ مِنَ الصَّالِحَاتِ، وَلَدَتْ تِسْعَةَ بَنِينَ، وَلَمْ تُرْزَقْ بِنْتًا قَطُّ، تُوُفِّيَتْ يَوْمَ الْأَرْبِعَاءِ الْعِشْرِينَ مِنْ شَوَّالٍ، وَدُفِنَتْ بِالصُّوفِيَّةِ، وَحَضَرَ جِنَازَتَهَا خَلْقٌ كَثِيرٌ.»، ونسبته النميري إلى قبيلة بني النمير العربية وقد ذكر هذه النسبة أكثر المؤرخين الذين عُنوا بابن تيمية،:36 ونسبه القاسم بن يوسف التجيبي (المتوفى في سنة 730هـ) إلى قبيلة سليم، وكلا القبيلتين من قيس، بينما ذكرَ محمد أبو زهرة أن ابن تيمية كان كردياً.
وسبب تسميته بابن تيمية، فقد جاء في سبب هذه التسمية عدة أقوال: فقيل أن جده محمد بن الخضر حج وله امرأة حامل، وعندما كان على درب تيماء، رأى جارية طفلة خرجت من خِباء، فلما رجع إلى حران وجد امرأته قد ولدت بنتاً، فلما رآها قال: يا تَيْمِيَّة يا تَيْمِيَّة، فلُقب بذلك.:35 والقول الآخر هو أن محمد بن الخضر هذا كانت أمه تسمى تيمية وكانت واعظة، فنُسب إليها، وعُرف بها.:249

## بداياته

### مولده والهجرة إلى دمشق

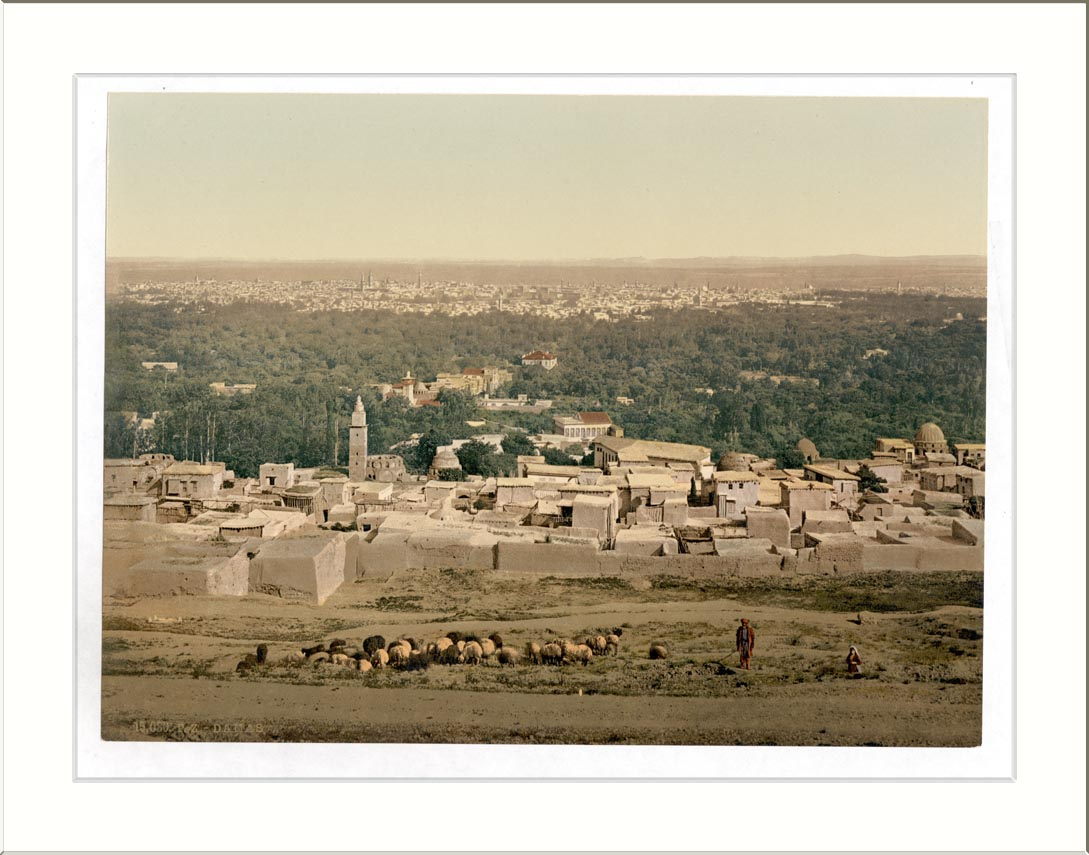
نشأ ابن تيمية في مدينة دمشق.

ولد ابن تيمية بمدينة حران الواقعة بالجزيرة الفراتية، في يوم الاثنين 10 ربيع الأول سنة 661 هـ،:37 وقد جاء أيضاً أنه ولد في يوم 12 ربيع الأول. وسماه والده بأحمد تقي الدين، واكتني بأبي العباس وهو يافع، ولكنه اشتهر بابن تيمية، وغلب هذا اللقب على اسمه، وعرف به بين الناس.:47

شجرة لأعلام ومشاهير آل تيمية من القرن السادس إلى التاسع الهجري.

نشأ ابن تيمية نشأته الأولى في مدينة حران إلى أن بلغ السابعة من عمره، وعندما أغار عليها التتار، هاجرت عائلته منها سنة 667 هـ إلى مدينة دمشق، وعند وصول آل تيمية واستقرارهم فيها، لم تمر إلا فترة قصيرة حتى بدأ والد ابن تيمية عبد الحليم ابن تيمية بالتدريس في الجامع الأموي وتولى مشيخة «دار الحديث السكرية».:48 والدته هي ست النعم بنت عبد الرحمن بن علي بن عبدوس الحرانية، عمرت فوق السبعين سنة (أو التسعين سنة) يقول المؤرخون: «كان لها المكانة العظيمة في نفس شيخ الإسلام رحمه الله، يدل على هذه المكانة تلك الرسالة التي أرسلها إليها من سجنه في القاهرة، والتي امتلأت بالمشاعر الجياشة، والمحبة العظيمة التي كان يكنها لها رحمها الله تعالى.» وكانت أمه ست النعم على قيد الحياة عند عودته من مصر في سنة 712 هـ. وتوفيت في يوم الأربعاء 20 شوال سنة 716 هـ، ودفنت بالصوفية، ويقال أنه حضر جنازتها «خلق كثير، وجمع غفير».

### نشأته وطلبه للعلم وشيوخه
حفظ ابن تيمية القرآن في صغره، واتجه بعد حفظ القرآن بدراسة الفقه والأصول وعلوم اللغة العربية وتفسير القرآن، وأصول الفقه والفرائض والخط والحساب والجبر والمقابلة، والحديث، وكان أول كتاب حفظه في الحديث «الجمع بين الصحيحين» للحميدي؛ يقول الحافظ ابن رجب: «عُني بالحديث، وسمع "المسند" مرات، والكتب الستة، و"معجم الطبراني الكبير".» وتلقى الفقه الحنبلي على يد والده.:50-51
سمع ابن تيمية من أزيد من مئتي شيخ كما يذكر جل المؤرخين، ومنهم: ابن عبد الدائم المقدسي، وابن أبي اليسر، والكمال بن عبد، وشمس الدين ابن أبي عمر الحنبلي، وشمس الدين بن عطاء الحنفي، وجمال الدين يحيى ابن الصيرفي، ومجد الدين ابن عساكر، والنجيب المقداد، وأحمد بن أبي الخير الحداد، والمسلم بن علان، وأبو بكر الهروي، والكمال عبد الرحيم، وفخر الدين بن البخاري، وابن شيبان، والشرف بن القواس، وزينب بنت مكي، وست العرب الكندية، وأبو محمد بن عبد القوي في اللغة العربية، وتاج الدين الفزاري، وزين الدين بن المنجى، والقاضي الخويي، وابن دقيق العيد، وابن النحَّاس، والقاسم الإربلي، وعبد الحليم بن عبد السلام (والده)، وشرف الدين أبو العباس أحمد بن أحمد المقدسي، وجمال الدين البغدادي، وإبراهيم بن الدرجي، وعلي بن بلبان، ويوسف بن أبي نصر الشقاوي، وعبد الرحمن بن أحمد العاقوسي، ورشيد الدين محمد بن أبي بكر العامري، وبدر الدين بن عبد اللطيف خطيب حماة، وتقي الدين مُزيز، وتاج الدين أحمد بن مزيز، وجمال الدين أحمد بن أبي بكر الحموي.

## سيرته

### توليه التدريس سنة 683 هـ/1284م

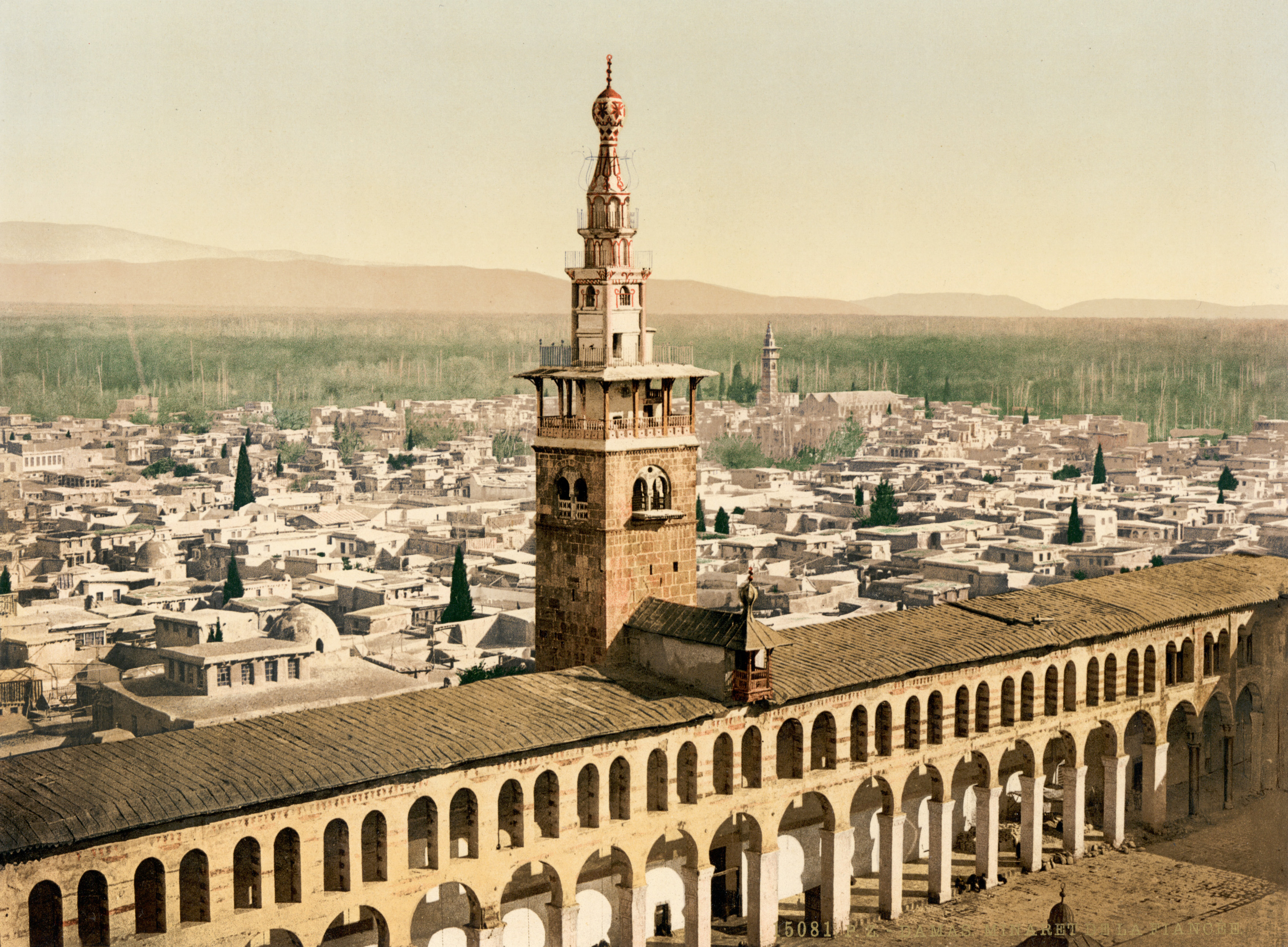
الجامع الأموي، المكان الذي بدأ ابن تيمية فيه بإلقاء دروس التفسير.

شرع ابن تيمية في التدريس والفتوى وهو ابن سبع عشرة سنة، بالإضافة إلى أنه قد بدأ في هذا السن بالتأليف أيضاً. وكان العالم كمال الدين أحمد بن نعمة المقدسي ممن أذن لابن تيمية بالإفتاء؛ وذكر المؤرخون أنه كان يفتخر بذلك ويقول: أنا أذنت لابن تيمية بالإفتاء.:91-92 وما إن بلغ ابن تيمية من عمره 22 سنة حتى توفي والده عبد الحليم ابن تيمية في سنة 682 هـ، وحدث فراغ كبير في مشيخة التدريس بدار الحديث السكرية. فخلفه ابنه أحمد ابن تيمية فيها وكان ذلك في 2 محرم 683 هـ.:53 يذكر المؤرخون بأن علماء كثر قاموا بحضور الدرس الأول لابن تيمية وأنه نال إعجابهم، وكان من هؤلاء العلماء بهاء الدين بن الزكي الشافعي، وتاج الدين الفزاري، وزين الدين بن المرحل، وزين الدين بن المنجا الحنبلي، وبعض علماء الحنفية. وفي العاشر من صفر جلس ابن تيمية بالجامع الأموي بعد صلاة الجمعة للتفسير.:95
أما طريقته في إلقاء دروسه، فقد وصف بأنه كان يجلس بعد أن يصلي ركعتين، ويحمد الله ويصلي على النبي، فيبدأ بدرسه من حفظه، وكان يغمض عينيه عند الحديث. وكان يتكلم على طريقة المفسرين مع الفقه والحديث، ويورد أيضاً في حديثه من القرآن والسنة واللغة والنظر.:95-99
بالإضافة إلى تدريسه في دار الحديث السكرية وتفسيره القرآن الكريم في الجامع الأموي، فقد تولى التدريس بالمدرسة الحنبلية خلفاً للعالم زين الدين بن المنجا الحنبلي، ثم تنازل عن التدريس فيها بعد فترة طويلة لعدم تفرغه وكثرة أسفاره بين الشام ومصر، وانشغاله بمحاربة التتار، وإعداد الناس لمجابهتهم، وكان أول يوم في تدريسه بالمدرسة الحنبلية في 17 شعبان سنة 695 هـ، وقد تركها بعد تنازله عنها لشمس الدين بن الفخر البعلبكي.:103-104 وبعد قدومه إلى دمشق سنة 712 هـ بعد أن غاب عنها فوق سبع سنين، أكمل تدريسه بمدرسة السكرية والحنبلية.

### حادثة عساف النصراني سنة 693 هـ/1294م
بلغ ابن تيمية في سنة 693 هـ أن أحد النصارى ويُدعى «عساف النصراني» قد قام بسب الرسول محمد، فأوى عساف إلى أحد العلويين لحمايته، إلا أن ابن تيمية ذهب مع شيخ دار الحديث إلى نائب السلطنة في دمشق وخاطباه في الأمر، فقام باستدعاء عساف النصراني فخرجا من عنده مع جماعة من الناس. فعندما رأى الناس عسافاً ومعه رجل بدوي، قاموا بسبه وشتمه، فقال الرجل البدوي: هو خير منكم -يعني عساف- فرجمهما الناس بالحجارة، وأصابت عسافاً. فأرسل نائب دمشق بطلب ابن تيمية وشيخ دار الحديث، فضربهما بين يديه لأنهما اتهما بتحريض العامة، ثم أسلم عساف بعد أن أثبت براءته واعتذر نائب السلطنة لابن تيمية وشيخ دار الحديث. وقام ابن تيمية بعد ذلك بكتابة «الصارم المسلول على شاتم الرسول».:32-33

### مسألة الفتوى الحموية سنة 698 هـ/1299م
بدأت مسألة الفتوى الحموية في سنة 698 هـ بعد أن أرسل أهل مدينة حماة لابن تيمية استفتاءً في الصفات التي وصف الله بها نفسه في القرآن، فأجابهم ابن تيمية بالرسالة الحموية، وقد خالف في الرسالة منهج الأشاعرة والمتكلمين.:55-56:30 يقول ابن كثير:«قام عليه جماعة من الفقهاء وأرادوا إحضاره إلى مجلس القاضي جلال الدين الحنفي فلم يحضر؛ فنودي في البلد في العقيدة التي كان قد سأله عنها أهل حماة المسماة "بالحموية"، فانتصر له الأمير سيف الدين جاغان، وأرسل يطلب الذين قاموا عليه، فاختفى كثير منهم، وضرب جماعة ممن نادى على العقيدة، فسكت الباقون، فلما كان يوم الجمعة عمل الشيخ تقي الدين الميعاد بالجامع على عادته، وفسر في قوله تعالى: ﴿وَإِنَّكَ لَعَلَىٰ خُلُقٍ عَظِيمٍ﴾ ثم اجتمع بالقاضي إمام الدين القزويني صبيحة يوم السبت، واجتمع عنده جماعة من الفضلاء، وبحثوا في "الحموية" وناقشوه في أماكن منها، فأجاب عنها بما أسكتهم بعد كلام كثير، ثم قام الشيخ تقي الدين، وقد تمهدت الأمور وسكنت الأحوال، وكان القاضي إمام الدين معتقده حسن ومقصده صالح.»
:4-5

### لقاؤه مع غازان وحملة جبال كسروان سنة 699 هـ/1299م

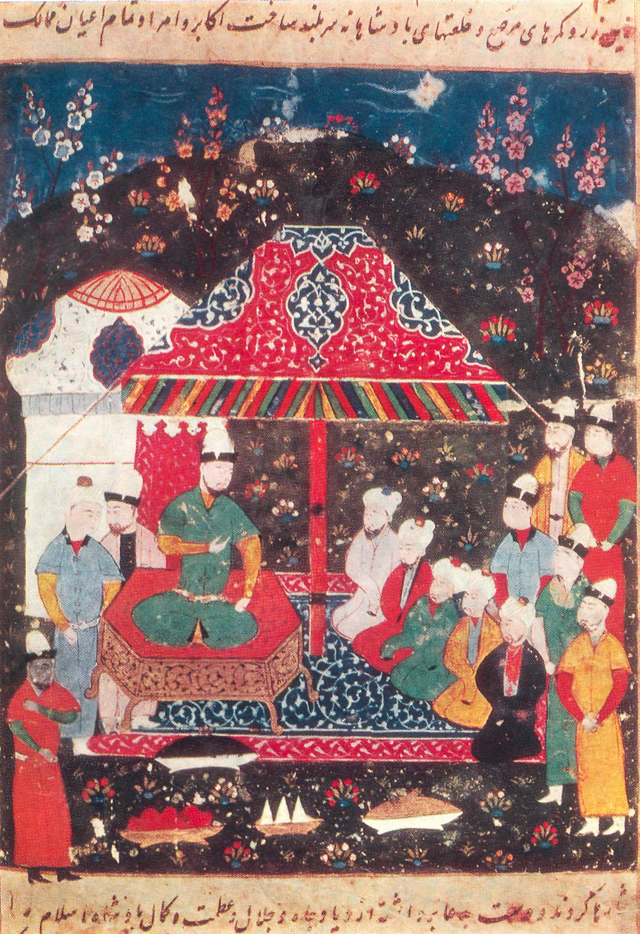
رسم لغازان سلطان التتار الذي قابله ابن تيمية سنة 699 هـ.

جاء التتار إلى الشام في سنة 699 هـ وهزموا الناصر بن قلاوون، فقصدوا دمشق بعد ذلك؛ فقام ابن تيمية بالاجتماع بأعيان البلد للمسير إلى غازان سلطان التتار، لأخذ الأمان منه لأهل دمشق. فاجتمعوا مع غازان بتاريخ 3 ربيع الآخر سنة 699 هـ في بلدة النبك فكلمه ابن تيمية حول مطلبهم، فاستجاب له غازان وأعطاهم وثيقة أمان، وقد أجلت هذه المقابلة دخول التتار إلى دمشق حتى حين. وقد قال ابن تيمية لغازان أثناء لقائه: «أنت تزعم أنك مسلم، ومعك قاض وإمام وشيخ ومؤذنون على ما بلغنا فغزوتنا، وأبوك وجدك كانا كافرين، وما عملا الذي عملت، عاهدا فوفيا، وأنت عاهدت فغدرت، وقلت فما وفيت، وجُزت.» وعلى الرغم من حصول أهل دمشق على وثيقة الأمان، إلا أن التتار كانوا مستمرين في نهب المدينة، وقد عين التتار «سيف الدين قبجق» حاكما على الشام، فحاول أن يحمل نائب قلعة دمشق على تسليمها إلا أنه رفض بتحريض من ابن تيمية. يقول ابن كثير: «فإن الشيخ تقي الدين بن تيمية أرسل إلى نائب القلعة يقول له ذلك: "لو لم يبق فيها إلا حجر واحد، فلا تسلمهم ذلك إن استطعت"، وكان في ذلك مصلحة عظيمة لأهل الشام، فإن الله حفظ لهم هذا الحصن والمعقل الذي جعله الله حرزا لأهل الشام التي لا تزال دار إيمان وسنة، حتى ينزل بها عيسى ابن مريم.»:8-9 وبعد ذلك استمر التتار بالقتل والسبي، فخرج ابن تيمية مرة أخرى لمقابلة غازان في يوم 20 ربيع الآخر 699 هـ إلا أنه لم يستطع الاجتماع به.:61-62:33-35
خرج ابن تيمية لاحقاً للقاء أحد قادة التتار فاجتمع به، لفكاك من كان معه من أسرى المسلمين، فاستنفذ كثيراً منهم من أيديهم.:10 وفي شهر رجب سنة 699 هـ، وصل خبر بخروج الجيوش المصرية والسلطان محمد بن قلاوون إلى الشام لإنقاذها من أيدي التتار، فقام ابن تيمية فوراً بالخروج مع أصحابه على الخمارات والحانات، وعملوا على تكسير أواني الخمور، وإراقة الخمور وعزروا جماعة من أهل الحانات.:65-66
في يوم 20 شوال سنة 699 هـ خرج جمال الدين آقوش الأفرم نائب دمشق بجيشه إلى جبال الجرد وكسروان، فخرج معه ابن تيمية ومعه جماعة من المتطوعة والحوارنة لقتال أهل تلك الناحية، وسبب ذلك أنهم آزروا الجيش التتاري وعملوا على إيذاء الجنود المسلمين ونهبهم وأخذ أسلحتهم وخيولهم، وقتلوا كثيراً منهم. فلما وصلوا إلى بلادهم جاء رؤساؤهم إلى ابن تيمية، فاستتابهم، والتزموا برد ما كانوا أخذوه من أموال الجيش، وقرر عليهم أموالاً كثيرة يحملونها إلى بيت المال.:66:12

### عودة التتار للشام سنة 700 هـ/1300م
في مطلع شهر صفر سنة 700 هـ وردت الأخبار بقصد التتار بلاد الشام، وعزمهم على دخول مصر، فخاف الناس وشرعوا في الهرب، وارتفعت الأسعار. فجلس ابن تيمية بمجلسه في الجامع وحرض الناس على القتال، ونهى عن الإسراع في الفرار. وتابع المجالس في ذلك. ونودي في البلاد: لا يسافر أحد إلا بمرسوم وورقة، فتوقف الناس عن السير وسكن جأشهم.:67
وفي شهر جمادى الأولى قوي الإرجاف بأمر التتار، وجاء الخبر بأنهم اقتربوا، وخرج ابن تيمية في هذا الشهر إلى نائب الشام وجنوده، فثبتهم، ووعدهم بالنصر على التتار. ثم عاد إلى دمشق، وقد سأله النائب والأمراء أن يذهب إلى مصر ليستحث السلطان على المجيء. فذهب إلى مصر، وقال له فيما قال: «لو قُدر إنكم لستم حكام الشام ولا ملوكه، واستنصركم أهله، وجب عليكم النصر، فكيف وأنتم حكامه وسلاطينه، وهم رعاياكم، وأنتم مسؤولون عنهم.» وقوّى ابن تيمية جأش السلطان، وظل يُحرض الناس على الجهاد، ومقاومة التتار. فخرج الجنود إلى الشام ففرح الناس بهم. وبعد تحقق عودة السلطان إلى مصر وقد قويت الأراجيف بوصول التتار، ونادى ابن النحاس متولي البلد في الناس: «من قدر على السفر فلا يقعد بدمشق»؛ ففر الناس، ولم يبق بدمشق إلا القليل، وخرج الناس للجهاد، ورجع ابن تيمية من مصر بعد أن أقام فيها ثمانية أيام، وبشر الناس باستعداد سلطان مصر للجهاد، ثم جاءت الأخبار بأن ملك التتار رجع في ذلك العام.:68-69:15-16
يذكر عدد من المؤرخين أن ابن تيمية وخلال رحلته هذه إلى مصر قابل «أبا حيان النحوي»، ومدحه الأخير بأبيات، ثم دار بينهما كلام حول سيبويه، فقام ابن تيمية بانتقاده وقال إنه أخطأ في ثلاثين موضع في كتابه حسبما نقل جلال الدين السيوطي، وقد قال ابن حجر العسقلاني ثمانين موضع. فأغضب هذا أبا حيان النحوي، وقام بمقاطعته.

### وقعة شقحب سنة 702 هـ/1303م

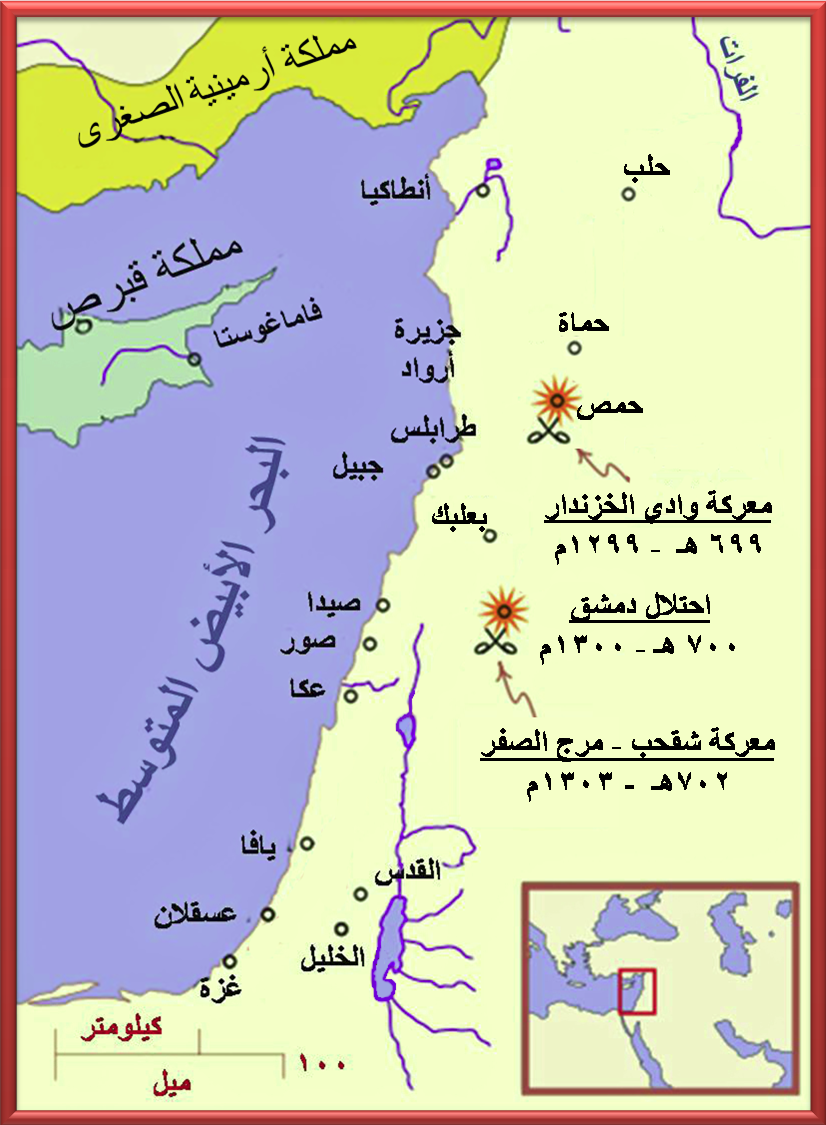
خارطة تبين مكان معركة شقحب التي وقعت في سنة 702 هـ.

وصلت الأخبار إلى الشام سنة 702 هـ بعزم التتار على دخولها ووصولهم إليها، ومسيرهم إلى دمشق. وفي 18 شعبان قدمت طائفة كبيرة من جيش المصريين ثم قدمت بعدهم طائفة أخرى. وجلس القضاة بالجامع وحلفوا جماعة من الفقهاء والعامة على القتال. وتوجه ابن تيمية إلى العسكر الواصل من حماة، فاجتمع بهم في القطيفة، فأعلمهم بتحالف الأمراء والناس على لقاء العدو، فأجابوه وحلفوا معهم، وكان ابن تيمية يحلف للأمراء والناس: إنكم في هذه الكرة منصورون، فيقول له الأمراء: قل إن شاء الله، فيقول: إن شاء الله تحقيقاً لا تعليقاً.:23
أشيعت في تلك الفترة الحكم في قتال التتار، يقول ابن كثير: «وقد تكلم الناس في كيفية قتال التتار من أي قبيل هو؟ فإنهم يظهرون الإسلام، وليسوا بغاة على الإمام، فإنهم لم يكونوا في طاعته في وقت ثم خالفوه. فقال الشيخ تقي الدين: "هؤلاء من جنس الخوارج الذين خرجوا على علي ومعاوية. ورأوا أنهم أحق بالأمر منهما. وهؤلاء يزعمون أنهم أحق بإقامة الحق من المسلمين، ويعيبون على المسلمين ما هم متلبسون به من المعاصي والظلم، وهم متلبسون بما هو أعظم منه بأضعاف مضاعفة، فتفطن العلماء والناس لذلك، وكان يقول للناس: إذا رأيتموني من ذلك الجانب وعلى رأسي مصحف فاقتلوني، فتشجع الناس في قتال التتار وقويت قلوبهم ونياتهم ولله الحمد."»:23-24
خرج ابن تيمية ليشهد القتال، وعند وصوله إلى العسكر الشامي، طلب منه أمراء الجيش أن يسير إلى السلطان ويستحثه على السير إلى دمشق، فسار إليه، فحثه على المجيء إلى دمشق بعد أن كاد يرجع إلى مصر، فاستجاب له السلطان وجاء معه. فسأله السلطان أن يقف معه في المعركة إلا أن ابن تيمية قال له: السنة أن يقف الرجل تحت راية قومه، ونحن مع جيش الشام، لا نقف إلا معهم، وحرض السلطان على القتال، وبشره بالنصر. بدأت المعركة في يوم 2 رمضان وانتهت في عصر يوم 4 رمضان، بانتصار المسلمين.:72:39

### سنة 704 هـ/1305م وحملة جبال كسروان الثانية
بعد أن فرغ ابن تيمية من قضية التتار، عكف على إلقاء الدروس والمواعظ، وقام بعدة أعمال، منها أنه قام في شهر رجب سنة 704 هـ بإحضار رجل يسمى «المجاهد إبراهيم القطان» يلبس دلقاً كبيراً؛ فأمر ابن تيمية بتقطيع ذلك الدلق، وأمر بحلق شعر رأسه وكان ذا شعر طويل، وقلم أظفاره وكانوا طوالاً جداً، وحف شاربه الذي كان مسبلاً، واستتابه من كلام الفحش وأكل المحرمات من الحشيشة. وأحضر أيضاً شخصاً آخر اسمه «محمد الخباز البلاسي»، واستتابه أيضاً من أكل المحرمات، وكتب عليه مكتوباً أن لا يتكلم في تعبير المنامات. وفي هذا الشهر أيضاً ذهب ابن تيمية مع أصحابه ومعهم حجارون إلى تقطيع صخرة كانت بنهر قلوط (أو نهر قليط) في ضواحي دمشق، وقد كانت هذه الصخرة تُزار وينذر لها النذور، فقطعها وهدمها.:33-35
في شهر ذي الحجة من سنة 704 هـ، وللمرة الثانية، خرج ابن تيمية ومعه جماعة من أصحابه إلى جبل الجرد والكسروانيين، ومعه نقيب الأشراف زين الدين بن عدنان، فقام فيهم بالتبليغ واستتاب خلقاً منهم، ورجع منتصراً. وكان السبب في هذه الحملة أن سكان هذه المنطقة من الإسماعيلية والباطنية والحاكمية والنصيرية، تعاونوا مع الصليبيين والتتار على المسلمين، وكتب ابن تيمية بعد هذه الحملة رسالة إلى السلطان الناصر قال فيها: «لما قدم التتار إلى البلاد وفعلوا بعسكر المسلمين ما لا يحصى من الفساد وأرسلوا إلى أهل قبرص فملكوا بعض الساحل وحملوا راية الصليب وحملوا إلى قبرص من خيل المسلمين وسلاحهم وأسراهم ما لا يحصي عدده إلا الله وأقيم سوقهم بالساحل عشرين يوما يبيعون فيه المسلمين والخيل والسلاح على أهل قبرص وفرحوا بمجيء التتار... ولما خرجت العساكر الإسلامية من الديار المصرية ظهر فيهم من الخزي والنكال ما عرفه الناس منهم. ولما نصر الله الإسلام النصرة العظمى عند قدوم السلطان كان بينهم شبيه بالعزاء. كل هذا وأعظم منه عند هذه الطائفة التي كانت من أعظم الأسباب في خروج جنكيز خان إلى بلاد الإسلام وفي استيلاء هولاكو على بغداد وفي قدومه إلى حلب وفي نهب الصالحية وفي غير ذلك من أنواع العداوة للإسلام وأهله.» ويقول فيها أيضاً: «ولقد كان جيرانهم من أهل البقاع وغيرها معهم في أمر لا يضبط شره كل ليلة تنزل عليهم منهم طائفة ويفعلون من الفساد ما لا يحصيه إلا رب العباد. كانوا في قطع الطرقات وإخافة سكان البيوتات على أقبح سيرة عرفت من أهل الجنايات يرد إليهم النصارى من أهل قبرص فيضيفونهم ويعطونهم سلاح المسلمين ويقعون بالرجل الصالح من المسلمين. فإما أن يقتلوه أو يسلبوه. وقليل منهم من يفلت منهم بالحيلة.»:74-76:39-40

### حملة بلاد الجرد ومناظرته الأحمدية سنة 705 هـ/1305م
في يوم 2 محرم سنة 705 هـ توجه ابن تيمية في طائفة من الجيش وسار إلى بلاد الجرد والرفض والتيامنة، فخرج نائب السلطنة بنفسه بعد خروج ابن تيمية لغزوهم، فانتصروا عليهم، وقد أفتى ابن تيمية بجواز قطع أشجارهم ونخيلهم كبني النضير، لأنهم يتخذونها كميناً ويجعلونها قواعد للحرب.:76
في يوم 9 جمادى الأولى من سنة 705 هـ حضر جماعة كثيرة من الأحمدية إلى نائب السلطنة، وحضر ابن تيمية، فسألوا نائب السلطنة بحضرة الأمراء أن يكفَّ ابن تيمية إنكاره عليهم وأن يسلم لهم حالهم، فقال لهم ابن تيمية: «هذا ما يمكن، ولا بد لكل أحد أن يدخل تحت الكتاب والسنة قولاً وفعلاً، ومن خرج عنهما وجب الإنكار عليه على كل أحد.» يقول ابن كثير: «فأرادوا أن يفعلوا شيئا من أحوالهم الشيطانية التي يتعاطونها في سماعاتهم، فقال الشيخ: تلك أحوال شيطانية باطلة، وأكثر أحوالكم من باب الحيل والبهتان، ومن أراد منكم أن يدخل النار فليدخل أولا إلى الحمام، وليغسل جسده غسلا جيداً، ويدلكه بالخل والأشنان، ثم يدخل بعد ذلك إلى النار إن كان صادقا، ولو فرض أن أحدا من أهل البدع دخل النار بعد أن يغتسل، فإن ذلك لا يدل على صلاحه، ولا على كرامته، بل حاله من أحوال الدجاجلة المخالفة للشريعة المحمدية، إذا كان صاحبها على السنة، فما الظن بخلاف ذلك! فابتدر شيخ المنيبع الشيخ صالح، وقال: نحن أحوالنا إنما تنفق عند التتر، ليست تنفق عند الشرع. فضبط الحاضرون عليه تلك الكلمة، وكثر الإنكار عليهم من كل أحد، ثم اتفق الحال على أنهم يخلعون الأطواق الحديد من رقابهم، وأن من خرج على الكتاب والسنة ضربت عنقه. وصنف الشيخ جزءا في طريقة الأحمدية، وبين فيه فساد أحوالهم، ومسالكهم، وتخيلاتهم، وما في طريقتهم من مقبول ومردود بالكتاب والسنة، وأظهر الله السنة على يديه، وأخمد بدعتهم، ولله الحمد والمنة.»:36

### المجالس الثلاثة سنة 705 هـ/1306م
أقيم في يوم 8 رجب من سنة 705 هـ أول المجالس الثلاثة (عند نائب السلطنة بالقصر) التي عُقدت للبحث في عقيدة ابن تيمية، وقرئت عقيدة ابن تيمية «العقيدة الواسطية»، وبحثوا فيها، وأخرت مواضع للمجلس الثاني، فاجتمعوا في يوم 12 رجب وحضر صفي الدين الهندي، وتكلم مع ابن تيمية، ثم اصطلحوا أن يكون كمال الدين ابن الزملكاني هو الذي يحاققه، فتناظرا في ذلك، ثم انفصل الحال على قبول العقيدة. ثم عُقد المجلس الثالث في 7 شعبان واجتمعوا على الرضى بالعقيدة الواسطية.
وقد كان الباعث على إقامة هذه المجالس هو أمر السلطان ركن الدين بيبرس بإشارة من شيخه «نصر المنجبي» و«ابن مخلوف المالكي» في مصر الذي أرسل رسالة لاحقاً قال فيها: «إنا كنا رسمنا بعقد مجلس للشيخ تقي الدين ابن تيمية، وقد بلغنا ما عقد له من المجالس، وأنه على مذهب السلف، وإنما أردنا بذلك براءة ساحته مما نسب إليه.»:37

### في مصر

#### سجنه من سنة 705 هـ/1306م إلى سنة 707 هـ/1307م
في يوم 5 رمضان سنة 705 هـ طلب السلطان ركن الدين بيبرس ابن تيمية إلى مصر، فتوجه إليها فدخلها في يوم 22 رمضان، فعُقد له مجلس بالقلعة، وقد اجتمع فيها القضاة وأكابر الدولة. وأراد ابن تيمية الكلام إلا أنه لم يُسمح له، وادعى عليه ابن مخلوف المالكي أنه يقول «إن الله فوق العرش حقيقة، وأن الله يتكلم بحرف وصوت». فسأله القاضي عن ذلك، فأخذ ابن تيمية يبدأ حديثه في حمد الله والثناء عليه، فقيل له: أجب، ما جئنا بك لتخطب، فقال: ومن الحاكم في، قيل له: القاضي المالكي، قال: كيف يحكم في وهو خصمي، وغضب غضباً شديداً وانزعج. فأصدر حكمه عليه، وحُبس ابن تيمية في برج أياماً، ثم نُقل مع أخويه شرف الدين عبد الله وزين الدين عبد الرحمن، إلى الحبس المعروف باسم «الجُبّ» في ليلة عيد الفطر.:86-87
في ليلة عيد الفطر سنة 706 هـ أحضر الأمير «سيف الدين سلار» نائب مصر القضاة الثلاثة الشافعي والمالكي والحنفي وجماعة من الفقهاء، وتكلموا في إخراج ابن تيمية من الحبس، فاشترط بعض الحاضرين شروطاً في ذلك، منها أنه يلتزم بالرجوع عن بعض العقيدة، فامتنع ابن تيمية عن الحضور، وتكررت الرسل إليه ست مرات إلا أنه صمم على عدم الحضور، فطال عليهم المجلس، فانصرفوا من غير شيء.
في يوم 14 صفر سنة 707 هـ اجتمع قاضي القضاة بدر الدين بن جماعة بابن تيمية، وطال بينهما الكلام، وابن تيمية مصمم على عدم الخروج. وفي يوم 23 ربيع الأول من سنة 707 هـ ذهب الأمير حسام الدين مهنا بن عيسى ملك العرب إلى ابن تيمية في الحبس، فأقسم عليه بالخروج والذهاب إلى دار «سيف الدين سلار»، فخرج ابن تيمية من السجن بعد أن مكث فيه نحو ثمانية عشر شهراً، واستقر المقام بابن تيمية في مصر.:52:45

#### مسألته مع الصوفية سنة 707 هـ/1308م
بقي ابن تيمية بعد خروجه من السجن في مصر، وكان يتنقل بين المساجد والمجالس العامة، بهدف نشر العلم. وفي شهر شوال سنة 707 هـ اشتكى الصوفية بالقاهرة على ابن تيمية عند السلطان، وسبب ذلك أن ابن تيمية تكلم في الاتحادية القائلين بوحدة الوجود وهم ابن عربي وابن سبعين والقونوي والحلاج، فأمر السلطان بعقد مجلس في دار العدل، فعُقد له مجلس في 10 شوال سنة 707 هـ، فظهر ابن تيمية عليهم.:185-186
فادعى ابن عطاء الله السكندري بأشياء فلم يثبت منها شيء، وكان ابن تيمية قد قال إنه لا يستغاث إلا بالله وحتى لا تصح الاستغاثة بالنبي محمد، فقال الحاضرون ليس في هذا شيء، ورأى قاضي القضاة أن هذا فيه قلة أدب.:101:57
تضجرت الحكومة من هذه الإثارات والشكاوي، فخيروا ابن تيمية بين ثلاثة أمور: إما أن يسير إلى دمشق التي هي موطنه، أو يقيم في الإسكندرية بشروط، أو يختار الحبس، فاختار ابن تيمية الحبس، إلا أن تلاميذه ألحوا عليه بالمسير إلى دمشق، فقبل ذلك، وتوجَّه إليها في ليلة 18 شوال سنة 707 هـ، ثم ردَّ من الغد إلى مصر، وقيل له: إنّ الدولة ما ترضى إلا بالحبس، ولم يكن القضاة على اتفاق في حبسه فاختلفت الآراء بينهم، إلا أن ابن تيمية قال: أنا أمضي إلى الحبس وأتبع ما تقتضيه المصلحة، فأُرسل إلى حبس القضاة وجعلوا عنده من يخدمه. ثم عُقد له مجلس بالصالحية بعد ذلك، ونزل ابن تيمية بالقاهرة وأكب الناس على الاجتماع به ليلاً ونهاراً.:186

#### إقامته في الإسكندرية سنة 709 هـ/1309م
في سنة 708 هـ اعتزل السُلطان الناصر محمد بن قلاوون السلطنة، وقد كان السلطان الناصر معجباً بابن تيمية الذي سبق أن حمله على مقاومة التتار. وتخلى عن العرش لصالح بيبرس الجاشنكير، وقد كان «نصر المنبجي» شيخ الجاشنكير يكن العداوة لابن تيمية، وفور حدوث هذا التغيير صدر مرسوم ملكي بسعي من نصر المنبجي لنفي ابن تيمية إلى الإسكندرية، وحبسه هناك. فأُرسل ابن تيمية إلى الإسكندرية في آخر أيام شهر صفر من سنة 709 هـ، ويقول المؤرخون أن الغرض من إرساله إلى هذه المدينة التي كانت تعتبر مركز التصوف والصوفية القديم، هو أن يتصدى له بعض من يغتاله. وقد كان واحدا من أسباب هذه العداوة ضد ابن تيمية أنه كان ينال من الجاشنكير وشيخه نصر المنبجي، ويقول: زالت أيامه وانتهت رياسته، وقرب انقضاء أجله، ويتكلم فيهما وفي ابن عربي وأتباعه.:51
أقام ابن تيمية في الإسكندرية مدة ثمانية أشهر، وأخذ يلقي فيها الدروس، ويعظ الناس، وجاء تفصيل أعمال ابن تيمية في الإسكندرية في كتاب كتبه أخوه المقيم معه شرف الدين إلى الشام: «إن الأخ الكريم قد نزل بالثغر المحروس على نية الرباط، فإن أعداء الله قصدوا بذلك أموراً يكيدونه بها ويكيدون الإسلام وأهله، وكانت تلك كرامة في حقنا، وظنوا أن ذلك يؤدي إلى هلاك الشيخ فانقلبت عليهم مقاصدهم الخبيثة وانعكست من كل الوجوه، وأصبحوا وأمسوا وما زالوا عند الله وعند الناس العارفين سود الوجوه يتقطعون حسرات وندما على ما فعلوا، وانقلب أهل الثغر أجمعين إلى الأخ مقبلين عليه مكرمين له وفي كل وقت ينشر من كتاب الله وسنة رسوله ما تقر به أعين المؤمنين، وذلك شجي في حلوق الأعداء واتفق أنه وجد بالاسكندرية إبليس قد باض فيها وفرخ وأضل بها فرق السبعينية والعربية فمزق الله بقدومه عليهم شملهم، وشتت جموعهم شذر مذر، وهتك أستارهم وفضحهم، واستتاب جماعة كثيرة منهم، وتوب رئيساً من رؤسائهم واستقر عند عامة المؤمنين وخواصهم من أمير وقاض وفقيه، ومفتٍ وشيخ وجماعة المجتهدين، إلا من شذ من الأغمار الجهال، مع الذلة والصغار - محبة الشيخ وتعظيمه وقبول كلامه والرجوع إلى أمره ونهيه، فعلت كلمة الله بها على أعداء الله ورسوله، ولعنوا سراً وجهراً وباطناً وظاهراً، في مجامع الناس بأسمائهم الخاصة بهم، وصار ذلك عند نصر المنبجي المقيم المقعد، ونزل به من الخوف والذل ما لا يعبر عنه.»:49-50
عند رجوع السلطان الناصر محمد بن قلاوون إلى السلطنة (ومقتل بيبرس الجاشنكير) وجه إليه فوراً في 2 شوال سنة 709 هـ يطلبه إلى مصر، فقدم ابن تيمية إليها في 8 شوال واستقبله السلطان. ثم أقام في القاهرة إلى سنة 712 هـ يفتي ويدرس فيها.:100-105:188-189

#### إقامته في القاهرة من سنة 709 هـ/1310م إلى سنة 712 هـ/1313م
بعد عودة ابن تيمية من مدينة الإسكندرية إلى القاهرة استقر بها مدة ثلاث سنوات، وقد بقي خلال هذه الفترة منصرفاً إلى العلم والفتيا والدراسة. وفي يوم 14 رجب سنة 711 هـ انفردت به جماعة بتحريض من خصومه وامتدت إليه أيديهم بالضرب، فتجمع أهالي الحسينية ليثأروا له إلا أنه ردهم وقال بعد أن ألحوا: «إما أن يكون الحق لي أو لكم، فإن كان الحق لي فهم في حل منه؛ وإن كان لكم، فإن لم تسمعوا مني ولم تستفتوني فافعلوا ما شئتم، وإن كان الحق لله، فالله يأخذ حقه إن شاء.» وفي نفس الشهر اعتدى عليه أحد الفقهاء بالقول إلا أن ابن تيمية سامحه.
كان لابن تيمية أيضاً خلال تواجده في مصر اتصال بالسلطان الناصر محمد بن قلاوون، فكان يشير عليه في بعض الأمور. وقد سأله السلطان أيضاً بعد عودته من الإسكندرية قتل بعض القضاة الذي آذوا ابن تيمية وسبق أن خلعوه من السلطنة، إلا أن ابن تيمية رفض ذلك وقال: من آذاني فهو في حِلّ، ومن آذى الله ورسوله فالله ينتقم منه، وأنا لا انتصر لنفسي. فكان ابن مخلوف المالكي يقول: ما رأينا مثل ابن تيمية حرَّضنا عليه فلم نقدر عليه، وقدر علينا فصفح عنا وحاجج عنا.:64-65

### عودته إلى دمشق
في شهر شوال سنة 712 هـ أعد السلطان الناصر محمد بن قلاوون جيشاً لملاقاة التتار، فخرج ابن تيمية مع الجيش بنية الجهاد، إلا أن الأخبار وصلت برجوع التتار، فترك الجيش وتوجه لمدينة دمشق فدخلها في شهر ذي القعدة بعد أن غاب عنها مدة سبع سنين.:108

#### سجنه بسبب مسألة الحلف بالطلاق سنة 720 هـ/1320م
عاد ابن تيمية إلى دمشق واستمر في وظيفته القديمة، فرجع للتدريس والإفتاء والتأليف، وكان استقراره عاملاً له على الانصراف للبحث والتنقيب في مسائل العقيدة ودراسة الأحكام الفقهية وفروعها خصوصًا، وكان من نتيجة ذلك ترجيحه في بعض مسائل الأحكام ما يخالف الفقهاء.:108:190
كانت إحدى المسائل التي خالف فيها الأئمة الأربعة والمذهب المشهور، هي «مسألة الحلف بالطلاق»، وقد استنكر الفقهاء ذلك، وجاهروا باستنكارهم. وفي منتصف شهر ربيع الأول سنة 718 هـ اجتمع به قاضي القضاة «شمس الدين بن مسلم الحنبلي» وأشار عليه في ترك الإفتاء بالمسألة فقبل ابن تيمية نصيحته. وفي شهر جمادى الأولى من سنة 718 هـ وصل كتاب من السُلطان فيه منع ابن تيمية من الإفتاء في المسألة، ونودي بذلك في البلد. ثم عاد ابن تيمية إلى الإفتاء بذلك من جديد وقال: لا يسعني كتمان العلم. ولما علم السلطان أن ابن تيمية عاد للإفتاء في المسألة، أرسل كتاباً آخر، قٌرئ في يوم 29 رمضان سنة 719 هـ وفيه فصل خاص بابن تيمية يؤكد المنع، وقد أحضر ابن تيمية وعوتب في ذلك، وكان ذلك في مجلس جمع الكثير من القضاة والفقهاء.:69-71
استمر ابن تيمية في الإفتاء في مسائل الطلاق، فانعقد مجلس في يوم 22 رجب سنة 720 هـ بدار الحكم بحضرة نائب السلطنة، واجتمع فيه القضاة والمفتون من المذاهب، وحضر ابن تيمية، وعاتبوه على العود إلى الإفتاء بالمسألة، ثم حُبس في القلعة. واستمر محبوساً خمسة أشهر وثمانية عشر يوماً، وأُفرج عنه بأمر من السلطان في يوم 10 محرم سنة 721 هـ.

#### مسألة شد الرحال لزيارة القبور سنة 726 هـ/1326م
عكف ابن تيمية من عام 721 هـ إلى عام 726 هـ، خمس سنين بالتدريس والإفتاء والتأليف والوعظ، في «مدرسة الحنبلية» أو في «المدرسة السكرية»، وقام في هذه الفترة بإعادة النظر في مؤلفاته ورسائلة القديمة.:114 وفي سنة 726 هـ وقع الكلام في مسألة «شد الرحال وإعمال المطي إلى قبور الأنبياء والصالحين» بسبب العُثور على جواب لابن تيمية قد كتبه قبل سبع عشرة عاما،:73 يتضمن الجواب القولين الواردين في المسألة وترجيحه لأحدهما.:191 فكثر الانتقاد عليه، حتى اعتُقل في يوم 6 شعبان سنة 726 هـ بقلعة دمشق بمرسوم من السُلطان، فأظهر ابن تيمية الفرح والسرور بذلك، وقال: أنا كنتُ منتظراً لذلك، وهذا فيه خيرٌ كثير ومصلحة كبيرة. وفي 10 شعبان قرئ بجامع دمشق الكتاب السلطاني الوارد باعتقاله ومنعه من الفتيا. وفي منتصف شهر شعبان أمر قاضي القضاة الشافعي بحبس جماعة من أصحاب ابن تيمية في سجن الحكم، وعزر جماعة منهم على دواب، ونودي عليهم ثم أطلقوا، سوى ابن قيم الجوزية فإنه حُبس بالقلعة.:124
يقول ابن كثير «ثم في يوم الخميس [11 ذي القعدة 726 هـ] دخل إليه القاضي جمال الدين بن جُملة وناصر الدين مشد الأوقاف، وسألاه عن مضمون قوله في مسألة الزيارة، فَكَتَب ذلك في دَرَج وكتب تحته قاضي الشافعية بدمشق: "قابلتُ الجواب عن هذا السؤال المكتوب على خط ابن تيمية فصح... إلى أن قال: وإنما المُحرف جعله زيارة قبر النبي ﷺ، وقبور الأنبياء صلوات الله وسلامه عليهم معصية بالإجماع مقطوعاً." فانظر الآن هذا التحريف على شيخ الإسلام، فإنَّ جوابه على هذه المسألة ليس فيه منع من زيارة قبور الأنبياء والصالحين، وإنما فيه ذكر قولين في شدّ الرحال والسفر إلى مجرد زيارة القبور، وزيارة القبور من غير شد رحل إليها مسألة، وشد الرحل لمجرد الزيارة مسألةٌ أخرى، والشيخ لم يمنع الزيارة الخالية عن شدِّ رحل، بل يستحبها ويندب إليها، وكتبه ومناسكه تشهد بذلك، ولم يتعرض إلى هذه الزيارة في هذه الوجه في الفتيا، ولا قال: إنّها معصية، ولا حكى الإجماع على المنع منها، ولا هو جاهل قول الرسول ﷺ:  «زوروا القبور فإنها تذكركم الآخرة» والله سبحانه لا يخفى عليه شيء ولا تخفى عليه خافية، ﴿وَسَيَعْلَمُ الَّذِينَ ظَلَمُوا أَيَّ مُنقَلَبٍ يَنقَلِبُونَ﴾.»

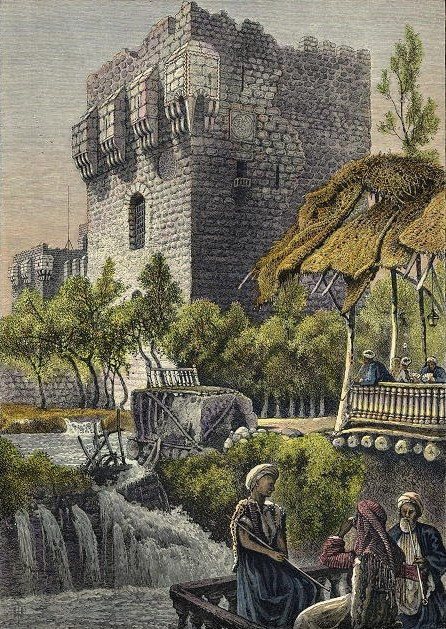
رسم لقلعة دمشق حيث سُجن ابن تيمية حتى وفاته

وقد نقل ابن عبد الهادي في كتابه «العقود الدرية من مناقب شيخ الإسلام أحمد بن تيمية» عدداً من الرسائل التي أرسلها مجموعة من العلماء من بغداد ومن الشام إلى السُلطان الناصر محمد بن قلاوون، فيها تصويب ما أجاب به ابن تيمية، وتبيين تحريف الرسالة التي سُجن بسببها، وقد جاء في أحد الكُتب المُرسلة من بغداد: «لما قرع أسماع أهل البلاد المشرقية والنواحي العراقية التضييق على شيخ الإسلام تقي الدين أبي العباس أحمد بن تيمية سلمه الله، عظم ذلك على المسلمين، وشق على ذوي الدين، وارتفعت رؤوس الملحدين، وجابت نفوس أهل الأهواء والمبتدعين، ولما رأى علماء أهل هذه الناحية، عظم هذه النازلة من شماتة أهل البدع وأهل الأهواء، بأكابر الفضلاء وأئمة العلماء، أنهوا حال هذا الأمر الفظيع والأمر الشنيع إلى الحضرة الشريفة السلطانية زادها الله شرفا، وكتبوا أجوبتهم في تصويب ما أجاب به الشيخ سلمه الله في فتاواه، وذكروا من علمه وفضائله بعض ما هو فيه، وحملوا ذلك إلى بين يدي مولانا ملك الأمراء أعز الله أنصاره وضاعف اقتداءه غيرة منهم على هذا الدين ونصيحة للإسلام وأمراء المؤمنين.»

#### حياته في السجن
بعدما اعتُقل ابن تيمية في يوم 6 شعبان سنة 726 هـ، أظهر السرور بانتقاله إلى للقلعة. ولما انتقل إليها عكف على العبادة وكثرة قراءة القرآن، وعمل المطالعة وتنقيح كتبه؛ وقد كتب خلال هذه الفترة كثيراً من تفسير القرآن، وعمل أيضاً على التأليف، والرد على بعض المسائل، وكانت تصل إليه من الخارج الأسئلة العلمية والفقهية. ومن بين ما كتبه في الحبس رسالة اسمها «الأخنائية» في الرد على أحد القضاة المالكيين في مصر القاضي «عبد الله بن الأخنائي». فاشتكى القاضي للسُلطان، فأصدر السلطان مرسوماً بمصادرة جميع ما عند ابن تيمية من أدوات الكتابة والكُتب، حتى لا يستعين بها في التأليف والكتابة، وفي 9 جمادى الأولى سنة 728 هـ صودرت جميع أدوات الكتابة منه، ومنع منعاً باتاً من المطالعة، وفي مستهل شهر رجب 728 هـ حُملت مسوداته وأوراقه من المحبس إلى المكتبة العادلية الكبرى، وكانت نحو ستين مجلداً من الكتب، وأربع عشرة ربطة كراريس. ويُذكر أن ابن تيمية بعد مصادرة أدوات الكتابة منه، بدأ يكتب بالفحم على أوراق متناثرة، وقد حفظ التاريخ بعض هذه الكتابات.:118-119:76-77

### وفاته
توفي ابن تيمية في 20 ذو القعدة/22 ذو القعدة سنة 728 هـ في حبسه في قلعة دمشق وقد بلغ من العمر 67 سنة بعدما استمر به مرضه قرابة الثلاثة أسابيع. وما أن وصل الخبر إلى أهالي دمشق، حتى اجتمع حشد كبير منهم حول القلعة، وفُتح باب القلعة لمن يدخل من الخاصة والعامة. وصلى عليه صلاة الجنازة بالقلعة «الشيخ محمد بن تمام» وأخرجت الجنازة بعد الصلاة، وامتلأت الطرقات بين القلعة والمسجد بالناس، وحضرت الجنازة قبل الظهر للجامع، وصُلي عليه عقب صلاة الظهر في الجامع الأموي، وقد صلى عليه «الشيخ علاء الدين الخراط». ووضعت الجنازة وهي في طريقها إلى المقبرة بسوق الخيل بسبب كثرة الناس فصُلي عليه هُناك، وتقدم للصلاة عليه أخوه «زين الدين عبد الرحمن»، ثم حُملت الجنازة إلى مقبرة الصوفية ودُفن بجانب أخيه «شرف الدين عبد الله»، وكان دفنه قبل العصر بقليل بسبب كثرة من يأتي ويصلي عليه.:315-319 يُقدر عدد من حضر إلى جنازة ابن تيمية (حسب علم الدين البرزالي) من الرجال من بين ستين ألفاً إلى مائة ألف وإلى أكثر من ذلك إلى مائتي ألف، وقُدرت أعداد النساء بخمسة عشر ألف امرأة عدا من كن على الأسطح.:136 ويذكر أبو الحسن الندوي أنه قد زار القبر في سنة 1370 هـ/1956م وأن آثار مقبرة الصوفية قد زالت وقامت عليها الجامعة السورية، إلا أن قبر ابن تيمية لا يزال باقياً أمام قاعة الجامعة السورية وعمارة مستشفى الولادة.:122-123

## منهجه

### منهجه العام
- الاعتماد على القرآن الكريم والأحاديث النبوية الصحيحة ثم على آراء الصحابة وآثار السلف. وفهم النصوص على مراد الله وعلى مراد الرسول مستيعناً بفهم السلف لذلك، فقد كان يرى أن الشريعة أصلها القرآن وقد فسره النبي، والذين تلقوا ذلك التفسير من النبي هم الصحابة ثم ألقوها إلى التابعين. وقد اتصف منهجه بالاهتمام بأقوال ومفهومات السلف وعلى الأخص القرون الثلاثة الأولى.[5]:183-185[33][34]
- عدم التعصب لمذهب معين، والدعوة إلى فقه في الدين ونبذ الجمود، حيث كان لا يتبع غيره في رأي له بغير دليل من القرآن والسنة النبوية وما صح عن الصحابة من الآثار وآثار السلف. وسعى ابن تيمية إلى ترك التعصب المذهبي، بسبب أن عصره كان يموج بالتعصب لدى بعض متبعي المذاهب، وما أدى إليه هذا من ركود فكري في تلك الفترة.[5]:185[33]:68-69[35]
- موافقة المعقول للمنقول وشمولية النصوص للأحكام، فلم يكن يهمل العقل والفكر في دراساته، ولم يكن يجاوز به مجاله، ولا يجعله حاكماً على نص قرآني أو حديث صحيح.[33]:70[36]
- تحقيق مقاصد الشارع بجلب المصالح ودرء المفاسد، وقد أولى ابن تيمية هذا الجانب اهتماماً كبيراً حيث يتتبع ويبرز مقاصد الشارع من النصوص الشرعية، ويبين الأسباب التي رتبت عليها الأحكام، واهتم أيضاً بدرء المفاسد المتمثل بأصل سد الذرائع.[33]:67-68[37]
- مراعاة الأصول والقواعد العامة بربط منهجه بالأصول والقواعد العامة، وسبب ذلك ملاحظته تفكك الأفكار واختلاف المفهومات والخطأ في المسائل الشرعية، بسبب النظرة الجزئية في الأدلة الشرعية لدى بعض الفقهاء.[33]:70
- التسهيل والتيسير ما لم يكن مانع شرعي بحدود ما يدركه على ضوء الأدلة الشرعية، ولا يتجه إلى هذا الجانب عند وجود دليل منع في المسألة.[33]:72

### منهجه في التفسير
بين ابن تيمية أصوله في التفسير في كتابه «مقدمة في أصول التفسير». فينطلق منهجه فيه من أن النبي فسر القرآن الكريم كله، ولم يترك فيه جزءاً يحتاج إلى بيان أو تفصيل أو تقييد إلا بينه أو فصله أو قيده. وأن الذين تلقوا ذلك البيان هم الصحابة، بسبب أن النبي كان يعلمهم إياه وأنهم هم أكثر الناس عناية بمعاني القرآن، وكانت طريقتهم في تعلمه هي السبب في بلوغهم درجة معرفة معانيه، مستدلاً بقول أبو عبد الرحمن السلمي: «حدثنا الذين كانوا يقرئوننا القرآن: عثمان بن عفان وعبد الله بن مسعود وغيرهما أنهم كانوا إذا تعلموا من النبي ﷺ عشر آيات لم يتجاوزوها، حتى يعلموا ما فيها من العلم والعمل، قالوا: فتعلمنا القرآن والعلم والعمل جميعاً.» وأن من التابعين من تلقى جميع التفسير عن الصحابة.:267-272
وتتلخص أصح الطرق عند ابن تيمية في التفسير، أن يفسر القرآن بالقرآن، فإن لم يجد فمن السنة النبوية، وإن لم يجد التفسير في القرآن ولا في السنة، رجع إلى أقوال الصحابة، ثم إذا لم يجد التفسير في القرآن والسنة أو في أقوال الصحابة، رجع إلى أقوال التابعين وإذا اختفلوا أخذ من أقوالهم من كان أقرب إلى لغة القرآن والسنة، أو عموم لغة العرب، أو أقوال الصحابة.
ولا يأخذ ابن تيمية في التفسير إلا بالتفسير بالمأثور، فإن وجد الأثر لم يلتفت إلى سواه، ويأخذ في التفسير بالأخذ من الصحابة ثم التابعين ثم تابعيهم، فهو يقبل في التفسير إلى القرن الثالث الهجري، ويرفض الأخذ بالرأي المجرد في التفسير، ويقول في ذلك: «أما تفسير القرآن بمجرد الرأي فحرام.» ويسوق لهذا الرأي الأحاديث والمرويات عن الصحابة التي تدل على توقفهم، إذا لم يجدوا حديثاً مفسراً.:190 وكان حريصاً على أن يجمع الأقوال المختلفة في المسألة الواحدة، وأن يرجح بينها إذا لزم الأمر، وقد سار على هذا المنهج في غالب الأحيان، لأنه في بعض الحالات كان يترك الأمر من غير ترجيح أحدها.
موقفه من الإسرائيليات
لم يقبل ابن تيمية الإسرائيليات إلا ما قام الدليل على نقلها نقلاً صحيحاً، وكان منهجه في رواية الإسرائيليات هو الجواز المقيد بدائرة الشرع؛ فقسم الروايات الإسرائيلية إلى ثلاثة أقسام:
1. ما علمنا صحته، وذلك بتصديق شرعنا له، فهذا مقبول.
2. ما علمنا كذبه، لأن ما عندنا لا يصدقه بل يكذبه وهذا مرفوض مردود.
3. ما هو مسكوت عنه، فلا نصدقه ولا نكذبه لما ثبت عن النبي: «إذا حدثكم أهل الكتاب، فلا تصدقوهم ولا تكذبوهم، فإما أن يحدثوكم بحق فتكذبوه، وإما يحدثوكم بباطل فتصدقوه.»

### منهجه في الفقه
نشأ ابن تيمية حنبلي المذهب، واستقى عن أبيه وجده الفقه وأصوله، واستفاد كثيراً من أصول أحمد بن حنبل وفقهه، ولكنه لم يلتزم في آرائه وفتاويه بما جاء عند أحمد إلا عن اقتناع وموافقة الدليل، فيعتبره البعض مجتهداً، ويعتبره آخرون أنه مجتهد منتسب إلى مذهب الحنابلة،:15 لا يفتي إلا بما قام عليه الدليل، وإن خالف مذهب الحنابلة أو بقية فقهاء المذاهب الأخرى. ويذكر ابن رجب الحنبلي أنه تتبع فتاوى الصحابة والتابعين فصار عليماً بها، وعُني بدراسة فقه المذاهب الأخرى ووقف على آراء فقهائها واختلافهم. ومن أجل هذا كان يذهب في أحكامه إلى ما يقوم به الدليل دون الالتفات إلى أي مذهب، ويقول الذهبي في ذلك: «وفاق الناس في معرفة الفقه، واختلاف المذاهب، وفتاوى الصحابة والتابعين، بحيث إذا أفتى لم يلتزم بمذهب، بل بما يقول دليله عنده.» وكان يعتبر أن مذهب أحمد بن حنبل أمثل المذاهب الإسلامية وأقربها إلى السنة فيقول: «أحمد كان أعلم من غيره بالكتاب والسنة، وأقوال الصحابة والتابعين لهم بإحسان، ولهذا لا يكاد يوجد له قول يخالف نصاً كما يوجد لغيره، ولا يوجد في مذهبه قول ضعيف إلا وفي مذهبه قول يوافق القول الأقوى، وأكثر مفاريده التي لم يختلف فيها يكون قوله فيها راجحاً.»:45-46
كان لابن تيمية آراء خالف فيها كل المذاهب الفقهية، أو المشهور من أقوال فقهائها، فقد كان يوافق بعض أئمة المذاهب الأربعة في بعض الأحيان، وأحياناً يخالف المعروف من آرائهم ومذاهبهم، ويسمي كثير من مؤرخيه هذا بمفرداته وغرائبه في الفقه. ولقد لقي ابن تيمية كثيراً من المتاعب بسبب آرائه الفقهية التي انفرد بها، لأنها كانت غير مألوفة في عصره من الفقهاء وأئمة الحديث الذين أبوا عليه أن يتوغل في مسائل لم ترد في أقوال كبار الفقهاء، أو لم يجمع عليها الصحابة والتابعون حسب ظنهم. ولقد لقي بسب أحد فتاويه «المسألة الحموية» كثيراً من السخط عليه، وجادل وناظر وسجن ومُنع من الإفتاء. ويذكر ابن رجب الحنبلي أن العلماء في عصره كرهوا له التفرد ببعض المسائل، فيقول: «فكثير من العلماء، من الفقهاء والمحدثين والصالحين، كرهوا له التفرد ببعض شذوذ المسائل التي أنكرها السلف على من شذ بها، حتى أن بعض القضاة من أصحابنا -الحنابلة- منعه من الإفتاء ببعض ذلك.» ويذكر ابن قيم الجوزية أن ابن تيمية لم ينفرد عن غيره بمسائله ولم يخالف الإجماع، فهو يقول أنه لا يعرف مسألة خرق ابن تيمية فيها الإجماع، ويقول أن ما نسب إلى ابن تيمية أنه خالف فيه الإجماع ينقسم إلى أربعة أقسام، فيقول::357-360
| ابن تيمية | 1. الأول: ما يستغرب جداً، فينسب إليه أنه خالف الإجماع لندور القائل به وخفائه على الناس، لحكاية بعضهم الإجماع على خلافه. 2. الثاني: ما هو خارج من مذاهب الأئمة الأربعة، وقال به بعض الصحابة، أو التابعين، أو السلف، والخلاف فيه محكي. 3. الثالث: ما اشتهرت نسبته إليه، مما هو خارج عن مذهب الإمام أحمد، لكن قد قال به غيره من الأئمة وأتباعهم. 4. الرابع: ما أفتى به واختاره، مما هو خلاف المشهور في مذهب أحمد، وأن محكياً عنه وعن بعض أصحابه، وأهم الأقوال التي اشتد فيه النزاع، وادعى خصومه أنه خرق بها الإجماع هي المسائل التالية: الطلاق، والوسيلة، وشد الرحال إلى غير المساجد الثلاثة، حرم مكة، والمدينة والمسجد الأقصى. | ابن تيمية |

كان ابن تيمية لا يرى أن الحق في مذهب معين ولا يخرج عنه، ويعتقد أن كل الأئمة بحثوا عن الحق وكل منهم اجتهد في طلبه، ويذكر محمد أبو زهرة في ذلك أن ابن تيمية قرر ثلاثة أمور في هذا الموضوع::298
- أولها: أنه يقدر الأئمة الأربعة من ناحية منازلهم الفقهية، وأن ذلك بدا في دراساته المختلفة لآراء الفقهاء والموازنة بينها، واختياره أمثلها للعمل، وكان يبدي تقديره لآرائهم التي يعتقد أنها خطأ أو صواب، وألف في ذلك رسالة سماها «رفع الملام عن الأئمة الأعلام».
- والثاني: أنه يوصي الفقيه المحقق ألا يلتزم مذهباً معيناً إذا وجد الحق في غيره، وأن لا يتعصب لأحد المذاهب. ويقسم ابن تيمية الناس ثلاثة أقسام في مسألة أن يترك الشخص مذهباً قلده لما يظنه الحق في غيره، فالقسم الأول: من يتبين له رجحان قول آخر على قول إمامه الذي التزم مذهبه، وهو يعرف الأدلة التفصيلية، ويدرك الراجح والمرجوح، وعنده أدوات الموازنة، ومعرفة الأحكام من النصوص والأقيسة، فهذا يكون الواجب عليه أن يتبع الحق حسب قوله. والقسم الثاني: هو الشخص الذي ليس قدرة على الاستنباط، وهذا لا يتبع الدليل بل يتبع رجلاً مجتهداً، ولا ينتقل من رأي إلى رأي إلا تبعاً لغيره، ويقول: «بأن يرى أحد الرجلين أعلم بتلك من الآخر، أو اتقى الله فيما يقول، فيرجع عن قول لمثل هذا، فهذا يجوز، بل يجب، وقد نص على ذلك الإمام أحمد.» والقسم الثالث: من ينتقل من مذهب إلى مذهب من غير دليل إن كان من أهل الاستدلال أو من غير مقصد ديني إن كان من العامة، بل ينتقل لهوى ومصلحة، ومن غير عذر شرعي، وطلباً لليسر، فابن تيمية يذكر أن أحمد بن حنبل وغيره قد نهوا عنه، لأنه عبث بالمذاهب والشريعة.
- والثالث: أن يترك المذاهب كلها إذا وجد حديثاً يخالفها، فقد كان ابن تيمية يترك المذهب إذا وجد حديثاً نبوياً يخالف قول أحد الأئمة، ويأخذ بالحديث.[5]:298-308

أصوله
لم يكن ابن تيمية صاحب مذهب فقهي معروف باسمه، وإنما كان يرجع في أصوله إلى مذهب أحمد بن حنبل ليستنبط منه أحكامه، لذلك كانت أصوله في مجملها هي أصول أحمد بن حنبل. وأصول أحمد هي: الكتاب والسنة النبوية والإجماع والقياس والاستصحاب والمصالح المرسلة. وعند عدم الوقوع على النص كان يلجأ إلى فتوى الصحابة، وإذا تعددت آراء الصحابة في المسألة الواحدة كان يلجأ إلى اختيار أقربها إلى الكتاب والسنة.:317

## الآراء الفقهية والعقدية

### التوحيد وأقسامه
يُعَرِّفْ ابن تيمية التوحيدَ بأنه إفراد الله بالربوبية والألوهية والأسماء والصفات، أي الإقرار بأن الله هو المدبر لجميع الأمور، وأن تُصرف جميع أنواع العبادة لله وحده لا شريك له، وإثبات ما أثبته الله لنفسه من صفات الكمال، ونفي عنه ما نفاه عن نفسه من صفات النقص. وبين ابن تيمية أن أعلى أصول الإيمان وأفضلها هو التوحيد وهو شهادة أن لا إله إلا الله حيث أمر الله بها جميع خلقه وأرسل به رسله. فيقول ابن تيمية: «فإنَّ التوحيد الواجب أن نعبد الله وحده، لا نشرك به شيئا، فلا نجعل له نداً في ألوهيته، ولا شريكاً، ولا شفيعاً.» ويقول: «فلا بد للعبد أن يثبت لله، ما يجب إثباته له، من صفات الكمال، وينفي عنه ما يجب نفيه مما يضاد هذه الحال، ولا بد له في أحكامه من أن يثبت خلقه وأمره، فيؤمن بخلقه المتضمن كمال قدرته، وعموم مشيئته ويثبت أمره، المتضمن بيان ما يحبه ويرضاه من القول والعمل، ويؤمن بشرعه وقدره، إيماناً خالياً من الزلل، وهذا يتضمن توحيده في عبادته وحده.»:50 إلى 54
يبين أن ذكر الله لصفاته في القرآن ليس مقصوراً على وجوب إفراده بصفات الكمال فحسب بل دلت أيضاً على وجوب إفراده بالعبادة ويقول في ذلك: «والله سبحانه لم يذكر هذه النصوص لمجرد تقرير صفات الكمال له؛ بل ذكرها لبيان أنه المستحق للعبادة دون ما سواه، فأفاد الأصلين اللذين بهما يتم التوحيد: وهما إثبات صفات الكمال رداً على أهل التعطيل وبيان أنه المستحق للعبادة لا إله إلا هو رداً على المشركين. والشرك في العالم أكثر من التعطيل; ولا يلزم من إثبات "التوحيد" المنافي للإشراك إبطال قول أهل التعطيل، ولا يلزم من مجرد الإثبات المبطل لقول المعطلة الرد على المشركين إلا ببيان آخر.» ويدخل في التوحيد جميع أعمال العبادة المطلوبة شرعاً، سواء كانت أعمال قلوب أو جوارح، مثل عبادة الله ومحبته، والتوكل عليه، وخشيته، ودعائه، فيعرف ابن تيمية العبادة: «العبادة: اسم جامع لكل ما يحبه الله ويرضاه، من الأقوال والأعمال، الباطنة والظاهرة.»:55-56

#### أقسام التوحيد
لابن تيمية في تقسيم التوحيد طريقتان: طريقة إجمالية، وطريقة تفصيلية:
- الطريقة الإجمالية: ينقسم التوحيد إجمالاً إلى قسمين:

1. التوحيد القولي العلمي: ويسميه تلميذه ابن القيم «توحيد المعرفة والإثبات»، وهذا التوحيد يشمل توحيد الله بربوبيته وتوحيده بإثبات أسمائه وصفاته.[46]:173[48] وقد سمي بالقولي لأنه مقابل لتوحيد الألوهية الذي يشكل الجانب العملي من التوحيد.[49]
2. التوحيد القصدي العملي: أو «الإرادي العملي» أو «توحيد القصد والعمل» أو «توحيد القصد والطلب»، وهو ما يقابل توحيد الألوهية. وسمي بالعملي لأنه يشمل كلاً من عمل القلب وعمل اللسان وعمل الجوارح التي تشكل جانب العمل من التوحيد.[49]

- الطريقة التفصيلية: ويقسم ابن تيمية التوحيد تفصيلياً إلى ثلاثة أقسام:

1. توحيد الألوهية: ومعناه إفراد الله وحده بالعبادة، ويقول ابن تيمية: «فهذا التوحيد الذي في كتاب الله: هو توحيد الألوهية، وهو أن لا تجعل معه ولا تدعو إلهاً غيره.»[46]:517
2. توحيد الربوبية: عرف ابن تيمية توحيد الربوبية بقوله :«فهو سبحانه خالق كل شيء، وربه، ومليكه، لا خالق غيره، ولا رب سواه، ما شاء كان، وما لم يشأ لم يكن، فكل ما في الوجود، من حركة وسكون فبقضائه وقدره ومشيئته وقدرته وخلقه.»[46]:425
3. توحيد الأسماء والصفات: ومعناه: إفراد الله والإيمان بأسمائه وصفاته كما ورد في الكتاب والسنة، والنقول الصحيحة عن السلف. وإثباتها دون تحريف أو تعطيل أو تكييف أو تمثيل.[50]

ويعترض البعض على ابن تيمية بأنه ابتدع بتقسيم التوحيد، وأنه تقسيمه هذا يقضي على الوحدة الموضوعية المفهومة من كلمة توحيد،:176 وأنه لم يرد في الكتاب والسنة ولا في عصر السلف. وأن الهدف من هذا التقسيم هو تشبيه المسلمين بالكفار الذين لا يمشون على منهج السلف، وتكفيرهم بدعوى أنهم وحدوا توحيد الربوبية ولم يوحدوا توحيد الألوهية. إلا أنه في المقابل يذكر آخرون أن هذا التقسيم قديم، وقد عمل عليه بعض علماء السلف، إلا أن عباراتهم تختلف من شخص إلى آخر، مثل أبو يوسف صاحب أبي حنيفة وكما صرح بهذا التقسيم أبو جعفر الطحاوي وابن بطة وابن جرير الطبري وقرره ابن القيم وغيرهم من العلماء.

### الأسماء والصفات
يذهب ابن تيمية مذهب أهل الحديث في أسماء الله وصفاته، حيث يُثبت لله ما جاء في القرآن والسنة النبوية من أسماء وصفات من غير تعطيل ولا تحريف ولا تبديل ولا تأويل ولا تشبيه ولا تمثيل، فيقول: «فما وصف الله من نفسه وسماه على لسان رسوله ﷺ سميناه كما سماه، ولم نتكلف منه صفة ما سواه - لا هذا ولا هذا - لا نجحد ما وصف، ولا نتكلف معرفة ما لم يصف.»، ويقول: «وقد علم أن طريقة سلف الأمة وأئمتها إثبات ما أثبته من الصفات من غير تكييف ولا تمثيل، ومن غير تحريف ولا تعطيل.»، وقد عارض ابن تيمية في كتبه ورسائله أقوال الأشاعرة والماتريدية والمعتزلة والجهمية والمعطلة في هذه المسألة، حيث يثبت صفات المعاني والأفعال مثل: المحبة والغضب والرضا والضحك، كما يثبت الصفات السمعية مثل اليد والوجه والعين والنزول والاستواء وأن الله فوق العرش والعلو والفوقية وغيرها، ويقول فيها بإثبات الصفة ونفى علم الكيفية،(1) وقد ألف في ذلك بيان تلبيس الجهمية ودرء تعارض العقل والنقل وغير ذلك، وقرر الصفات بعدة ردود منها:: 650: 672
- أن القول في بعض الصفات كالقول في البعض الآخر، فلا فرق بين صفات المعاني والصفات الأخرى، فكلها ثبُتَت بالقرآن والسنة، فيقول: «والراسخون في العلم - الواقفون حيث انتهى علمهم الواصفون لربهم بما وصف من نفسه التاركون لما ترك من ذكرها - لا ينكرون صفة ما سمي منها جحدًا ولا يتكلفون وصفه بما لم يسم تعمقا؛ لأن الحق ترك ما ترك وتسمية ما سمى ومن يتبع غير سبيل المؤمنين نوله ما تولى ونصله جهنم وساءت مصيرا وهب الله لنا ولكم حكما وألحقنا بالصالحين.».[54]
- أن عدم دلالة العقل على إحدى الصفات لا يدل على نفيها، إذ أنها تثبت بدليل آخر وهو السمع والنص الشرعي، فيجب إثبات ما ثبت بدليل ما دام لا معارض له.
- أن صفات الأفعال من الكمال، ولو لم يتصف بها لكان ذلك من النقص.
- وأن إثبات الصفات لا تمثيل فيه أصلًا، فإن من صفاته أنه ليس له شبيه ولا مثيل وذلك يسري على جميع الصفات، وأن نافي الصفات يهرب من التشبيه بالموجودات إلى التشبيه بالمعدومات.

كما رد ابن تيمية على المشبِّهة، وحكى اتفاق السلف على ذمهم، فقال: «فلا ريب أن أهل السنة والجماعة والحديث وغيرهم متفقون على تنزيه الله تعالى عن مماثلة الخلق، وعلى ذم المشبهة الذين يشبهون صفاته بصفات خلقه، ومتفقون على أن الله ليس كمثله شيء لا في ذاته ولا في صفاته ولا في أفعاله.»، ولكنه يرى أن نفاة الصفات غالبًا ما يطلقون لفظ المشبهة على مثبتي الصفات.

#### قواعد الاستدلال عند ابن تيمية في هذا الباب
- وجوب معرفة الله بأسمائه وصفاته بالسمع لا بالعقل،[58] فيقول: «ومن الوجوه الصحيحة أن معرفة الله بأسمائه وصفاته على وجه التفصيل لا تعلم إلا من جهة الرسول عليه الصلاة والسلام إما بخبره واما بخبره وتنبيهه ودلالته على الأدلة العقلية.» ثم ردَّ على كلام الرازي في قوله بدلالة العقل.[59]
- لا يُتَجاوز القرآن والحديث في باب الأسماء والصفات،[60] فيقول: «ثم القول الشامل في جميع هذا الباب: أن يوصف الله بما وصف به نفسه أو وصفه به رسوله، وبما وصفه به السابقون الأولون لا يتجاوز القرآن والحديث؛ قال الإمام أحمد رضي الله عنه: «لا يوصف الله إلا بما وصف به نفسه، أو وصفه به رسوله صلى الله عليه وسلم، لا يتجاوز القرآن والحديث.» ومذهب السلف: أنهم يصفون الله بما وصف به نفسه، أو بما وصفه به رسوله، من غير تحريف ولا تعطيل، ومن غير تكييف ولا تمثيل، ويعلم أن ما وُصِفَ الله به من ذلك فهو حق ليس فيه لغز ولا أحاجي، بل معناه يعرف من حيث يعرف مقصود المتكلم به، لا سيما إذا كان المتكلم أعلم الخلق بما يقول، وأفصح الخلق في بيان العلم وأفصح الخلق في البيان والتعريف والدلالة والإرشاد، وهو سبحانه مع ذلك ليس كمثله شيء لا في نفسه المقدسة المذكورة بأسمائه وصفاته ولا في أفعاله».[61]
- أسماء الله وصفاته تثبت بخبر الآحاد، فيقول: «الظواهر إذا تعاضدت على مدلول واحد صار قطعيًا كأخبار الآحاد إذا تواردت على معنى واحد صار تواترًا، فإن الظنون إذا كثرت وتعاضدت صارت بحيث تفيد العلم اليقيني، وهذه النصوص كذلك -أي نصوص الفوقية -»، وعارض قول الأشاعرة والمعتزلة والمتكلمين بعدم الاحتجاج بخبر الآحاد في مسائل الاعتقاد بشبهة عدم اليقين.[62]
- وجوب إثبات نصوص الصفات وإجرائها على ظاهرها مع نفي الكيفية والتشبيه عنها،[63] واستشهد بكلام أبو سليمان الخطابي والخطيب البغدادي في ذلك وقال: «مذهب السلف في آيات الصفات وأحاديث الصفات إجراؤها على ظاهرها مع نفي الكيفية والتشبيه عنها، وقالا في ذلك: إن الكلام في الصفات فرع على الكلام في الذات يحتذى فيه حذوه ويتبع فيه مثاله؛ فإذا كان إثبات ذاته إثبات وجود لا إثبات كيفية؛ فكذلك إثبات صفاته إثبات وجود لا إثبات كيفية؛ فلا نقول: إن معنى اليد القدرة ولا إن معنى السمع العلم، هذا كلامهما».[64]
- ظاهر نصوص الصفات ما يتبادر إلى العقل السليم من المعاني، وهو يختلف بحسب السياق، وما يضاف إليه الكلام،[65] فيقول: «ومما دل عليه السياق هو ظاهر الخطاب».[66]
- الإجماع حجة في باب الأسماء والصفات،[67] قال: «أما الاعتقاد: فلا يؤخذ عني ولا عمن هو أكبر مني؛ بل يؤخذ عن الله ورسوله وما أجمع عليه سلف الأمة؛ فما كان في القرآن وجب اعتقاده وكذلك ما ثبت في الأحاديث الصحيحة مثل صحيح البخاري ومسلم».[68]
- الفطر السليمة موافقة لما جاءت به الشريعة من إثبات أسماء الله وصفاته، فيقول: «والله قَدْ فطر العباد – عربهم وعجمهم - عَلَى أنّهم إِذَا دعوا الله توجّهت قلوبهم إِلَى العلوّ، وَلاَ يقصدونه تحت أرجلهم.».[69]
- كل ما اتصف به المخلوق من صفات كمال لا نقص فيها فالخالق أولى بها، وكل ما ينزه عنه المخلوق من صفات نقص لا كمال فيها فالخالق أولى بالتنزه عنها،[70] ويوضح ذلك قائلًا: «والرب تعالى أحق بتنزيهه عن كل عيب ونقص منكم، فإن له المثل الأعلى، فكل كمال ثبت للمخلوق، فالخالق أحق بثبوته منه إذا كان مجردًا عن النقص، وكل ما ينزه عنه المخلوق من نقص وعيب، فالخالق أولى بتنزيهه عنه.»[71]
- دلالة الأثر على المؤثر حجة في باب الأسماء والصفات،[72] قال: «وأما الطريق الأخرى في إثبات الصفات وهي: الاستدلال بالأثر على المؤثر، وأن من فعل الكامل فهو أحق بالكمال.»،[73] ويُسمى ذلك بقياس الغائب على الشاهد.[74]
- المنقول الصحيح لا يعارضه معقول صريح قط،[75] فيقول: «ما علم بصريح العقل لا يتصور أن يعارضه الشرع البتة، بل المنقول الصحيح لا يعارضه معقول صريح قط. وقد تأملت ذلك في عامة ما تنازع الناس فيه، فوجدت ما خالف النصوص الصحيحة الصريحة شبهات فاسدة يعلم بالعقل بطلانها، بل يعلم بالعقل ثبوت نقيضها الموفق للشرع. وهذا تأملته في مسائل الأصول الكبار كمسائل التوحيد والصفات، ومسائل القدر والنبوات والمعاد وغير ذلك، ووجدت ما يعلم بصريح العقل لم يخالفه سمع قط، بل السمع الذي يقال إنه يخالفه: إما حديث موضوع، أو دلالة ضعيفة، فلا يصلح أن يكون دليلاً لو تجرد عن معارضة العقل الصريح، فكيف إذا خالفه صريح المعقول؟».[76]

### القضاء والقدر
عقيدة ابن تيمية في القضاء والقدر كعقيدة أهل السنة والجماعة، فيقول بخلق أفعال العباد وأنهم مع ذلك لهم مشيئة وقدرة أعطاهم إياها الله؛ فهم لا يشاؤون إلا أن يشاء الله، فيقول: «ذهب أهل السنة والجماعة في هذا الباب ما دلَّ عليه الكتاب والسنة، وكان عليه السابقون الأولون من المهاجرين والأنصار، والذين اتبعوهم بإحسان: وهو أنَّ الله خالق كلّ شيء ومليكه، وقد دخل في ذلك جميع الأعيان القائمة بنفسها وصفاتها القائمة بها من أفعال العباد وغير أفعال العباد. وأنه سبحانه ما شاء كان، وما لم يشأ لم يكن، فلا يكون شيء إلا بمشيئته وقدرته، لا يمتنع عليه شيء شاءَه، بل هو القادر على كل شيء ولا يشاء شيئاً إلا وهو قادر عليه. وأنه سبحانه يعلم ما كان وما يكون، وما لم يكن لو كان كيف يكون، وقد دخل في ذلك أفعال العباد وغيرها، وقد قدر الله مقادير الخلائق قبل أن يخلقهم: قدر آجالهم وأرزاقهم وأعمالهم وكتب ذلك، وكتب ما يصيرون إليه من سعادة وشقاوة. فهم يؤمنون بخلقه لكل شيء، وقدرته على كل شيء، ومشيئته لكل ما كان، وعلمه بالأشياء قبل أن تكون، وتقديره لها، وكتابته إياها قبل أن تكون .. ومما اتفق عليه سلف الأمة وأئمتها مع إيمانهم بالقضاء والقدر وأن الله خالق كل شيء، وأنه ما شاء كان، وما لم يشأ لم يكن، وأن الله يضل من يشاء ويهدي من يشاء، وأن العباد لهم مشيئة وقدرة، يفعلون بقدرتهم ومشيئتهم ما أقدرهم الله عليه مع قولهم: إن العباد لا يشاؤون إلا أن يشاء الله.»
كما ردّ على الجبرية والقدرية وهاجم عقيدتهم في القدر، فقال عن الجبرية: «وإن هؤلاء القدرية الجبرية الجهمية أهل الفناء في توحيد الربوبية، حقيقة قولهم من جنس قول المشركين الذين قالوا: ﴿لَوْ شَاء اللّهُ مَا أَشْرَكْنَا﴾»، وقسَّم ابن تيمية القدرية إلى ثلاثة أصناف أسماهم: قدرية مشركية وقدرية مجوسية وقدرية إبليسية.

### الإيمان
يقرر ابن تيمية أن الإيمان قول وعمل يزيد بالطاعات وينقص بالمعاصي، وأنه قول القلب وعمل القلب، ثم قول اللسان وعمل الجوارح. قال:
| ابن تيمية | أجمع السلف أن الإيمان قول وعمل، يزيد وينقص، ومعنى ذلك: أنه قول القلب وعمل القلب، ثم قول اللسان وعمل الجوارح. فأما قول القلب: فهو التصديق الجازم بالله، وملائكته، وكتبه، ورسله، واليوم الآخر، ويدخل فيه الإيمان بكل ما جاء به الرسول ﷺ. ثم الناس في هذا على أقسام: 1. منهم من صدق به جملةً ولم يعرف التفصيل. 2. ومنهم من صدق جملةً وتفصيلاً. ثم منهم من يدوم استحضاره وذكره لهذا التصديق -مجملاً أو مفصلاً- ومنهم من يغفل عنه ويذهل، ومنهم من استبصر فيه بما قذف الله في قلبه من النور والإيمان، ومنهم من جزم به لدليل قد تعترض فيه شبهة، أو تقليد جازم. وهذا التصديق يتبعه عمل القلب، وهو حب الله ورسوله صَلَّى اللهُ عَلَيْهِ وَسَلَّمَ وتعظيم الله ورسوله وتعزير الله ورسوله وتوقيره، وخشية الله والإنابة إليه والإخلاص له والتوكل عليه، إلى غير ذلك من الأحوال. فهذه الأعمال القلبية كلها من الإيمان، وهي مما يوجبها التصديق والاعتقاد إيجاب العلة المعلول. ويتبع الاعتقاد قول اللسان، ويتبع عمل القلب عمل الجوارح من الصلاة والزكاة والصوم والحج ونحو ذلك. | ابن تيمية |

### الإمامة
يرى ابن تيمية أن ولاية أمر الناس من أعظم واجبات الدين، بل لا قيام للدين إلا بها، ولا بد لحراسة الدين من رأس. وأن اختيار الحاكم يحصل بالطرق الفقهية التي ذكرها الفقهاء مثل البيعة والاستخلاف، أو بالقهر والغلبة كما هو عند البعض، كما يرى أن أساس الاختيار يحصل لمن له القدرة والسلطان ومن وافقه أهل الشوكة، ولا يرى اشتراط عدد من أهل الحل والعقد لصحة البيعة، فيقول: «ليس هذا قولَ أئمَّة أهل السُّنة، وإنْ كان بعض أهل الكلام يقولون: إنَّ الإمامة تنعقِد ببيعةِ أربعة، كما قال بعضُهم: تنعقد ببيعة اثنين، وقال بعضهم: تنعقد ببيعة واحد، فليستْ هذه أقوالَ أئمَّة السُّنة، بل الإمامة عندهم تثبُت بموافقة أهل الشَّوكة عليها، ولا يَصير الرجلُ إمامًا حتى يوافقَه أهلُ الشوكة عليها، الذين يحصُل بطاعتهم له مقصودُ الإمامة؛ فإنَّ المقصودَ من الإمامة إنَّما يحصُل بالقُدرة والسُّلطان، فإذا بُويع بيعةً حصلَتْ بها القدرةُ والسُّلطان، صار إمامًا.» ويرى ابن تيمية أن صفات الإمام وشروط الولاية ترتكز على ركنين هما القوة والأمانة، وأن الغرض من الإمامة والخلافة هو إصلاح دين الخلق، وإصلاح ما لا يقوم الدين إلاّ به من أمر دنياهم، والأمر بالمعروف والنهي عن المنكر.

### الأولياء
يرى ابن تيمية أن كرامات الأولياء حق باتفاق أئمة أهل السنة والجماعة لكن كثيرًا ممن يدعيها أو تدعى له يكون كذابًا أو ملبوسًا عليه، أنه ليس من شرط الولي أن يكون معصومًا لا يخطئ، بل يجوز أن يخفى عليه بعض علم الشريعة، ويجوز أن يشتبه عليه بعض أمور الدين، ويرى ابن تيمية أن كثيرًا مما يظن الناس أنها كرامات تكون من تلبيسات الشيطان، فيُروى عنه أن بعض الناس قال له: «لقد كنا في طريق بعيد فوقع علينا كرب، فاستغثنا بك فجئت إلينا وأنقذتنا، فقال لهم: أنا لم آت، وهذه من تلبيسات الشيطان. فقال بعضهم: ربما يكون هذا ملك من الملائكة تصور بصورتك؛ لينفعنا وينقذنا، فقال لهم: هذا شيطان وليس بملك؛ لأن الملائكة لا يكذبون، وإنما الذي يدعي أنه فلان وليس هو؛ هو الشيطان.»، وقد ألف في ذلك كتابًا وهو الفرقان بين أولياء الرحمن وأولياء الشيطان.

### التوسل
يقول ابن تيمية بعدم جواز التوسل والاستغاثة بذوات الأنبياء والصالحين، فيقول: «والسائل لله بغير الله إما أن يكون مقسما عليه، وإما أن يكون طالبا بذلك السبب، كما توسل الثلاثة في الغار بأعمالهم، وكما يتوسل بدعاء الأنبياء والصالحين. فإن كان إقساما على الله بغيره: فهذا لا يجوز، وإن كان سؤالًا بسبب يقتضى المطلوب، كالسؤال بالأعمال التي فيها طاعة الله ورسوله، مثل السؤال بالإيمان بالرسول ومحبته وموالاته ونحو ذلك: فهذا جائز، وإن كان سؤالا بمجرد ذات الأنبياء والصالحين: فهذا غير مشروع، وقد نهى عنه غير واحد من العلماء، وقالوا: إنه لا يجوز. ورخص فيه بعضهم، والأول أرجح كما تقدم.»، ويستدل على ذلك بقول أبي حنيفة النعمان وأصحابه فيقول: «التوسل به بمعنى الإقسام على الله بذاته والسؤال بذاته، فهذا هو الذي لم يكن الصحابة يفعلونه في الاستسقاء ونحوه لا في حياته ولا بعد مماته، لا عند قبره ولا غير قبره ولا يعرف هذا في شيء من الأدعية المشهورة بينهم، وإنما ينقل شيء من ذلك في أحاديث ضعيفة مرفوعة وموقوفة، أو عمن ليس قوله حجة ـ كما سنذكر ذلك ـ إن شاء الله تعالى ـ وهذا هو الذي قال أبو حنيفة وأصحابه إنه لا يجوز ونهوا عنه، حيث قالوا لا يسأل بمخلوق ولا يقول أحد أسألك بحق أنبيائك.»، وقد ألف ابن تيمية في ذلك عدة كتب منها: قاعدة جليلة في التوسل والوسيلة، والرد على البكري والرد على الأخنائي، وأثارت هذه المسألة حفيظة عدد من الشيوخ خاصةً علماء الصوفية، حيث كفَّر البكري ابن تيمية على إثرها، وألف يوسف النبهاني شواهد الحق في الاستغاثة بسيد الخلق، وألف السبكي كتابه شفاء السقام في زيارة خير الأنام.

### زيارة القبور وشد الرحال لها
كان ابن تيمية ينهى عن شد الرحال لغير المساجد الثلاث سواء كان لمساجد أو مشاهد أو قبور أو أي بقعة بغرض العبادة والتعظيم، فيقول: «وأما السفر إلى مسجد غير المساجد الثلاثة فغير مشروع اتفاقاً، وحرمه الجمهور، مع أن المساجد أحب البقاع إلى الله»، ويقول: «هذا النهي يعم السفر إلى المساجد والمشاهد، وكل مكان يقصد السفر إلى عينه للتقرب، بدليل أن بصرة بن أبي بصرة الغفاري لما رأى أبا هريرة راجعًا من الطور الذي كلم الله عليه موسى قال: «لو رأيتك قبل أن تأتيه لم تأته؛ لأن النبي ﷺ قال: لا تشد الرحال إلا إلى ثلاثة مساجد»، فقد فهم الصحابي الذي روى الحديث: أن الطور وأمثاله من مقامات الأنبياء مندرجة في العموم، وأنه لا يجوز السفر إليها، كما لا يجوز السفر إلى مسجد غير المساجد الثلاثة.». كما كان يرى عدم جواز شد الرحال لمجرد زيارة قبر النبي من غير إرادة إتيان المسجد للصلاة فيه، واستدل بقول مالك بن أنس ونهيه عن ذلك فيقول في مجموع فتاويه: «وسئل مالك عن رجل نذر أن يأتي قبر النبي، فقال مالك: إن كان أراد القبر فلا يأته وإن أراد المسجد فليأته ثم ذكر الحديث: لا تشد الرحال إلا إلى ثلاثة مساجد، ذكره القاضي إسماعيل في مبسوطه»، وقد شاع أن ابن تيمية يمنع زيارة القبور مطلقًا، فألف ابن تيمية في ذلك رسائل منها الرد على الأخنائي والرد على البكري.
ويقسِّم ابن تيمية زيارة القبور عمومًا سؤاء بشد رحال أو بدونه إلى زيارة شرعية وزيارة بدعية، فقال:«فالزيارة الشرعية: أن يكون مقصود الزائر الدعاء للميت، كما يقصد بالصلاة على جنازته الدعاء له؛ فالقيام على قبره: من جنس الصلاة عليه... وأما الزيارة البدعية: فهي التي يُقصد بها أن يُطلب من الميت الحوائج، أو يطلب منه الدعاء، والشفاعة، أو يقصد الدعاء عند قبره؛ لظن القاصد أن ذلك أجوب للدعاء، فالزيارة على هذه الوجوه كلها مبتدعة لم يشرعها النبي ﷺ ولا فعلها الصحابة».

### مسألة بقاء النار وفنائها
يصرّح ابن تيمية في كتبه بأن النار لا تفنى، وأنها ليس لها آخر، فذكر ذلك في كتابه درء تعارض العقل والنقل فقال: «وقال أهل الإسلام جميعاً: ليس للجنة والنار آخر، وإنهما لا تزالان باقيتين، وكذلك أهل الجنة لا يزالون في الجنة يتنعمون، وأهل النار في النار يعذبون، ليس لذلك آخر.»، وقال في بيان تلبيس الجهمية: «وقد اتفق سلف الأمة وأئمتها وسائر أهل السنة والجماعة على أن من المخلوقات ما لا يعدم ولا ينفى بالكلية، كالجنة والنار والعرش.»، وذكر مثل ذلك في مجموع الفتاوى، وطُبع حديثًا رسالة لابن تيمية أصلها مخطوطة عُثر عليها ضمن مخطوطات دار الكتب المصرية بعنوان «الرد على من قال بفناء الجنة والنار».
وبالرغم من ذلك إلا أنه قد اشتُهِرَ أن ابن تيمية يقول بفناء النار، وكان من أسباب اشتهار ذلك ما ألفه تقي الدين السبكي بعنوان «الاعتبار ببقاء الجنة والنار في الرد على ابن تيمية وابن القيم القائلين بفناء النار»، حيث نسب إلى ابن تيمية القول بذلك، كما من أسباب اشتهار أن ابن تيمية يقول بفناء النار ما ذكره ابن القيم في حادي الأرواح إلى بلاد الأفراح، حيث جمع أقوال المؤيدين والمعارضين لهذه المسألة، وأشار إلى أن ابن تيمية قد حكى بعض هذه الأقوال. لذلك ذكر بعض الباحثين أن ابن تيمية كان يقول بفناء النار في أول حياته ثم تبين له خلافه ورجع عنه، وذهب آخرون أنه لم يقل ذلك مطلقًا، وذهب آخرون، خاصةً معارضوه، أنه يقول بفناء النار.

### الطائفة الممتنعة
يرى ابن تيمية أن أيما طائفة ذات شوكة انتسبت إلى الإسلام وامتنعت من بعض شرائعه الظاهرة المتواترة مثل: الصلاة والزكاة أو صيام شهر رمضان أو حج البيت العتيق، أو عن الحكم بينهم بالكتاب والسنة أو عن تحريم الفواحش أو الخمر أو نكاح ذوات المحارم أو عن استحلال النفوس والأموال بغير حق، أو الربا أو الميسر، أو عن الجهاد للكفار أو عن ضربهم الجزية على أهل الكتاب ونحو ذلك من شرائع الإسلام؛ فإنه يجب جهادها باتفاق المسلمين حتى يكون الدين كله لله كما قاتل أبو بكر الصديق والصحابة مانعي الزكاة في حروب الردة، حتى وإن نطقوا بالشهادتين وادعوا الإسلام، أمَّا إذا بدأوا المسلمين بالقتال فيتأكد قتالهم، وأنَّ أعوان الطائفة الممتنعة وأنصارها مشتركون في الثواب والعقاب؛ لأن الطائفة الواحدة الممتنع بعضها ببعض كالشخص الواحد. وقد أفتى بناءً على ذلك بقتال التتار الذين حكموا بلاد المسلمين لأنهم ادعوا الإسلام ولا يصلون ولا يزكون، فقال: «التتار وأشباههم أعظم خروجًا عن شريعة الإسلام من مانعي الزكاة والخوارج، فمن شك في قتالهم فهو أجهل الناس بدين الإسلام». وعندما وقعت مدينة ماردين تحت حكم التتار، أفتى بعدم جواز معاونة التتار بأي شكل، وأن البلدة لا تعتبر في هذه الحالة دار إسلام ولا دار كفر بل هي قسم ثالث يعامل المسلم فيها بما يستحقه، ويعامل الخارج عن شريعة الإسلام بما يستحقه.

## مواقفه

### موقفه من علم الكلام
عني ابن تيمية بدراسة علم الكلام، وكان على اطلاع واسع على جميع ما ألفه علماء الكلام المتقدمين والمتأخرين. وكان هدفه من هذه الدراسة أن يتمكن من نقدها. فهو يعتقد أنهم أدخلوا في أصول الدين ما يخالف القرآن الكريم، ومالم يأذن به الله، وأنهم أوقعوا الناس في إشكالات وضلالات جعلتم يضلون عن الطريق الصحيح. ويذكر أن الرسول قد بين أصول الدين، وأنه دل الناس إلى الأدلة العقلية والبراهين التي يعلمون بها إثبات ربوبية الله ووحدانيته وصفاته، وينتقد هؤلاء بصفتهم معرضين عن الكتاب والسنة، فيقول: «وهؤلاء الغالطون -يقصد رجال علم الكلام- الذين أعرضوا عما في القرآن من الدلائل العقلية، والبراهين اليقينية، صاروا -إذا صنفوا في أصول الدين- أحزاباً يتكلمون في جنس النظر وجنس الدليل وجنس العلم بكلام اختلط فيه الحق بالباطل.» وقد أكثر ابن تيمية في كتبه نقد المتكلمين والفلاسفة والتجريح بهم ونقدهم وتحذير الناس منهم، ويبين لماذا يذم علماء الكلام فيقول: «أنه من تأمل كلام فحول النظر، علم أن النفاة ليست معهم حجة عقلية بينة على المثبتين، فهم يقابلون فاسداً بفاسد، وأكثر كلامهم في إبداء مناقضات الخصوم.» فهو يرى أنهم لا يدافعون عن الدين، بل أن جد جدلهم يدور حول مناقضة ما يجيء به الطرف الآخر، ويقول أيضاً: «الردود على المعتزلة والقدرية، وبيان تناقضهم فيها قهر المخالف، وإظهار فساد قوله، هي من جنس المجاهد المنتصر، فالراد على أهل البدع مجاهد، حتى كان يحيى بن يحيى يقول: "الذب عن السنة أفضل من الجهاد".»:273-275
يستمر في نقدهم بقوله أنهم أهملوا في مقالاتهم ذكر الأصول الصحيحة المأثورة عن السلف، وأنهم تكلموا في أصل من أصول الدين معتمدين بذلك على ما يعرفونه، وأنهم لا يبحثون عن القول الصحيح ولا عن قائله. ويقول: «فالشهرستاني صنف الملل والنحل، وذكر فيها من مقالات الأمم ما شاء الله، والقول المعروف عن السلف والأئمة لم يعرفه ولم يذكره، والقاضي أبو بكر وأبو المعالي والقاضي أبو يعلى وابن الزاغوني وأبو الحسين البصري ومحمد بن الهيثم ونحو هؤلاء من أعيان الفضلاء المصنفين، تجد أحدهم يذكر في مسألة القرآن أو نحوها عدة أقوال للأمة، ويختار واحداً منها والقول الثابت عن السلف والأئمة كالإمام أحمد ونحوه من الأئمة لا يذكره الواحد منهم.» ويذهب ابن تيمية مذهباً أكثر تصلباً في دعوته إلى التمسك بالأصول، وحصر العلم الصحيح بأحمد بن حنبل فيدعو إلى موافقته، ويعتبره مقياساً يقاس عليه مدى تعلق الناس بالسنة، فيقول عنه: «وقوله هو قول سائر الأئمة فعامة المنتسبين إلى السنة يدعون متابعته والاقتداء به سواء كانوا موافقين له في الفروع أو لا فإن أقوال الأئمة في أوصول الدين متفقة ولهذا كلما اشتهر الرجل بالانتساب إلى السنة كانت موافقته لأحمد أشد.» ويعتبر أن أبا الحسن الأشعري أقرب المتكلمين إلى السنة من غيره، ويقول أن انتسابه إلى أحمد أكثر من غيره كما هو معروف في كتبه.:276-277

#### نقد تقديم العقل على النقل
ينتقد ابن تيمية المتكلمين في تقديمهم العقل على النقل، إذا تعارضا في مسألة إثبات العقائد، ويعتقد أن أصول الدين التي يكفر مخالفها، هي علم الكلام الذي يعرف بمجرد العقل، ثم يهاجم بعض من يدخلون في أصول الدين ما ليس فيها، فيقول: «وأما ما يدخله بعض الناس في هذا المسمى من الباطل فليس ذلك من أصول الدين، وإن أدخلت فيه مثل المسائل والدلائل الفاسدة، مثل: نفي الصفات، والقدر، ونحو ذلك من المسائل، ومثل الاستدلال على حدوث العالم بحدوث الأعراض التي هي صفات الأجسام القائمة بها.» ويبين ابن تيمية أن ما يستدل علماء الكلام به من الأدلة العقلية، هو على نقيض قولهم، فيقول: «أن عامة ما يحتج به النفاة من المعقولات هي أيضاً على نقيض قولهم، أدل منها على قولهم، كما يستدلون به على نفي الصفات ونفي الأفعال.» ويقول أن علماء الكلام مخالفون للكتاب والسنة، وقد ذمهم السلف والأئمة، وأنهم لم يقوموا بواجب الإيمان ولا بواجب الجهاد.:278

#### موقفه من بعض المتكلمين
- موقفه من ابن عربي: يكفر ابن تيمية ابن عربي ويعتبره «كافرا ملحدا» و«زنديقا» فهو يعتقد أنه قد خالف الشرع والعقل، كما خالف جميع الأنبياء والأولياء، وهو كذلك بالنسبة إليه «ملحد من صوفية الملاحدة الفلاسفة»، وليس من صوفية أهل العلم، ولا من مشايخ أهل الكتاب والسنة، وسبب ذلك أن ابن عربي وضع الولي فوق مرتبة النبي، لأنه حسب رأيه يأخذ العلم بلا واسطة، في حين يأخذها النبي بواسطة جبريل، وطريقة تحصيله العلم بلا واسطة، تكون باتصاله بالعقل الأول الذي هو الله مباشرة. وأيضاً بسبب قوله بوحدة الوجود.[39]:212-213
- موقفه من فخر الدين الرازي: أنكر ابن تيمية عليه كتابه «السر المكتوم في السحر ومخاطبة النجوم» وذكر أن هذا كفر وردة عن الإسلام، ولكنه في نفس الوقت ذكر أنه تاب من ذلك.[39]:306-309 وقد ألف ابن تيمية كتابه «بيان تلبيس الجهمية في تأسيس بدعهم الكلامية» للرد على كتاب فخر الدين الرازي «تأسيس التقديس».

### موقفه من الصحابة
يصرح ابن تيمية في كتبه أن اعتقاده في الصحابة هو اعتقاد أهل السنة والجماعة، ويعتقد بوجوب الثناء عليهم، ويذكر بأن الأحاديث مستفيضة ومتواترة في فضائل الصحابة والثناء عليهم، وتفضيل قرنهم على من بعدهم من القرون، ويقول: «أهل السنة في الإسلام كأهل الإسلام في الأديان يتولون أصحاب رسول الله ﷺ وأهل بيته، ويعرفون حقوق الصحابة، وحقوق القرابة كما أمر الله بذلك ورسوله.» وقال أيضا: «كل مؤمن آمن بالله، فللصحابة عليه فضل إلى يوم القيامة»، ويحكي أيضاً اتفاق أهل السنة والجماعة على رعاية حقوق الصحابة والقرابة بعد أن استعرض الأدلة من الأحاديث، فيقول: « ولو ذكرنا ما روي في حقوق القرابة وحقوق الصحابة لطال الخطاب، فإن دلائل هذا كثيرة من الكتاب والسنة. ولهذا اتفق أهل السنة والجماعة على رعاية حقوق الصحابة والقرابة.»:509
أما موقفه من سب الصحابة، فيعتقد أنه حرام، فيقول: «والصحابة خيار المؤمنين، ولم يكتسبوا ما يوجب أذاهم؛ لأن الله -سبحانه- رضي عنهم رضى مطلقاً، ومن رضي الله عنه لم يسخط عليه أبداً، وكل من أخبر الله عنه أنه رضي عنه فإنه من أهل الجنة، وإن كان رضاه عنه بعد إيمانه وعمله الصالح، فإنه يذكر ذلك في معرض الثناء عليه والمدح له، فلو علم أنه يتعقب ذلك بما يسخط الرب لم يكن من أهل ذلك.» :513 ويعتقد ابن تيمية أن أفضل السابقين الأولين الخلفاء الأربعة، وأن أفضلهم أبو بكر الصديق ثم عمر بن الخطاب، فيقول: «وأفضل السابقين الأولين: الخلفاء الأربعة وأفضلهم أبو بكر ثم عمر وهذا هو المعروف عن الصحابة والتابعين لهم بإحسان وأئمة الأمة وجماهيرها.» ويبين أن مرتبتهم في الفضل كمرتبتهم في الخلافة، فيقول في عرضه معتقد أهل السنة: «وأن الخلفاء بعد رسول الله ﷺ أبو بكر، ثم عمر ثم عثمان، ثم علي، وأن مرتبتهم في الفضل كترتيبهم في الخلافة.» :515-516 وكان موقف ابن تيمية من عبد الله بن عباس هو الثناء عليه، لثناء الرسول عليه، فيقول: «ابن عباس هو حبر الأمة، وأعلم الصحابة في زمانه.. وقد ثبت عن النبي ﷺ أنه قال: "اللهم فقهه في الدين، وعلمه التأويل".»
كان جهد ابن تيمية في مناقشة الخلافات السياسية بين الصحابة كبيرا، حيث يقول محمد الشنقيطي «ولا نعلم أيا من علماء الإسلام كتب في هذا الموضوع كتبا بحجم «منهاج أهل السنة والجماعة» بمجلداته التسعة، أو في حجم العديد من الفتاوى التي خصصها لهذا الموضوع.». وعُرِف عنه التمييز بين الذنب المغفور والسعي المشكور، وأن الصحابة بشر قد يصيبهم الخطأ فيقول: «نحن لا نشهد أن الواحد من هؤلاء لايذنب، بل الذي نشهد به أن الواحد من هؤلاء إذا أذنب فإن الله لا يعذبه في الآخرة، ولا يدخله النار، بل يدخله الجنة بلا ريب.». وبالنسبة للصحابي معاوية بن أبي سفيان فكان يثني عليه أيضاً، ويذكر أن سيرته سيرة خير وعدل وأنه أفضل ملوك المسلمين، يقول ابن تيمية: «اتفق العلماء على أن معاوية أفضل ملوك هذه الأمة، فإن الأربعة قبله كانوا خلفاء نبوة، وهو أول الملوك.» وينقل أيضاً ثناء ابن عباس على معاوية وأنه شهد له بفقهه. :530-531
بالرغم من ذلك إلا أن هناك من يرى أنه يبغض الصحابة بما فيهم الخلفاء الراشدين، وأن قلمه لم يسلم منه حتى الصحابة، وأنه اشتهر عنه تخطئة الناس جميعاً، حتى إمامه أحمد بن حنبل، والصحابة أبو بكر وعمر وعثمان وعلي. ويرى تقي الدين الحصني أن ابن تيمية يبغض أبا بكر وعمر. وأنه رمز إلى تكفير أبي بكر وأنه قال أن أبا بكر أسلم شيخاً يدري ما يقول. وأنه يرمز إلى عدم الاعتداد بقول عمر بن الخطاب، وأنه قال إن عثمان بن عفان يحب المال. وفي مقابل هذا قام المؤيدون لابن تيمية بالرد على هذا الموضوع في كتبهم، فمنهم «عبد الله الغصن» صاحب كتاب «دعاوى المناوئين لشيخ الإسلام ابن تيمية عرض ونقد» الذي قام بالرد على هذا الموضوع في كتابه، وقد توصل فيه أنه لا يوجد نص واحد لابن تيمية ينتقص فيه الصحابة. :506-507, 515

### موقفه من أهل البيت
يصرح ابن تيمية في كتبه أن اعتقاده في أهل البيت هو اعتقاد أهل السنة والجماعة بمحبتهم والثناء عليهم، وهو يقرر في مواضع عدة من كتبه وجوب وفرضية حبهم، :534 وقد تكلم أيضاً حول أفضلية أهل البيت على غيرهم، لاجتماع النسب مع الإيمان والتقوى، ويقول: «لا ريب أنه لآل محمد ﷺ حقاً على الأمة لا يشكرهم فيه غيرهم، ويستحقون من زيادة المحبة والموالاة ما لا يستحقه سائر بطون قريش، كما أن قريشاً يستحقون من المحبة والموالاة ما لا يستحقه غير قريش من القبائل.. وأما نفس ترتيب الثواب والعقاب على القرابة، ومدح الله -عز وجل- للشخص المعين، وكرامته عند الله -تعالى- فهذا لا يؤثر فيه النسب، وإنما يؤثر فيه الإيمان والعمل الصالح، وهو التقوى، كما قال تعالى: ﴿إن أكرمكم عند الله أتقاكم﴾.. وهذا لا ينافي ما ذكرناه من أن بعض الأجناس والقبائل أفضل من بعض، فإن هذا التفضيل معناه كما قال النبي ﷺ: "الناس معادن كمعادن الذهب والفضة، خيارهم في الجاهلية خيارهم في الإسلام إذا فقهوا" فالأرض إذا كان فيها معدن ذهب، ومعدن فضة؛ كان معدن الذهب خيراً لأنه مظنة وجود أفضل الأمرين فيه، فإن قُدر أنه تعطل ولم يُخرج ذهباً، كان ما يخرج الفضة أفضل منه.» :535-536 وأزواج النبي من آل بيته كما يقول ابن تيمية. ويعتبر أن من قذف أمهات المؤمنين سواء كانت عائشة أو غيرها، فهو كافر، لأن هذا فيه عار وغضاضة على الرسول، وأذى له كما يقول. :538-539
ويعتقد بأن أفضل أهل البيت بعد النبي هو علي بن أبي طالب ثم حمزة بن عبد المطلب وجعفر وعبيدة بن الحارث بن عبد المطلب، وهؤلاء هم السابقون إلى الإسلام. وأما أعلم أهل البيت فهو علي ثم ابن عباس كما وضح ذلك في كتابه منهاج السنة النبوية. وكان موقفه من فاطمة بنت محمد مثل موقف أهل السنة والجماعة، ويبين في أكثر من موضع في كتبه فضلها. وكذلك موقفه من الحسن والحسين فهو يحتج بالأحاديث النبوية لبيان فضلهما. ويثني على علي بن الحسين بن علي وعلى محمد بن علي بن الحسين (أبو جعفر الباقر) وعلى جعفر بن محمد بن علي بن الحسين (جعفر الصادق) ويصفه بأنه «من خيار أهل العلم والدين»، وقد أثنى أيضاً على موسى بن جعفر. :539-543
وبالنسبة لموقف ابن تيمية من علي بن أبي طالب، فهو يثني عليه في كتبه، ويذكر مناقبه وفضائله، ويقول بأنه أفضل الأمة بعد الخلفاء الثلاثة، ويذكر أن محبته من السنة والإيمان، فيقول: «وأما علي  فإن أهل السنة يحبونه ويتولونه، ويشهدون بأنه من الخلفاء الراشدين والأئمة المهديين.» ويدافع ابن تيمية عن علي، ويعتقد أن سبه ولعنه من البغي. وبالرغم أن ابن تيمية كان قد أثنى على علي إلا أنه كان ينتهج منهجاً لا يغل فيه ولا يمغطه حقه، وأنه عندما يبين مناقب علي بن أبي طالب كان يبين من شاركه من الصحابة فيها حسب كلام المؤرخين له. :543-554
على الرغم من هذا ففي المقابل يرى المنتقدون لابن تيمية أنه يبغص أهل البيت، وأنه يسعى في بث بغضه هذا في كتبه عن طريق الغمز فيهم، وفي فضائلهم، وإن تستر بحبهم، والثناء عليهم. فيقول أحمد بن الصديق الغماري «إنه ينفي كل فضيلة لعلي أو لأهل بيته» ويقول بأنه من أعداء أهل البيت، وأن ابن تيمية شبه فاطمة بالمنافقين. ويذكر آخرون أيضاً أنه أظهر بغضه لعلي أكثر من أهل البيت، بحيث أنه ينكر العلم الخاص بعلي وإنكار كونه أكثر علماً من أبي بكر الصديق وعمر بن الخطاب. وأن ابن تيمية كان يعرف أن علياً أكثر علماً من أبي بكر وعمر إلا أنه كان يتجاهل هذا نصرة لرأيه. وفي مقابل هذا يرى المؤيدون لابن تيمية أن كتبه مليئة بالثناء على علي بن أبي طالب، ويرون أن الناقدين له يظنون أن ابن تيمية بمجرد بيانه مشاركة الصحابة لعلي في بعض الصفات، أن هذا من باب الذم له. وعلى أثر ذلك قام بعض المؤيدين له بالرد على هذا الموضوع في كتبهم، منهم «سعد بن علي الشهراني» في كتابه «فرقة الأحباش: نشأتها - عقائدها - آثارها»، و«عبد الله الغصن» في كتابه «دعاوى المناوئين لشيخ الإسلام ابن تيمية عرض ونقد». وكتاب «شيخ الإسلام ابن تيمية لم يكن ناصبياً» لمؤلفه «سليمان بن صالح الخراشي». :554

### موقفه من الشيعة
يُقّسم ابن تيمية الشيعة إلى ثلاثة أصناف، الصنف الأول يسميهم الغالية وهم النصيرية والإسماعيلية ويرى كفرهم وقتالهم، فيقول:«والغالية يُقتَلون باتفاق المسلمين، وهم الذين يعتقدون الألوهية والنبوة في علي وغيره مثل النصيرية والإسماعيلية.»، ويضيف إليهم القرامطة والدروز ويصفهم بالباطنية فيقول: «ولهذا انضمت إلى الرافضة أئمة الزنادقة من الإسماعيلية والنُصيرية، وأنواعِهم من القرامطة والباطنية، والدرزية، وأمثالهم من طوائف الزندقة والنفاق»، والقسم الثاني هم الإمامية الإثنا عشرية فيرى كفرهم فيقول: «من زعم أن القرآن نقص منه آيات وكتمت، أو زعم أن له تأويلات باطنة تُسقط الأعمال المشروعة، فلا خلاف في كفرهم، ومن زعم أن الصحابة ارتدوا بعد رسول الله عليه الصلاة والسلام، إلا نفراً قليلاً لا يبلغون بضعة عشر نفساً، أو أنهم فسقوا عامتَهم، فهذا لا ريب أيضاً في كفره، بل من يشكُ في كفر مثل هذا، فإن كفره متعين»، والصنف الثالث الزيدية أو المُفضِّلة فيرى أنهم أخف الأصناف وأقربهم إلى السنة، ويقول: «وَمِنْ زَمَنِ خُرُوجِ زَيْدٍ افْتَرَقَتِ الشِّيعَةُ إِلَى رَافِضَةٍ، وَزَيْدِيَّةٍ، فَإِنَّهُ لَمَّا سُئِلَ عَنْ أَبِي بَكْرٍ وَعُمَرَ، فَتَرَحَّمَ عَلَيْهِمَا رَفَضَهُ قَوْمٌ، فَقَالَ. لَهُمْ: رَفَضْتُمُونِي، فَسُمُّوا رَافِضَةً لِرَفْضِهِمْ إِيَّاهُ، وَسُمِّيَ مَنْ لَمْ يَرْفُضْهُ مِنَ الشِّيعَةِ زَيْدِيًّا؛ لِانْتِسَابِهِمْ إِلَيْهِ».
يرى ابن تيمية أن الشيعة أصل كل فتنة، وأنهم يوالون اليهود والنصارى والمشركين، فيقول: «وقد اتفق أهل العلم بالأحوال؛ أن أعظم السيوف التي سلت على أهل القبلة ممن ينتسب إليها وأعظم الفساد الذي جرى على المسلمين ممن ينتسب إلى أهل القبلة: إنما هو من الطوائف المنتسبة إليهم.»، كما يرى أنهم شرٌ من عامة أهل الأهواء، وأحق بالقتال من الخوارج، وقد نهضت حملة مملوكيَّة إلى كسروان لِقتال الشيعة بناءً على فتوى لابن تيمية بأنَّ قتال الشيعة والنُصيريَّة أولى من قتال الصليبيين والمغول لأنَّهم «عدُّوٌ في ديار الإسلام، وشرُّ بقائهم أضر».

### موقفه من المسيحية
ألف ابن تيمية في الرد على العقيدة المسيحية كتاب الجواب الصحيح لمن بدل دين المسيح، حيث أورد فيه أدلة وحججا على تحريف الإنجيل، كما أورد فيه أدلة بطلان أن المسيح هو الله، أو ابن الله، أو أنه كلمة الله الخالقة، وأنه ليس هناك دليل على ذلك من الكتاب المقدس أو الكتب الأخرى. وكان تأليف هذا الكتاب ردًا على كتاب ورد من قبرص أصدره القساوسة يروجون فيه الحجج والشبهات حول الإسلام ويدعون فيه للمسيحية. كما ناظر ابن تيمية عددًا من المسيحين مثل مناظرته لثلاثة رهبان من الصعيد في قاعة الترسيم(2) أثناء محبسه بمصر سنة 707 هـ.
من أشهر فتاوى ابن تيمية المتعلقة بالنصارى: فتوى عدم جواز تهنئة النصارى في أعيادهم أو مهاداتهم، وعدم جواز التشبّه بهم، أو زيارتهم في كنائسهم؛ فيقول: «لا يحل للمسلمين أن يتشبهوا بهم في شيء، مما يختص بأعيادهم، لا من طعام، ولا لباس ولا اغتسال، ولا إيقاد نيران، ولا تبطيل عادة من معيشة أو عبادة وغير ذلك، ولا يحل فعل وليمة، ولا الإهداء، ولا البيع بما يستعان به على ذلك لأجل ذلك، ولا تمكين الصبيان ونحوهم من اللعب الذي في الأعياد، ولا إظهار زينة.»
وألف ابن تيمية رسالة في بناء الكنائس ردًا على سؤال جاء إليه، فأفتى بأن الكنائس ثلاثة أقسام: منها ما لا يجوز هدمه مثل التي عاهدهم الإمام على بقائها، ومنها ما يجب هدمه كالتي في القاهرة ومصر والمحدثات كلها لأنها بُنيت بعد الفتح، ومنها ما يفعل المسلمون فيه الأصلح كالتي في الصعيد وأرض الشام مما كان قديمًا قبل الفتح، وأن الرأي لولي أمر المسلمين في فعل الأصلح من ذلك. استدل في ذلك بأقوال المذاهب الأربعة، والآثار عن ابن عباس، والحسن البصري، وما فعل هارون الرشيد في كنائس بغداد.

## أثره في عصره
كان لابن تيمية في عصره شعبية كَبِيرَة تُحَرِّك الجماهير ضد معارضيه وضد الاتجاهات التي يدينها. ويذكر الكيلاني أن المصادر تروي أن الفقيه الذي كان يعترض ابن تيمية كان لا يمر ببعض الطرقات خوفاً من أنصار ابن تيمية. واعتاد ابن تيمية أن يقوم بدور المحتسب في الأمر بالمعروف والنهي عن المنكر. وقد كان يخرج مع أصحابه على الخمارات ويعاقب شاربي الخمر، والحشاشين. وقد كانت تصل لابن تيمية استفسارات كثيرة من أماكن مختلفة، مثل العقيدة الواسطية التي كانت جواباً «لرضي الدين الواسطي الشافعي» الذي طلب من ابن تيمية كتابة هذه العقيدة، و«الرسالة الحموية» التي كانت لأهل حماة، و«الرسالة التدمرية».

### تلاميذه
كان ابن تيمية من أكثر علماء عصره تلاميذاً بسبب تنقله بين القاهرة والإسكندرية ودمشق. ويُقَسِّم محمد أبو زهرة تلاميذ ابن تيمية إلى نوعين، لأن دروسه كانت نوعان؛ فالنوع الأول من دروسه هو دروس عامة يلقيها على العامة في المساجد والجوامع أو حيثما ذهب، كما فعل حين مر بغزة وألقى فيها درساً، وقد كان له تلاميذ يلازمون هذه الدروس. والنوع الثاني من دروسه، دروس خاصة كان يلقيها على تلاميذه الذين قاموا بعد ذلك على تركته العلمية، وهذا القسم من التلاميذ كان أكثرهم من الحنبلية، وكثير من الشافعية. وكان عدد تلاميذه كثيراً لطول المدة التي ألقى دروسه فيها، وهي نحو ستة وأربعين عاماً.:437-438 ومن أشهر تلاميذه::139-143:199-201

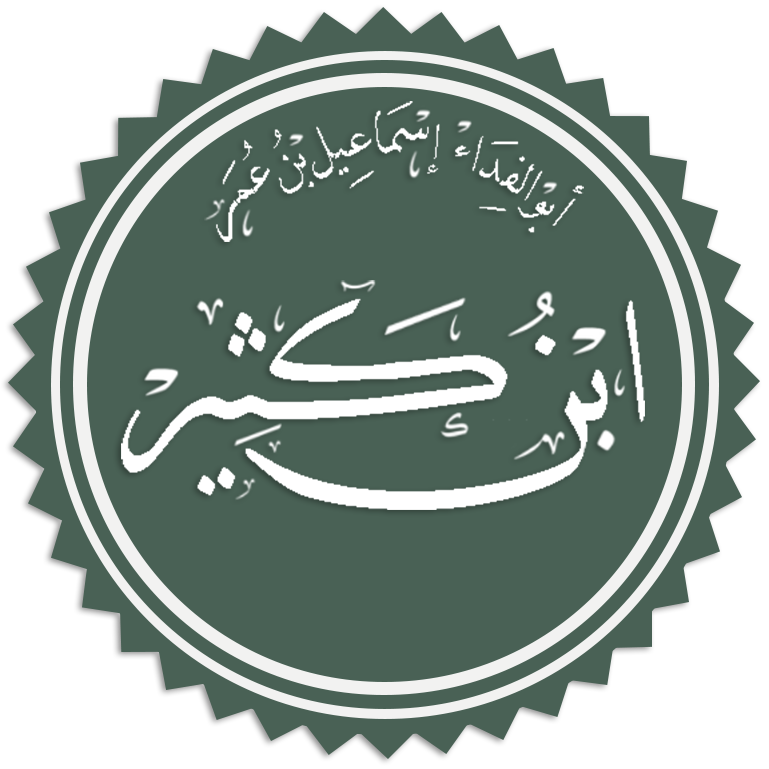
ابن كثير الدمشقي صاحب التفسير والبداية والنهاية من تلاميذ ابن تيمية

- ابن قيم الجوزية (691هـ - 751هـ). لازم ابن تيمية بعد عودته من مصر سنة 712هـ إلى أن مات. وقد سُجن ابن القيم مع ابن تيمية سنة 726هـ بسبب مناصرته له في آرائه حول الطلاق.[5]:438-439
- شمس الدين الذهبي (673هـ - 748هـ).
- محمد بن عبد الهادي المقدسي (704هـ - 744هـ).
- ابن كثير الدمشقي (701هـ - 774هـ).
- جمال الدين المزي (654هـ - 742هـ).
- شمس الدين محمد بن مفلح المقدسي (708هـ - 763هـ).
- علم الدين البرزالي (665هـ - 739هـ).
- عمر بن علي البزار (688هـ - 749هـ).
- ابن فضل الله العمري (700هـ - 749هـ).
- ابن شيخ الحزامين (657هـ - 711هـ).
- ابن قاضي الجبل (693هـ - 771هـ)
- ابن النجيح الحراني (توفي سنة 723هـ).
- صلاح الدين الصفدي (696هـ - 764هـ).
- ابن الوردي عمر بن المُظفَّر المعرِّي الكِندي ⠀⠀⠀  (691هـ - 749هـ).
- عبدالله ابن رشيق المغربي ( توفي سنة 749هـ).

### تأثيره المبكر في شبه القارة الهندية
وصلت آراء ابن تيمية إلى شبه القارة الهندية في القرن الثامن الهجري، وذلك بذهاب بعض تلامذته إليها. وكان ممن وصل إلى هناك من أصحابه: «عبد العزيز الأردبيلي» الذي اتصل ببلاط السُلطان «محمد تغلق»، ويذكر «عبد الرحمن بن عبد الجبار الفريوائي» أن دعوة الأردبيلي كان لها أثر ظاهر في الإصلاحات التي نفذها السُلطان محمد تغلق في القضاء على تصور الولاية عند الصوفية، وفي القضاء على نظام الخلوات الصوفية وتكاياهم، وأن هذا يتشابه مع أفكار ابن تيمية. ومن العلماء الذين لهم دور في نشر آراء شيخ الإسلام، «علم الدين سليمان بن أحمد الملتاني» الذي اتصل أيضاً بالسُلطان محمد تغلق، وقد كان له كذلك دور بارز في التأثير على السلطان من ناحية القضاء على البدع والخرافات.:24-25 واختفى أثر ابن تيمية في شبه القارة الهندية بعد نهاية أسرة آل تغلق. إلى أن ظهر في القرن الحادي عشر الهجري ولي الله الدهلوي.:31-32

## امتداد تأثيره

### في العالم العربي
يقسم ماجد عرسان الكيلاني (1351 هـ - 1436 هـ) المناطق التي تأثرت بابن تيمية إلى ثلاثة أقسام: الأولى الجزيرة العربية والثانية مصر وسوريا والثالثة المغرب العربي. عدا الامتدادات خارج العالم العربي إلى كل من باكستان وأفريقيا والهند. وقد ظهر تأثير ابن تيمية في الجزيرة العربية في حركة محمد بن عبد الوهاب. وفي مصر والشام فقد كان أول من عكس هذا التأثير محمد رشيد رضا من خلال الأبحاث التي كانت تنشرها مجلة المنار. وبالنسبة للمغرب العربي فقد بدأت أفكار ابن تيمية تدخل في الربع الثاني من القرن العشرين عن طريق الحركة السلفية في مصر حيث وجدت صداها عن عبد الحميد بن باديس وفي جمعية العلماء في الجزائر. وفي مراكش بدأت نفس التأثيرات، فيقول المستشرق كليفورد جيرتس أن أفكار ابن تيمية انتقلت في ثمانينيات القرن التاسع عشر على أيدي الطلبة المغاربة الذين درسوا في الأزهر وعادوا ليبشروا بالأفكار السلفية في جامعة القرويين. ويرى آخر أن تأثير ابن تيمية في مراكش يعود إلى أقدم من ذلك عندما حاول السلطانين العلويين محمد بن عبد الله ثم سليمان نشر أفكار محمد بن عبد الوهاب. ثم جاءت هذه الأفكار في موجة ثانية في أوائل القرن العشرين على يد كل من القاضي محمد بن العربي العلوي وعلال الفاسي. وقد تأثر الوطنيون في تونس أيضاً بالاتجاه السلفي.
منذ أوائل النصف الثاني من القرن العشرين أخذ تأثير ابن تيمية يتجاوب صداه في مختلف البلدان الإسلامية، ويذكر الكيلاني أن أبرز من عكس هذا التأثير، مدرستان: مدرسة أبي الأعلى المودودي ومدرسة مدرسة مالك بن نبي. وبالنسبة للمدرسة الأولى مدرسة أبي الأعلى المودودي، يقول أن أثر ابن تيمية يبدو واضحاً في التفكير السياسي لهذه المدرسة، وخاصة في تفكير أشهر مفكريها وهما المودودي وسيد قطب، فالمكانة التي أعطاها ابن تيمية للدولة الإسلامية استطرد المودودي وقطب في تفاصيلها، واستعملا نفس المصطلحات التي استخدمها ابن تيمية. وبالنسبة للمدرسة الثانية «مدرسة مالك بن نبي» يذكر الكيلاني أنها نشأت كمزيج من التأثر بالاتجاه السلفي الذي بدأه عبد الحميد بن باديس، والتأثر بالخبرات الذاتية لمالك بن نبي في التراث الإسلامي والتراث الأوروبي. واتجهت هذه المدرسة في منهج التحويل النفسي والفكري، ويكمل الكيلاني قوله بأن مالك بن نبي عكس في كتبه: «شروط النهضة» و«مشكلة الثقافة» و«ميلاد مجتمع» الاتجاهات التي وردت في كتاب ابن تيمية «اقتضاء الصراط المستقيم لمخالفة أصحاب الجحيم».

#### محمد بن عبد الوهاب
كانت حركة محمد بن عبد الوهاب الدعوية التي ظهرت في القرن الثاني عشر الهجري امتداداً لدعوة ابن تيمية. وقد تأثر محمد بن عبد الوهاب بابن تيمية تأثراً كبيراً واعتنى بكتبه وكتب تلميذه ابن قيم الجوزية اعتناء كاملاً. وكانت دعوة محمد بن عبد الوهاب هو نفسه ما دعا ابن تيمية به قبله، من اعتماد القرآن الكريم والسُنة الصحيحة مصادر أولى، وعلى آثار السلف، والدعوة إلى التوحيد، وإثبات ما أثبته الله لنفسه ونفي ما نفاه عن نفسه في باب الأسماء والصفات. واتباع الدليل ونبذ التعصب.
بعد قيام دعوة محمد بن عبد الوهاب في القرن الثاني عشر الهجري، تأثر به عدد كبير من الإصلاحيين في العالم الإسلامي، يقول خير الدين الزركلي: «كانت دعوته، وقد جهر بها سنة 1143 هـ/1730م الشعلة الأولى لليقظة الحديثة في العالم الإسلامي كله: تأثر بها رجال الإصلاح في الهند ومصر والعراق والشام وغيرها، فظهر الآلوسي الكبير في بغداد، وجمال الدين الأفغاني بأفغانستان، ومحمد عبده بمصر، وجمال الدين القاسمي بالشام، وخير الدين التونسي بتونس، وصديق حسن خان في بهوبال، وأمير علي في كلكتة، ولمعت أسماء آخرين.»:146

#### محمد رشيد رضا

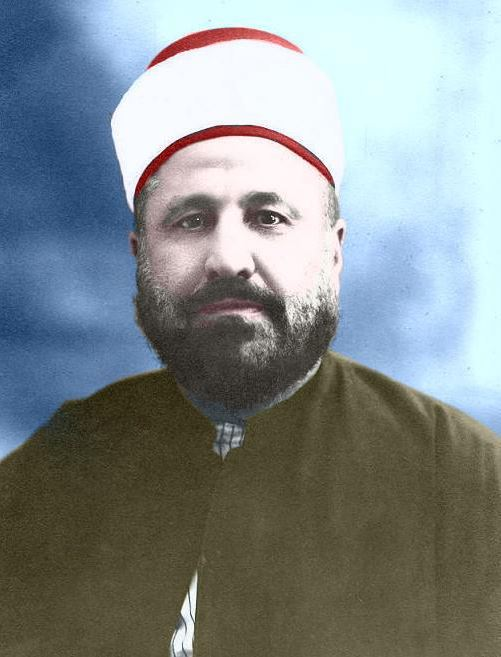
محمد رشيد رضا صاحب المنار من الذين تأثروا بابن تيمية في العصر الحديث.

اعتنى محمد رشيد رضا بكتب ابن تيمية وكتب تلميذه ابن قيم الجوزية، وتأثر بهما تأثراً بالغاً. وقد اتجه محمد رشيد في اتجاه محمد بن عبد الوهاب وابن تيمية في مسألة محاربة البدع والخرافات. وتصدى أيضاً في مجلته «مجلة المنار» للدفاع عن السلفية وعن حركة محمد بن عبد الوهاب. ويقول محمد بن عبد الرحمن المغراوي: «إن الشيخ رشيد رضا قد أظهر مذهباً سلفياً جيداً فيما جمعه في تفسير المنار وقد أثبت في معظم الصفات مذهب السلف الصالح، ودافع عنه، وإن كان يقع في التأويل في بعض الصفات... فهو يعتبر من الذين غلبت عليهم الصبغة السلفية ومدحُه لشيخ الإسلام ابن تيمية ومحمد بن عبد الوهاب، ومن انتهج منهجهما في الدعوة والعقيدة، كجمال الدين القاسمي، يدل على إعجابه بالمذهب السلفي.»:147-150

### في شبه القارة الهندية
اختفى أثر ابن تيمية في شبه القارة الهندية بعد نهاية أسرة آل تغلق السالفة الذكر. إلى أن ظهر في القرن الحادي عشر الهجري ولي الله الدهلوي الذي درس في المدينة المنورة وأخذ علم الحديث عن علمائها، واطلع هناك على كتب ابن تيمية وكتب تلميذه ابن قيم الجوزية، وأثرت دراسته لكتب ابن تيمية في مؤلفاته. وجاء بعده ابنه عبد العزيز الدهلوي الذي ألف كتابه «التحفة الإثني عشرية» ويذكر الفريوائي أنه استفاد من كتاب ابن تيمية «منهاج السنة النبوية في نقض كلام الشيعة والقدرية». ثم ظهر أيضاً حفيد ولي الله الدهلوي «إسماعيل بن عبد الغني الدهلوي» الذي يذكر عنه «عبد الحميد بن عبد الجبار الرحماني» أن أثر ابن تيمية ظهر فيه عندما قام بالتنفيذ العملي لأفكار جده، وظهر كذلك في مؤلفاته.:31-32
وكان ممن تأثر بابن تيمية في شبه القارة الهندية النواب صديق حسن خان القنوجي البخاري ونذير حسين الدهلوي، فقد كان صديق حسن خان قد تأثر بابن تيمية عندما ذهب إلى الحج واشترى عدة كتب، منها كتاب «اقتضاء الصراط المستقيم» لابن تيمية، ونسخ كتاب ابن تيمية «السياسة الشرعية في إصلاح الراعي والرعية». ولما تزوج شاه جهان بيكم أميرة بوبال وأخذ مقاليد الأمور بيده أخذ ينشر أفكار ابن تيمية في الهند. وكان يكثر الإشادة بابن تيمية وتلاميذه في مؤلفاته، وكان يذكر من ذكره فيها. وقد عد ابن تيمية مجدد قرنه في عدد من مؤلفاته. وبالنسبة لنذير حسين الدهلوي فقد عكف هو الآخر على نشر الكتاب والسنة. وبرز تلاميذه في هذا المجال، فقد قاموا بنشر مؤلفات ابن تيمية، ومن تلاميذه هؤلاء: بعض أفراد «الأسرة الغزنوية» التي خرج منها «عبد الله بن محمد الغزنوي» الذي كان من المعتنين بكتب ابن تيمية، بالإضافة إلى أبنائه «محمد» و«عبد الجبار» و«عبد الرحيم» و«عبد الواحد». وكان من المتأثرين به أيضاً «عبد الرحمن المباركفوري» و«شمس الحق العظيم آبادي»، وبالإضافة إلى «شبلي بن حبيب الله النعماني» و«أبو الكلام آزاد».:34 إلى 40

### تأثر السلفية الجهادية به

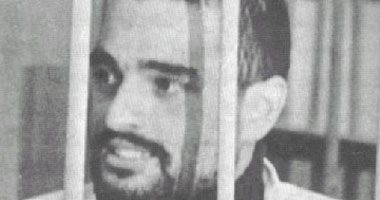
محمد عبد السلام فرج مؤلف كتاب الفريضة الغائبة، وأبرز من تأثر في كتاباته بابن تيمية في التنظير للمرجعية الجهادية.

تستدل جماعات السلفية الجهادية بفتاوى ابن تيمية في مراجعها، ويقوم أعضاؤها بنسبة كثير من مواقفهم إليه، كما يكثر حضوره وتكرار اسمه في خطاباتهم وفتاويهم؛ فمثلًا كتاب الفريضة الغائبة لمحمد عبد السلام فرج الذي يُعتبر من المرجعيات للسلفية الجهادية، يعتمد في عدد من طروحاته على باب الجهاد من كتاب مجموع الفتاوى. ويحمل بعض الباحثين ابن تيمية المسؤولية عن أفكار الجماعات الجهادية وممارساتها، ويتهمون تراث ابن تيمية بأنه بات يشكل مرجعاً فقهياً لهذه الجماعات، وأنها تستشهد بكلامه وتستدعي نصوصه وترجع إلى تراثه. وكثيرًا ما يشير رموز السلفية الجهادية في خطاباتهم إلى ابن تيمية؛ فقد أشار أسامة بن لادن إلى ابن تيمية في بيانه الصادر سنة 1996 والذي أعلن فيه «الجهاد ضد الأمريكان» فقال: «المؤمنون الحقيقيون سيحرضون الأمة ضد أعدائها، تمامًا كما فعل أسلافهم العلماء مثل ابن تيمية». واستشهد أبو مصعب الزرقاوي مؤسس جماعة التوحيد والجهاد بأقوال ابن تيمية في الشيعة وتكفيرهم؛ وكان ذلك في سياق رده على أبي محمد المقدسي لعدم تكفيره عوام الشيعة، وكذلك استشهد أبو محمد العدناني المتحدث السابق لتنظيم الدولة الإسلامية بفتوى الطائفة الممتنعة في كلمة صوتية له بعنوان «السلمية دين من؟». وقد صادرت الحكومة الأردنية في يونيو 2015 مؤلفات ابن تيمية بزعم أن كتبه هي الأساس في تغذية التيارات الجهادية.
في المقابل، يرد بعض الباحثين الآخرين عليهم بذكر أن هؤلاء الباحثين يغلب عليهم البعد عن نص ابن تيمية دون معرفة بنسقه وكتاباته ومناهجه، وأن هؤلاء الباحثين تلقوا نص ابن تيمية مجتزأً ومؤولاً فقط، وأنهم تبعوا خطابهم في إسناد أقوالهم لابن تيمية وابن القيم دون رد للنص الأصلي عنده دون تدقيق أو مراجعة، وبهذا يكونون قد أعطوا الجماعات الشرعية التي تدعيها دون مناقشة ادعاءاتها وإسناداتها المقطوعة. وأن القراءات الجهادية لنصوص ابن تيمية من قبل هؤلاء تتسم بالابتسار والاقتطاف دون الانتباه إلى مجمل الخطاب، وأنهم وقعوا في مناطق الاشتباه دون المحكم الضابط من هذا الخطاب.

## الآراء والمواقف حوله

### المؤيدون له من علماء المسلمين
كان لابن تيمية مؤيدون وتلاميذ كثر أثنوا عليه، كما أثنى عليه عدد من علماء عصره، وأُلِّفت الكتب في الثناء عليه ومناقبه منها: الرد الوافر لابن ناصر الدمشقي، والأعلام العلية في مناقب ابن تيمية لأبي حفص البزار، والعقود الدرية من مناقب شيخ الإسلام ابن تيمية لابن عبد الهادي، والرسالة الزكية في ثناء الأئمة على ابن تيمية لمرعي الكرمي، وغاية الأماني في الرد على النبهاني لمحمود شكري الآلوسي، وغيرها، ومن ثناء العلماء عليه:
- قال ابن دقيق العيد: «لما اجتمعت بابن تيمية رأيت رجلا العلوم كلها بين عينيه يأخذ منها ما يريد ويدع ما يريد.»[172]
- قال ابن سيد الناس: «وهو الذي حداني - يقصد جمال الدين المزي - على رؤية الشيخ الإمام شيخ الإسلام تقي الدين أبي العباس أحمد بن عبد الحليم بن عبد السلام بن تيمية، فألفيته ممن أدرك من العلوم حظا وكاد أن يستوعب السنن والآثار حفظا، إن تكلم في التفسير فهو حامل رايته أو أفتى في الفقه فهو مدرك غايته أو ذاكر في الحديث فهو صاحب علمه وذو روايته أو حاضر بالملل والنحل لم ير أوسع من نحلته في ذلك ولا أرفع من درايته.»[172]
- قال ابن الوردي: «تركت التعصب والحمية وحضرت مجالس ابن تيمية فإذا هو بيت القصيدة وأول الخريدة علماء زمانه، فلك هو قطبه، وجسم هو قلبه يزيد عليهم زيادة الشمس على البدر والبحر على القطر.»[172]
- قال بدر الدين العيني: «من قال إنه كافر فهو كافر حقيق ومن نسبه إلى الزندقة فهو زنديق.»[172]
- قال جمال الدين المزي: «ما رأيت مثله ولا أرى هو مثل نفسه وما رأيت أحدًا أعلم بكتاب اللَّه وسنة رسوله ولا أتبع لهما منه.»[173]
- قال أبو عبد الله بن الحريري: «إن لم يكن ابن تيمية شيخ الإسلام فمن هو؟»[173]
- قال الذهبي: «هو شيخنا وشيخ الإسلام، وفريد العصر علمًا ومعرفةً وشجاعة وذكاءً وتنويرًا إلهيًّا وكرمًا ونصحًا للأمَّة وأمرًا بالمعروف ونهيًا عن المنكر .. وحصَّل ما لم يحصله غيره.»[174]
- قال ابن حجر العسقلاني: «لو لم يكن للشيخ تقي الدين إلا تلميذه الشيخ شمس الدين ابن قيم الجوزية صاحب التصانيف النافعة السائرة التي انتفع بها الموافق والمخالف لكان غاية في الدلالة على عظم منزلته.»[175]
- قال أبو البقاء السبكي: «والله يا فلان ما يبغض ابن تيمية إلا جاهل أو صاحب هوى، فالجاهل لا يدري ما يقول، وصاحب الهوى يصده هواه عن الحق بعد معرفته به.»[124] :35[172]
- قال ابن قيم الجوزية: «شيخ الإسلام والمسلمين القائم ببيان الحق ونصرة الدين الداعي إلى الله ورسوله المجاهد في سبيله الذي أضحك الله به من الدين ما كان عابسا وأحيا من السنة ما كان دارسا والنور الذي أطلعه الله في ليل الشبهات فكشف به غياهب الظلمات وفتح به من القلوب مقفلها وأزاح به عن النفوس عللها فقمع به زيغ الزائغين وشك الشاكين وانتحال المبطلين وصدقت به بشارة رسول رب العالمين يقول إن الله يبعث لهذه الأمة على رأس كل مائة سنة من يجدد لها دينها، وبقوله: يحمل هذا العلم من كل خلف عدوله ينفون عنه تحريف الغالين وانتحال المبطلين.»[172] وقال أيضًا في نونيته:[176]

- قال ابن الزملكاني عنه:[172][177]

- وقال الصفدي:[177]

كما مدحه ابن رجب الحنبلي وابن مفلح المقدسي وابن كثير الدمشقي وشهاب الدين أحمد بن فضل الله العمري وعلم الدين البرزالي وكثير من أعلام الحنابلة وغيرهم.
اشتُهر تلقيبه بـ شيخ الإسلام، واشتهر هذا اللقب له عند معاصريه ومن جاؤوا بعده من العلماء والعوام، وجاء في معنى هذا اللقب من قاله ابن ناصر الدين الدمشقي: «منها: أنه شيخ في الإسلام قد شاب، وانفرد بذلك عمن مضى من الأتراب، وحصل على الوعد المبشر بالسلامة: «أنه من شاب شيبة في الإسلام فهي له نور يوم القيامة». ومنها: ما هو في عرف العوام أنه: العُدَّة، ومفزعهم إليه في كل شدة. ومنها: أنه شيخ الإسلام بسلوكه طريقة أهله، قد سلم من شر الشباب، وجهله؛ فهو على السنة في فرضه، ونفله. ومنها: شيخ الإسلام بالنسبة إلى درجة الولاية، وتبرك الناس بحياته، فوجوده فيهم الغاية. ومنها: أن معناه المعروف عند الجهابذة النقاد، المعلوم عند أئمة الإسناد: أن مشايخ الإسلام، والأئمة الأعلام، هم المتبعون لكتاب الله عز وجل، المقتفون لسنة النبي - صلى الله عليه وسلم - الذين تقدموا بمعرفة أحكام القرآن، ووجوه قراآته، وأسباب نزوله، وناسخه ومنسوخه، والأخذ بالآيات المحكمات، والإيمان بالمتشابهات، قد أحكموا من لغة العرب ما أعانهم على علم ما تقدم، وعلموا السنة نقلاً، وإسناداً، وعملاً بما يجب العمل به، وإيماناً بما يلزم من ذلك، اعتقاداً، واستنباطاً للأصول، والفروع من الكتاب والسنة، قائمين بما فرض الله عليهم، متمسكين بما ساقه الله من ذلك إليهم، متواضعين لله العظيم الشان، خائفين من عثرة اللسان، لا يدعون العصمة، ولا يفرحون بالتبجيل، عالمين أن الذي أوتوا من العلم قليل، فمن كان بهذه المنزلة: حُكِمَ بأنه: إمام، واستحق أن يقال له: شيخ الإسلام.»:39-40 وقد اورد ابن ناصر الدين الدمشقي أيضاً في كتابه الرد الوافر على من زعم أن من سمى ابن تيمية شيخ الإسلام كافر سبعة وثمانين ترجمة لأكابر العلماء في عصر ابن تيمية وبعد عصره ممن أطلقوا هذا اللقب عليه.:42-43 وسبب تأليفه لهذا الكتاب بسبب أن هناك من قال: «من سمّى ابن تيمية شيخ الإسلام كان كافراً، لا تصح الصلاة وراءه».
ذكر ابن العماد الحنبلي في كتابه شذرات الذهب في أخبار من ذهب، قصيدة أبي حيان النحوي التي أنشدها لابن تيمية لما دخل مصر واجتمع به وأشار فيها أنه أحد المجددين:
وقال أيضاً أنه ممن صرح بذلك عماد الدين الواسطي الذي قد توفي قبل ابن تيمية.

### المعارضون له من علماء المسلمين
كما كان لابن تيمية مُحبين ومُناصرين، ففي الطرف المُقابل كان لبعض العلماء والمُفكرين المُسلمين سواءً من العصر الحديث أو القديم موقف مُضاد لابن تيمية، وذلك على خلفيّة اصطدامه مع المذاهب العقدية والفكرية الأخرى مثل الفلاسفة والصوفية والأشاعرة والمعتزلة والشيعة، وكذلك بسبب عدد من الفتاوى والآراء الفقهية. وكانت انتقادات المعارضين على أقسام؛ فمنهم من رد عليه في بعض المسائل وأثنى عليه في البعض الآخر كابن حجر العسقلاني حيث انتقد مسألة شد الرحال لزيارة قبر النبي، وقال عنها:
«وهي من أبشع المسائل المنقولة عن ابن تيمية» بينما أثنى عليه في مواضع أخرى. ومنهم من انتقد ابن تيمية جملةً وتفصيلًا مثل البكري وتاج الدين السبكي وتقي الدين السبكي
والعز بن جماعة وابن حجر الهيتمي وعلاء الدين البخاري الذان كفَّرا ابن تيمية وكفَّرا كل من يسميه شيخ الإسلام. وكذلك انتقده السخاوي، وابن جهبل والأخنائي، وبدر الدين بن جماعة، ويوسف النبهاني، وشهاب الدين الخفاجي، وغيرهم. ومن أبرز المعارضين له:
- تقي الدين السبكي، حيث ألف عدة كتب للرد على ابن تيمية منها: الدرة المضية في الرد على ابن تيمية، شفاء السقام في زيارة خير الأنام، النظر المحقق في الحلف بالطلاق المعلق، نقد الاجتماع والافتراق في مسائل الأيمان والطلاق، التحقيق في مسألة التعليق، رفع الشقاق عن مسألة الطلاق، وقال عنه: «وهذا الرجل - يعني ابن تيمية - كنت رددت عليه في حياته في إنكاره السفر لزيارة المصطفى، وفي إنكاره وقوع الطلاق إذا حلف به، ثم ظهر لي من حاله ما يقتضي أنه ليس ممن يعتمد عليه في نقل ينفرد به لمسارعته إلى النقل لفهمه كما في هذه المسألة - أي مسألة في الميراث - ولا في بحث ينشئه لخلطه المقصود بغيره وخروجه عن الحد جدًا، وهو كان مكثرًا من الحفظ ولم يتهذب بشيخ ولم يرتضِ في العلوم بل يأخذها بذهنه مع جسارته واتساع خيال وشغب كثير، ثم بلغني من حاله ما يقتضي الإعراض عن النظر في كلامه جملة، وكان الناس في حياته ابتلوا بالكلام معه للرد عليه، وحبس بإجماع العلماء وولاة الأمور على ذلك ثم مات.»[186]
- ابن حجر الهيتمي، حيث كان من أشد معارضي ابن تيمية شدةً، قال عنه في الفتاوى الحديثية: «وإياك أن تصغي إلى ما في كتب ابن تيمية وتلميذه ابن قيم الجوزية وغيرهما ممن اتخذ إلهه هواه وأضله الله على علم، وختم على سمعه وقلبه وجعل على بصره غشاوة فمن يهديه من بعد الله.»[187] وقد ألف نعمان الآلوسي كتاب جلاء العينين في محاكمة الأحمدين للرد على ما قاله الهيتمي عن ابن تيمية.[188]
- قاضي المالكية بمصر علي بن مخلوف، حيث اتهمه بالتجسيم وأنه يقول أن الله جسم، وكفَّره بسبب ذلك وأهدر دمه ودم مؤيديه، وقال: «ابن تيمية يقول بالتجسيم وعندنا من اعتقد هذا الاعتقاد كفر ووجب قتله.»[189] حتى وصل الحال أنه نودي بدمشق: «من اعتقد عقيدة ابن تيمية حل دمه وماله خصوصا الحنابلة.» يحكي ابن حجر العسقلاني: «فنودي بذلك وقرئ المرسوم وقرأها ابن الشهاب محمود في الجامع، ثم جمعوا الحنابلة من الصالحية وغيرها واشهدوا على أنفسهم وأنهم على معتقد الشافعي».[190]
- محمد زاهد الكوثري حيث سبه مدافعًا عن العقيدة الأشعرية وقال: «بل هو وارث علوم صابئة حران حقًا، والمتسلف من السلف ما يكسوها كسوة الخيانة والتلبيس.»[185]

ومن أبرز الانتقادات التي وجهت له
- اتهامه من قبل الأشاعرة والمتكلمين بالتجسيم والتشبيه وأن يقول أن الله جسم؛ بسبب إثباته للصفات السمعية وأن الله في السماء مستوٍ على عرشه، قال الحصني: «والحاصل أنه وأتباعه من الغلاة في التشبيه والتجسيم»،[124] :139:145 كما وصفوا أتباعه بالحشوية.[185] وقد ردّ ابن تيمية على ذلك فقال: «وأما الشرع فالرسل وأتباعهم الذين من أمة موسى وعيسى ومحمد صلّى الله عليه وسلّم لم يقولوا: إن الله جسم، ولا إنه ليس بجسم، ولا إنه جوهر ولا إنه ليس بجوهر.»[124]
- اتهامه بأنه يقول بقول الفلاسفة بقدم العالم؛ بناء على قوله بإمكان حوادث لا أول لها، فيقول الحبشي: «ابن تيمية قد أخذ هذه المسألة - أعني قوله بقدم نوع العالم - عن متأخري الفلاسفة؛ لأنه اشتغل بالفلسفة»[124] :283-285 وقد ردّ ابن تيمية على ذلك وألف كتاب «إبِْطَال قَول الفلاسفة بقدم الْعَالم».[191]
- اتهامه بالقول بعدم جواز زيارة القبور مطلقًا، والإنكار عليه من قبل جمهور الصوفية في فتوى عدم شد الرحال لزيارة القبور، وعدم جواز التوسل والاستغاثة بغير الله حتى وإن كان بالنبي.[124] :323:464
- الإنكار عليه في بعض المسائل الفقهية مثل مسألة الطلاق وغيرها. وقالوا أنه خالف الإجماع في مسألة طلاق الثلاث. وقد رَدَّ ابن القيم دعوى الإجماع في المسألة، وسرد أقوال القائلين بما يخالف هذه الدعوى من الصحابة والتابعين ومن بعدهم.[192]

## مؤلفاته
لابن تيمية موروث كبير من المؤلفات كما قال الذهبي: «لعل فتاويه في الفنون تبلغ ثلاث مائة مجلد، لا بل أكثر»، وكان يكتب من حفظه وليس عنده ما يحتاج إليه ويراجعه من الكتب، وكان سريع الاستحضار للآيات كما قال تلميذه ابن عبد الهادي: «أملى شيخنا المسألة المعروفة بالحموية بين الظهر والعصر». وكان يكتب بخط سريع في غاية التعليق والإغلاق. ذكر ابن قيم الجوزية في نونيته طائفة من أسماء مؤلفات ابن تيمية ومدحها. وبلغت عدد المؤلفات المذكورة في كتاب "أسماء مؤلفات ابن تيمية: حوالي 330 مؤلفًا. وجمعت كثير منها في مجموع الفتاوى وطبعت في 37 مجلدًا، ومن أشهر مؤلفاته:
1. كتاب الإيمان الأوسط في مُجَلد
2. كتاب الاستقامة فِي مجلدين
3. كتاب تلبيس الجَهْمِية في تأسيس بدعهم الكلامية في سِتّ مجلدات
4. كتاب دَرْء تعَارض العقل والنَّقْل، أَربع مجلدات
5. كتاب العُبُودِيَّة، مجلد واحد
6. كتاب الجَواب عَمَّا أوردهُ كمال الدّين الشريشي على كِتابه تعارُض العقل والنَّقْل
7. منهاج السُّنَّة النَّبَوِيَّة في نقض كَلام الشِّيعة والقَدَرية، أَربع مجلدات
8. الرسالة التدمرية، بحث فيها في حَقِيقَة الجَمع بين القدَر والشَّرْع
9. الفتوى الحموية، ستُّونَ ورقة كتبها بين الظُّهر والعصر
10. جواب الاعتراضات المصرية على الفتيا الحموية
11. كتاب الجَواب الصَّحِيح لمَن بدَّل دينَ المَسِيح في مجلدين
12. الفُرْقان بين أَولِياء الرَّحْمَن وأولياء الشَّيطان نحو سِتِّينَ ورقة
13. الصَّارم المَسلُول على شاتِم الرَّسُول
14. اقْتِضاء الصِّراط المُسْتَقيم في الرَّدِّ على أَصْحاب الجَحِيم
15. رَفْع المَلام عن الأئِمَّة الأعلام، مُجَلد
16. السياسة الشَّرْعِيَّة في إصْلَاح الرَّاعِي والرعية
17. كتاب فِي الْوَسِيلَة فِي مُجَلد
18. التحفة العراقية في الأعمال القلبية، صدر بتحقيق سليمان الحرش
19. العقيدة الواسطية، وَهِي فتيا فِي عقيدة الْفرْقَة النَّاجِية نَحْو ثَلَاثِينَ ورقة
20. كتاب شرح أول المحصل فِي مُجَلد
21. كتاب الرَّد على أهل كسروان الرافضة فِي مجلدين
22. الهولاكونية وَهُوَ جَوَاب سُؤال ورد على لِسَان هولاكو ملك التتار فِي مُجَلد
23. كتاب فِي الرَّد على الْبكْرِيّ فِي الاستغاثة فِي مُجَلد
24. شرح على أول كتاب الغزنوي فِي أصُول الدّين فِي مُجَلد
25. كتاب فِي الرَّد على الْمنطق فِي مُجَلد كَبِير
26. شرح عقيدة الْأَصْفَهَانِي
27. شرح مسَائِل من الْأَرْبَعين للرازي فِي مجلدين
28. الْمسَائِل الإسكندرانية رد فِيهِ على ابْن سبعين وَغَيره فِي مُجَلد
29. كتاب فِي محنته فِي مصر فِي مجلدين وَتكلم فِيهِ على الْكَلَام النَّفْسِيّ وأبطله من نَحْو ثَمَانِينَ وَجها
30. كتاب الْكَلَام على إِرَادَة الرب وَقدرته نَحْو مائَة ورقة
31. الكيلانية وَهُوَ جَوَاب فِي مَسْأَلَة الْقُرْآن فِي مُجَلد لطيف
32. قَوَاعِد فِي إِثْبَات الْمعَاد وَالرَّدّ على ابْن سينا فِي رسَالَته الأضحوية نَحْو مُجَلد
33. تَحْقِيق الْإِثْبَات فِي الْأَسْمَاء وَالصِّفَات
34. المراكشية وَهِي فتيا فِي الصِّفَات خَمْسُونَ ورقة
35. فتيا فِي مَسْأَلَة الْعُلُوّ نَحْو خمسين ورقة
36. فتيا تَتَضَمَّن صِفَات الْكَمَال مِمَّا يسْتَحقّهُ الرب سُبْحَانَهُ نَحْو سِتِّينَ ورقة
37. جَوَاب فِي تَعْلِيل مَسْأَلَة الْأَفْعَال نَحْو سِتِّينَ ورقة
38. جَوَاب فِي مَسْأَلَة الْقُرْآن وَردت من مصر نَحْو سبعين ورقة
39. البعلبكية تكلم فِيهَا على اخْتِلَاف النَّاس فِي الْكَلَام نَحْو عشْرين ورقة
40. القادرية وَهِي مَسْأَلَة فِي الْقُرْآن نَحْو عشر وَرَقَات
41. جَوَاب مَسْأَلَة فِي الْقُرْآن هَل هُوَ حرف وَصَوت أم لَا نَحْو ثَلَاثِينَ ورقة
42. الأزهرية بضع وَعِشْرُونَ ورقة
43. البغدادية وَهِي مَسْأَلَة فِي الْقُرْآن
44. مسَائِل فِي الشكل والنقط
45. كتاب إبِْطَال قَول الفلافسة بِإِثْبَات الْجَوَاهِر الْعَقْلِيَّة
46. كتاب إبِْطَال قَول الفلاسفة بقدم الْعَالم فِي مُجَلد كَبِير
47. الصعيدية
48. الحوفية وَهِي عقيدة أَيْضا
49. شرح رِسَالَة ابْن عَبدُوس فِي أصُول الدّين
50. كتاب فِي تَوْحِيد الفلاسفة على نظم ابْن سينا مُجَلد لطيف
51. شرح الْعُمْدَة فِي أَربع مجلدات
52. شرح الْمُحَرر
53. التَّحْرِير فِي مَسْأَلَة الْخضر مُجَلد
54. تَحْرِيم السماع فِي مُجَلد
55. تعليقة على فتوح الْغَيْب لسيدي عبد القادر الجيلاني
56. شرح دُعَاء أبي بكر رَضِي الله عَنهُ
57. الدّرّ المنثور فِي زِيَارَة الْقُبُور
58. الفرقان بين الحق والبطلان
59. الواسطة بين الحق والخلق
60. الرد على من قال بفناء الجنة والنار
61. شرح حديث النزول
62. شرح العقيدة الأصفهانية
63. نقد مراتب الإجماع
64. الصفدية
65. الكلم الطيب
66. بغية المرتاد في الرد على المتفلسفة والباطنية والقرامطة
67. سجود التلاوة معانيه وأحكامه
68. القواعد النورانية
69. الرسالة العرشية
70. مقدمة في أصول التفسير
71. الاحتجاج بالقدر

### باللغة العربية
1. ↑  بكر أبو زيد (1420هـ/2000م). الجامع لسيرة شيخ الإسلام بن تيمية. الرياض-السعودية: دار عالم الفوائد. ص. ف. مؤرشف من الأصل في 16 ديسمبر 2019. {{استشهاد بكتاب}}: تحقق من التاريخ في: |سنة= (مساعدة)
2. ↑  خير الدين الزركلي (2002)، الأعلام: قاموس تراجم لأشهر الرجال والنساء من العرب والمستعربين والمستشرقين (ط. 15)، بيروت: دار العلم للملايين، ج. 1، ص. 144، OCLC:1127653771، QID:Q113504685
3. ↑  التبيان لبديعة البيان لمحمد بن ناصر الدين الدمشقي، كتاب الجامع، مرجع سابق. ص. 492.
4. 1 2  كتاب الجامع، مرجع سابق. ص. 248.
5. 1 2 3 4 5 6 7 8 9 10 11 12 13 14 15 16 17 18 19 20 21  محمد بن أحمد أبو زهرة (1898م - 1974م). ابن تيمية  حياته وعصره - آراؤه وفقهه. القاهرة: دار الفكر العربي.{{استشهاد بكتاب}}:  صيانة الاستشهاد: أسماء عددية: قائمة المؤلفين (link)
6. ↑  شمس الدين أبي عبد الله محمد بن أحمد بن عبد الهادي المقدسي الحنبلي (المتوفى: 744 هـ). تحقيق: أكرم البوشي - إبراهيم الزيبق (1417 هـ - 1996م). طبقات علماء الحديث، الجزء الرابع (ط. الثانية). بيروت: مؤسسة الرسالة. ص. 280. {{استشهاد بكتاب}}: تحقق من التاريخ في: |سنة= (مساعدة)صيانة الاستشهاد: أسماء عددية: قائمة المؤلفين (link)
7. ↑  ابن كثير الدمشقي (2003). "البداية والنهاية، ثم دخلت سنة ست عشرة وسبعمائة، ممن توفي فيها من الأعيان، جـ 18". islamweb.net. دار عالم الكتب. ص. 159. مؤرشف من الأصل في 2020-04-16. اطلع عليه بتاريخ 2020-04-16.
8. 1 2 3 4 5 6 7 8 9 10 11 12 13  إبراهيم العلي، مرجع سابق.
9. ↑  القاسم بن يوسف التجيبي (المتوفى في سنة 730هـ)؛ تحقيق: عبد الحفيظ منصور (1981م). برنامج التجيبي. ليبيا-تونس: الدار العربية للكتاب. ص. 213. مؤرشف من الأصل في 15 يوليو 2020م. {{استشهاد بكتاب}}: تحقق من التاريخ في: |سنة= (مساعدة)صيانة الاستشهاد: أسماء عددية: قائمة المؤلفين (link)
10. ↑  نعمان بن محمود بن عبد الله، أبو البركات خير الدين، الآلوسي. تحقيق: الداني بن منير آل زهوي (1427 هـ - 2006م). جلاء العينين في محاكمة الأحمدين (ط. الأولى). صيدا - بيروت: المكتبة العصرية. ص. 23. ISBN:9953-34-575-9. {{استشهاد بكتاب}}: تحقق من التاريخ في: |سنة= (مساعدة)
11. ↑  سميرة بنت عبد الله بكريناني (1412 هـ - 1992م). رسالة ماجستير: جهود الإمامين ابن تيمية وابن قيم الجوزية في دحض مفتريات اليهود. جامعة أم القرى-مكة المكرمة. ص. 280. {{استشهاد بكتاب}}: تحقق من التاريخ في: |سنة= (مساعدة)
12. ↑  ابن عبد الهادي. العقود الدرية من مناقب شيخ الإسلام أحمد بن تيمية. ص. 18. مؤرشف من الأصل في 2 مايو 2019. اطلع عليه بتاريخ أكتوبر 2020. {{استشهاد بكتاب}}: تحقق من التاريخ في: |تاريخ الوصول= (مساعدة)
13. 1 2 3 4 5 6 7 8 9 10 11 12 13 14 15 16 17 18 19 20
14. ↑  كتاب الجامع، مرجع سابق. ص. 436.
15. ↑  إبراهيم العلي، مرجع سابق. ص. 47.
16. ↑  كتاب الجامع، مرجع سابق. ص. 752-753-754.
17. ↑  كتاب الجامع، مرجع سابق. ص. 479.
18. ↑  ابن كثير. البداية والنهاية-ج13 (PDF). ص. 335. مؤرشف من الأصل (PDF) في 2019-12-16.
19. 1 2 3 4 5 6 7 8 9 10 11 12 13 14 15 16  ابن كثير. البداية والنهاية-ج14 (PDF). مؤرشف من الأصل (PDF) في 2019-12-16.
20. ↑  هادي أحمد فرحان الشجيري (1422 هـ/2001م). الدراسات اللغوية والنحوية في مؤلفات شيخ الإسلام ابن تيمية وأثرها في استباط الأحكام الشرعية (ط. الأولى). بيروت: دار البشائر الإسلامية. ص. 375-376. {{استشهاد بكتاب}}: تحقق من التاريخ في: |سنة= (مساعدة)
21. ↑  مريم محمد عوض بن لادن (1403 هـ/1983). دور ابن تيمية في الجهاد ضد المغول الإيلخانيين من 661 إلى 728 هـ. مكة المكرمة: جامعة أم القرى، كلية الشريعة والدراسات الإسلامية، قسم الدراسات العليا للتاريخ والحضارة الإسلامية. ص. 181. {{استشهاد بكتاب}}: تحقق من التاريخ في: |سنة= (مساعدة)
22. ↑  ابن تيمية. مجموع فتاوى ابن تيمية، رسالة إلى الملك الناصر بعد وقعة جبل كسروان. على موقع إسلام ويب. (مؤرشف). مؤرشف من الأصل في 2 ديسمبر 2016. اطلع عليه بتاريخ 27 شوال 1438 هـ الموافق 21 يوليو 2017م. {{استشهاد بكتاب}}: تحقق من التاريخ في: |تاريخ الوصول= (مساعدة)صيانة الاستشهاد: BOT: original URL status unknown (link)
23. ↑  محمد بن عبد الله أبو الفضل القونوي (1423 هـ/2002م). الصوفية القلندرية تاريخها وفتوى شيخ الإسلام ابن تيمية فيها (ط. الأولى). ص. 276. {{استشهاد بكتاب}}: تحقق من التاريخ في: |سنة= (مساعدة)
24. ↑  ابن كثير. البداية والنهاية-ج14 (PDF). ص. 36-37. مؤرشف من الأصل (PDF) في 2019-12-16.
25. ↑  أبو المعالي محمود شكري الألوسي. كتاب غاية الأماني في الرد على النبهاني-ج2 (على المكتبة الشاملة). ص. 235. مؤرشف من الأصل في 5 أغسطس 2017. اطلع عليه بتاريخ أكتوبر 2020. {{استشهاد بكتاب}}: تحقق من التاريخ في: |تاريخ الوصول= (مساعدة)
26. ↑  عثمان علي عطا (1429 هـ/2008م). مجالس الشورى في عصر سلاطين المماليك (648 - 923 هـ / 1250 - 1517 م). القاهرة: الدار الثقافية للنشر. ص. 243. {{استشهاد بكتاب}}: تحقق من التاريخ في: |سنة= (مساعدة)
27. 1 2 3 4 5 6  عبد الرحمن بن صالح المحمود. كتاب موقف ابن تيمية من الأشاعرة (على المكتبة الشاملة). مؤرشف من الأصل في 6 مايو 2019. اطلع عليه بتاريخ أكتوبر 2020. {{استشهاد بكتاب}}: تحقق من التاريخ في: |تاريخ الوصول= (مساعدة)
28. ↑  أبو المعالي محمود شكري الألوسي. كتاب غاية الأماني في الرد على النبهاني-ج2 (على المكتبة الشاملة). ص. 237. مؤرشف من الأصل في 5 أغسطس 2017. اطلع عليه بتاريخ أكتوبر 2020. {{استشهاد بكتاب}}: تحقق من التاريخ في: |تاريخ الوصول= (مساعدة)
29. ↑  ابن حجر العسقلاني. كتاب الدرر الكامنة في أعيان المائة الثامنة (على المكتبة الشاملة). ص. 172. مؤرشف من الأصل في 4 مايو 2019. اطلع عليه بتاريخ أكتوبر 2020. {{استشهاد بكتاب}}: تحقق من التاريخ في: |تاريخ الوصول= (مساعدة)
30. ↑  ابن عبد الهادي. العقود الدرية من مناقب شيخ الإسلام أحمد بن تيمية. ص. 301. مؤرشف من الأصل في 2 مايو 2019. اطلع عليه بتاريخ أكتوبر 2020. {{استشهاد بكتاب}}: تحقق من التاريخ في: |تاريخ الوصول= (مساعدة)
31. ↑  ابن عبد الهادي. العقود الدرية من مناقب شيخ الإسلام أحمد بن تيمية. ص. 342. مؤرشف من الأصل في 2 مايو 2019. اطلع عليه بتاريخ أكتوبر 2020. {{استشهاد بكتاب}}: تحقق من التاريخ في: |تاريخ الوصول= (مساعدة)
32. ↑  ابن عبد الهادي. العقود الدرية من مناقب شيخ الإسلام أحمد بن تيمية على ويكي مصدر.
33. 1 2 3 4 5 6  سعود بن صالح العطيشان (1999). منهج ابن تيمية في الفقه. الرياض: مكتبة العبيكان. ص. 65-66-67.
34. ↑  محمد يوسف موسى. ابن تيمية. دار العصر الحديث. ص. 122 إلى 126.
35. ↑  محمد يوسف موسى. ابن تيمية. دار العصر الحديث. ص. 133-134.
36. ↑  محمد يوسف موسى. ابن تيمية. دار العصر الحديث. ص. 133.
37. ↑  عبد العزيز بن عبد الرحمن بن علي بن ربيعة (2002). علم مقاصد الشارع. ص. 64-65-66.
38. ↑  إبراهيم خليل بركة (1405 هـ/1984م). ابن تيمية  وجهوده في التفسير. بيروت-دمشق: المكتب الإسلامي. ص. 127 إلى 130. {{استشهاد بكتاب}}: تحقق من التاريخ في: |سنة= (مساعدة)
39. 1 2 3 4 5 6 7 8 9  محمد حسني الزين (1399 هـ/1979م). منطق ابن تيمية ومنهجه الفكري. بيروت-دمشق: المكتب الإسلامي. {{استشهاد بكتاب}}: تحقق من التاريخ في: |سنة= (مساعدة)
40. ↑  محمد يوسف موسى. ابن تيمية. دار العصر الحديث. ص. 138 إلى 141.
41. ↑  إبراهيم خليل بركة (1405 هـ/1984م). ابن تيمية  وجهوده في التفسير. بيروت-دمشق: المكتب الإسلامي. ص. 138-140. {{استشهاد بكتاب}}: تحقق من التاريخ في: |سنة= (مساعدة)
42. ↑  إبراهيم خليل بركة (1405 هـ/1984م). ابن تيمية  وجهوده في التفسير. بيروت-دمشق: المكتب الإسلامي. ص. 136-137. {{استشهاد بكتاب}}: تحقق من التاريخ في: |سنة= (مساعدة)
43. ↑  ابن تيمية. مقدمة في التفسير على ويكي مصدر.
44. ↑  محمد بهجة البيطار (1407 هـ/1986م). حياة شيخ الإسلام ابن تيمية: تقي الدين أحمد بن عبد الحليم الحراني الدمشقي، محاضرات ومقالات ودراسات (ط. الثالثة). بيروت-دمشق: المكتب الإسلامي. ص. 50. {{استشهاد بكتاب}}: تحقق من التاريخ في: |سنة= (مساعدة)
45. ↑  أحمد بن عبد الله الغنيمان (1417 هـ). جهود شيخ الإسلام ابن تيمية في توضيح توحيد العبادة. المدينة المنورة: رسالة ماجستير، قسم العقيدة، كلية الدعوة وأصول الدين، الجامعة الإسلامية. ص. 60. {{استشهاد بكتاب}}: تحقق من التاريخ في: |سنة= (مساعدة)
46. 1 2 3 4 5 6 7  إبراهيم بن محمد بن عبد الله البريكان. منهج شيخ الإسلام ابن تيمية في تقرير عقيدة التوحيد، المجلد الأول. الرياض. ص. 50 إلى 54. {{استشهاد بكتاب}}: تجاهل المحلل الوسيط |السنةناشر= لأنه غير معروف (مساعدة)
47. ↑  أحمد بن عبد الله الغنيمان (1417 هـ). جهود شيخ الإسلام ابن تيمية في توضيح توحيد العبادة. المدينة المنورة: رسالة ماجستير، قسم العقيدة، كلية الدعوة وأصول الدين، الجامعة الإسلامية. ص. 61-62. {{استشهاد بكتاب}}: تحقق من التاريخ في: |سنة= (مساعدة)
48. ↑  أحمد بن عبد الله الغنيمان (1417 هـ). جهود شيخ الإسلام ابن تيمية في توضيح توحيد العبادة. المدينة المنورة: رسالة ماجستير، قسم العقيدة، كلية الدعوة وأصول الدين، الجامعة الإسلامية. ص. 79. {{استشهاد بكتاب}}: تحقق من التاريخ في: |سنة= (مساعدة)
49. 1 2  موقع الدرر السنية. الموسوعة العقدية، الكتاب الثاني: الإيمان بالله: (توحيد الربوبية، والألوهية، والأسماء والصفات – الشرك وأقسامه) تمهيد في الإيمان وجود الله تعالى وأقسام التوحيد: الفصل الرابع: أقسام التوحيد (مؤرشف). مؤرشف من الأصل في 31 مايو 2016. اطلع عليه بتاريخ 14 ذو القعدة 1438 هـ. {{استشهاد بكتاب}}: تحقق من التاريخ في: |تاريخ الوصول= (مساعدة)صيانة الاستشهاد: BOT: original URL status unknown (link)
50. ↑  عبد الرزاق بن عبد المحسن البدر (1417 هـ/1997م). القول السديد في الرد على من أنكر تقسيم التوحيد. الخبر: دار ابن عفان. ص. 17. {{استشهاد بكتاب}}: تحقق من التاريخ في: |سنة= (مساعدة)
51. ↑  حسن علي السقاف (1413 هـ/1992م). التنديد بمن عدد التوحيد. الأردن: دار االامام النووي. ص. 7. {{استشهاد بكتاب}}: تحقق من التاريخ في: |سنة= (مساعدة)
52. ↑  أحمد بن عبد الله الغنيمان (1417 هـ). جهود شيخ الإسلام ابن تيمية في توضيح توحيد العبادة. المدينة المنورة: رسالة ماجستير، قسم العقيدة، كلية الدعوة وأصول الدين، الجامعة الإسلامية. ص. 82-83. {{استشهاد بكتاب}}: تحقق من التاريخ في: |سنة= (مساعدة)
53. ↑  حسن أبو الأشبال. شرح أصول اعتقاد أهل السنة للالكائي، الجزء الثالث عشر. المكتبة الشاملة. ص. 1. مؤرشف من الأصل في 18 أبريل 2019. اطلع عليه بتاريخ أكتوبر 2020. {{استشهاد بكتاب}}: تحقق من التاريخ في: |تاريخ الوصول= (مساعدة)
54. 1 2 3 4  ابن تيمية (1995). مجموع فتاوى ابن تيمية، العقيدة، كتاب الأسماء والصفات "الجزء الأول"، الجزء الخامس. السعودية: مجمع الملك فهد. ص. 45. مؤرشف من الأصل في 2017-08-11.
55. ↑  ناصر بن عبد الكريم العقل. شرح التدمرية. المكتبة الشاملة. ص. 8. مؤرشف من الأصل في 11 أغسطس 2017. اطلع عليه بتاريخ أكتوبر 2020. {{استشهاد بكتاب}}: تحقق من التاريخ في: |تاريخ الوصول= (مساعدة)
56. ↑  ابن تيمية (1986). منهاج السنة النبوية، الفصل الثاني في أن مذهب الإمامية واجب الاتباع، الرد على سائر أقسام كلام ابن المطهر في الوجه الأول، عرض ابن المطهر لمقالة الحشوية والمشبهة ورد ابن تيمية من وجوه، لفظ المشبهة، الجزء الثاني. السعودية: مكتبة ابن تيمية. ص. 421. مؤرشف من الأصل في 2017-08-11.
57. ↑  ابن تيمية (1986). منهاج السنة النبوية، الفصل الثاني في أن مذهب الإمامية واجب الاتباع، الرد على سائر أقسام كلام ابن المطهر في الوجه الأول، عرض ابن المطهر لمقالة الحشوية والمشبهة ورد ابن تيمية من وجوه، الجزء الثاني. السعودية: مكتبة ابن تيمية. ص. 523. مؤرشف من الأصل في 2017-08-11.
58. ↑  أحمد محمد الصادق النجار (1430 هـ). موافقة شيخِ الإسلام ابنِ تيمية لأئمة السلف في تقريرِ القواعدِ والضوابطِ المتعلقةِ ببابِ الأسماءِ والصفاتِ. السعودية: الجامعة الإسلامية بالمدينة المنورة. ص. 135، 136. مؤرشف من الأصل في 16 ديسمبر 2019. {{استشهاد بكتاب}}: تحقق من التاريخ في: |سنة= (مساعدة)
59. ↑  بيان تلبيس الجهمية في تأسيس بدعهم الكلامية، لابن تيمية، على ويكي مصدر
60. ↑  أحمد محمد الصادق النجار (1430 هـ). موافقة شيخِ الإسلام ابنِ تيمية لأئمة السلف في تقريرِ القواعدِ والضوابطِ المتعلقةِ ببابِ الأسماءِ والصفاتِ. السعودية: الجامعة الإسلامية بالمدينة المنورة. ص. 161، 162. مؤرشف من الأصل في 16 ديسمبر 2019. {{استشهاد بكتاب}}: تحقق من التاريخ في: |سنة= (مساعدة)
61. ↑  خالد بن عبد الله المصلح. شرح الفتوى الحموية، الجزء السابع. المكتبة الشاملة. ص. 2. مؤرشف من الأصل في 11 أغسطس 2017. اطلع عليه بتاريخ أكتوبر 2020. {{استشهاد بكتاب}}: تحقق من التاريخ في: |تاريخ الوصول= (مساعدة)
62. ↑  أحمد محمد الصادق النجار (1430 هـ). موافقة شيخِ الإسلام ابنِ تيمية لأئمة السلف في تقريرِ القواعدِ والضوابطِ المتعلقةِ ببابِ الأسماءِ والصفاتِ. السعودية: الجامعة الإسلامية بالمدينة المنورة. ص. 195: 205. مؤرشف من الأصل في 16 ديسمبر 2019. {{استشهاد بكتاب}}: تحقق من التاريخ في: |سنة= (مساعدة)
63. ↑  أحمد محمد الصادق النجار (1430 هـ). موافقة شيخِ الإسلام ابنِ تيمية لأئمة السلف في تقريرِ القواعدِ والضوابطِ المتعلقةِ ببابِ الأسماءِ والصفاتِ. السعودية: الجامعة الإسلامية بالمدينة المنورة. ص. 231. مؤرشف من الأصل في 16 ديسمبر 2019. {{استشهاد بكتاب}}: تحقق من التاريخ في: |سنة= (مساعدة)
64. ↑  ابن تيمية (1995). مجموع فتاوى ابن تيمية، كتاب المنطق، مسألة هل عقل الإنسان عرض وهل الروح هي النفس، فصل هل العقل جوهر أو عرض، الجزء الثاني عشر. السعودية: مجمع الملك فهد. ص. 571: 574. مؤرشف من الأصل في 2017-08-11.
65. ↑  أحمد محمد الصادق النجار (1430 هـ). موافقة شيخِ الإسلام ابنِ تيمية لأئمة السلف في تقريرِ القواعدِ والضوابطِ المتعلقةِ ببابِ الأسماءِ والصفاتِ. السعودية: الجامعة الإسلامية بالمدينة المنورة. ص. 265. مؤرشف من الأصل في 16 ديسمبر 2019. {{استشهاد بكتاب}}: تحقق من التاريخ في: |سنة= (مساعدة)
66. ↑  ابن تيمية (1995). مجموع فتاوى ابن تيمية، العقيدة، كتاب الأسماء والصفات "الجزء الثاني"، الكلام في إثبات القرب وأنواعه، الجزء السادس. السعودية: مجمع الملك فهد. ص. 12: 23. مؤرشف من الأصل في 2017-08-11.
67. ↑  أحمد محمد الصادق النجار (1430 هـ). موافقة شيخِ الإسلام ابنِ تيمية لأئمة السلف في تقريرِ القواعدِ والضوابطِ المتعلقةِ ببابِ الأسماءِ والصفاتِ. السعودية: الجامعة الإسلامية بالمدينة المنورة. ص. 289. مؤرشف من الأصل في 16 ديسمبر 2019. {{استشهاد بكتاب}}: تحقق من التاريخ في: |سنة= (مساعدة)
68. ↑  ابن تيمية (1995). مجموع فتاوى ابن تيمية، العقيدة، الجزء الثالث. السعودية: مجمع الملك فهد. ص. 161. مؤرشف من الأصل في 2017-08-11.
69. ↑  أحمد محمد الصادق النجار (1430 هـ). موافقة شيخِ الإسلام ابنِ تيمية لأئمة السلف في تقريرِ القواعدِ والضوابطِ المتعلقةِ ببابِ الأسماءِ والصفاتِ. السعودية: الجامعة الإسلامية بالمدينة المنورة. ص. 307. مؤرشف من الأصل في 16 ديسمبر 2019. {{استشهاد بكتاب}}: تحقق من التاريخ في: |سنة= (مساعدة)
70. ↑  أحمد محمد الصادق النجار (1430 هـ). موافقة شيخِ الإسلام ابنِ تيمية لأئمة السلف في تقريرِ القواعدِ والضوابطِ المتعلقةِ ببابِ الأسماءِ والصفاتِ. السعودية: الجامعة الإسلامية بالمدينة المنورة. ص. 329. مؤرشف من الأصل في 16 ديسمبر 2019. {{استشهاد بكتاب}}: تحقق من التاريخ في: |سنة= (مساعدة)
71. ↑  "الرسالة الأكملية في ما يجب لله من صفات الكمال، لابن تيمية". مؤرشف من الأصل في 2013-07-23. اطلع عليه بتاريخ 2017-08-12.
72. ↑  أحمد محمد الصادق النجار (1430 هـ). موافقة شيخِ الإسلام ابنِ تيمية لأئمة السلف في تقريرِ القواعدِ والضوابطِ المتعلقةِ ببابِ الأسماءِ والصفاتِ. السعودية: الجامعة الإسلامية بالمدينة المنورة. ص. 357. مؤرشف من الأصل في 16 ديسمبر 2019. {{استشهاد بكتاب}}: تحقق من التاريخ في: |سنة= (مساعدة)
73. ↑  ابن تيمية. مجموع الفتاوى، الجزء السادس عشر. موقع طريق الإسلام. مؤرشف من الأصل في 2017-08-12.
74. ↑  "منهج الأشاعرة في أدلة توحيد الأسماء والصفات، أنواع الأدلة العقلية". dorar.net. مؤرشف من الأصل في 2017-08-12. اطلع عليه بتاريخ 2017-08-12.
75. ↑  أحمد محمد الصادق النجار (1430 هـ). موافقة شيخِ الإسلام ابنِ تيمية لأئمة السلف في تقريرِ القواعدِ والضوابطِ المتعلقةِ ببابِ الأسماءِ والصفاتِ. السعودية: الجامعة الإسلامية بالمدينة المنورة. ص. 373. مؤرشف من الأصل في 16 ديسمبر 2019. {{استشهاد بكتاب}}: تحقق من التاريخ في: |سنة= (مساعدة)
76. ↑  ابن تيمية (1991). درء تعارض العقل والنقل، الجزء الأول. السعودية: جامعة الإمام محمد بن سعود. ص. 147. مؤرشف من الأصل في 20 فبراير 2017. اطلع عليه بتاريخ أكتوبر 2020. {{استشهاد بكتاب}}: تحقق من التاريخ في: |تاريخ الوصول= (مساعدة)
77. ↑  ابن تيمية (1995). مجموع فتاوى ابن تيمية، كتاب العقيدة، كتاب القدر، مسألة هل يقدر العبد أن يفعل الطاعة إذا أراد أم لا، الجزء الثامن. السعودية: مجمع الملك فهد. ص. 448. مؤرشف من الأصل في 2017-08-13.
78. ↑  "المذاهب في القدر، وأسباب الضلال فيه، وحكم الاحتجاج به، من أقوال السلف في القدر". dorar.net. مؤرشف من الأصل في 2017-08-13. اطلع عليه بتاريخ 2017-08-13.
79. ↑  ابن تيمية (1995). مجموع فتاوى ابن تيمية، كتاب العقيدة، كتاب القدر، مسألة هل يقدر العبد أن يفعل الطاعة إذا أراد أم لا، الجزء الثامن. السعودية: مجمع الملك فهد. ص. 407. مؤرشف من الأصل في 2016-04-05.
80. ↑  "الحاوي في تفسير القرآن الكريم، باب: قال ابن تيمية في خلال بعض فتاويه في حقيقة الاحتجاج بالقضاء والقدر". نداء الإيمان. مؤرشف من الأصل في 2019-12-16. اطلع عليه بتاريخ 2017-08-13.
81. ↑  ابن تيمية (1995). مجموع فتاوى ابن تيمية، كتاب العقيدة، كتاب القدر، مسألة هل يقدر العبد أن يفعل الطاعة إذا أراد أم لا، الجزء الثامن. السعودية: مجمع الملك فهد. ص. 256. مؤرشف من الأصل في 2017-08-13.
82. ↑  "حقيقة الإيمان الشرعية عند أهل السنة، معنى قول السلف الإيمان قول وعمل". dorar.net. مؤرشف من الأصل في 2017-08-19. اطلع عليه بتاريخ 2017-08-13.
83. ↑  ابن تيمية (1995). مجموع فتاوى ابن تيمية، كتاب العقيدة، كتاب الإيمان، مسألة معنى حديث النبي إذا زنى العبد خرج منه الإيمان فكان فوق رأسه، الجزء السابع. السعودية: مجمع الملك فهد. ص. 662: 676. مؤرشف من الأصل في 2017-08-13.
84. ↑  ابن تيمية. السياسة الشرعية في إصلاح الراعي والرعية، الجزء الأول. مكتبة ابن تيمية. ص. 217. مؤرشف من الأصل في 2017-08-09.
85. ↑  "إعلانُ الخِلافةِ الإسلاميَّةِ - رؤيةٌ شرعيَّةٌ واقعيَّةٌ، علوى السقاف". dorar.net. مؤرشف من الأصل في 2017-11-14. اطلع عليه بتاريخ 2017-08-08.
86. 1 2  "مقال بعنوان: الفقه السياسي عند ابن تيمية.. رؤية مقاصدية". islamtoday.net. مؤرشف من الأصل في 2018-09-30. اطلع عليه بتاريخ 2017-08-08.
87. ↑  ابن تيمية (1995). منهاج السنة النبوية، الفصل الأول من منهاج الكرامة عرض عام لرأي الإمامية وأهل السنة في الإمامة، استمرار مناقشة مزاعم ابن المطهر، فصل بطلان مزاعم ابن المطهر عن بيعة أبي بكر، الجزء الأول. السعودية: مجمع الملك فهد. ص. 526: 532. مؤرشف من الأصل في 2016-04-05.
88. ↑  ابن تيمية. السياسة الشرعية في إصلاح الراعي والرعية، الجزء الأول. مكتبة ابن تيمية. ص. 35: 42. مؤرشف من الأصل في 2017-08-09.
89. ↑  "فتوى بعنوان:  وقوع الكرامات لبعض أهل الصلاح". islamqa.info. مؤرشف من الأصل في 2019-12-16. اطلع عليه بتاريخ 2017-08-08.
90. ↑  ابن تيمية (1995). مجموع فتاوى ابن تيمية، كتاب توحيد الألوهية، الآداب والتصوف، الجزء الحادي عشر. السعودية: مجمع الملك فهد. ص. 201: 203. مؤرشف من الأصل في 2017-08-09.
91. ↑  ابن تيمية (1995). مجموع فتاوى ابن تيمية، أصول الفقه، الجزء التاسع عشر. السعودية: مجمع الملك فهد. ص. 47: 49. مؤرشف من الأصل في 2017-08-09.
92. ↑  "كلام شيخ الإسلام ابن تيمية في مسألة عصمة الأولياء". alhawali.com. مؤرشف من الأصل في 2017-08-09. اطلع عليه بتاريخ 2017-08-08.
93. ↑  "فتوى بعنوان: لماذا يمنع بعض أهل العلم من التوسل بجاه النبي صلى الله عليه وسلم؟". islamqa.info. مؤرشف من الأصل في 2017-08-07. اطلع عليه بتاريخ 2017-08-07.
94. ↑  ابن تيمية (1995). مجموع فتاوى ابن تيمية، كتاب توحيد الألوهية، رسالة في التوسل والوسيلة، فتوى شيخ الإسلام وهو بمصر سنة 711 هـ في التوسل بالنبي، الأدعية البدعية على ثلاث مراتب، الجزء الأول. السعودية: مجمع الملك فهد. ص. 337. مؤرشف من الأصل في 2017-08-07.
95. ↑  ابن تيمية (1995). مجموع فتاوى ابن تيمية، كتاب توحيد الألوهية، رسالة في التوسل والوسيلة، فتوى شيخ الإسلام وهو بمصر سنة 711 هـ في التوسل بالنبي، الأدعية البدعية على ثلاث مراتب، الجزء الأول. السعودية: مجمع الملك فهد. ص. 202، 203. مؤرشف من الأصل في 2017-08-07.
96. ↑  "فتوى بعنوان: مذاهب العلماء في التوسل بالنبي صلى الله عليه وسلم بعد وفاته". islamweb.net. مؤرشف من الأصل في 2018-10-09. اطلع عليه بتاريخ 2017-08-07.
97. 1 2  "فتوى بعنوان: الفرق بين السفر لزيارة القبر الشريف والسفر للأغراض الأخرى". islamqa.info. مؤرشف من الأصل في 2017-08-06. اطلع عليه بتاريخ 2017-08-05.
98. 1 2  "دعوى نهي شيخ الإسلام عن زيارة القبور لعبد الله بن صالح الغصن". saaid.net. مؤرشف من الأصل في 2019-05-28. اطلع عليه بتاريخ 2017-08-05.
99. ↑  "حكم السفر لزيارة قبر النبي صلى الله عليه وسلم". dorar.net. مؤرشف من الأصل في 2017-08-19. اطلع عليه بتاريخ 2017-08-05.
100. ↑  "فتوى بعنوان: حكم زيارة المعابد والمقابر الفرعونية وحكم الصلاة فيهما". islamqa.info. مؤرشف من الأصل في 2017-08-06. اطلع عليه بتاريخ 2017-08-05.
101. ↑  ابن تيمية؛ تحقيق: محمد رشاد سالم (1991). درء تعارض العقل والنقل، الجزء الثاني (ط. الثانية). السعودية: جامعة الإمام محمد بن سعود الإسلامية. ص. 358. مؤرشف من الأصل في 5 مايو 2019. اطلع عليه بتاريخ أكتوبر 2020. {{استشهاد بكتاب}}: تحقق من التاريخ في: |تاريخ الوصول= (مساعدة)
102. 1 2 3  موقع الدرر السنية، الموسوعة العقدية، الكتاب السادس: الإيمان باليوم الآخر، الباب الرابع: الجنة والنار، الفصل الثاني: النار، المبحث الرابع عشر: بقاء النار وعدم فنائها نسخة محفوظة 07 يوليو 2017 على موقع واي باك مشين.
103. ↑  ابن تيمية؛ تحقيق: محمد بن عبد الله السمهري (1995). الرد على من قال بفناء الجنة والنار، مقدمة المحقق (ط. الأولى). الرياض: دار بلنسية. ص. 5. مؤرشف من الأصل في 31 مايو 2019. اطلع عليه بتاريخ أكتوبر 2020. {{استشهاد بكتاب}}: تحقق من التاريخ في: |تاريخ الوصول= (مساعدة)
104. ↑  تقي الدين السبكي. الاعتبار ببقاء الجنة والنار، موقع دار الفتوى المجلس الأعلى الإسلامي في أستراليا. مؤرشف من الأصل في 2019-05-14.
105. ↑  فتوى بعنوان: فناء النار عند ابن تيمية وابن القيم، موقع إسلام ويب نسخة محفوظة 18 أغسطس 2017 على موقع واي باك مشين.
106. ↑  "مسألة فناء النار وبيان موقف شيخ الإسلام وتلميذه ابن القيم". islamtoday.net. مؤرشف من الأصل في 2018-10-21. اطلع عليه بتاريخ 2017-08-05.
107. 1 2  ابن تيمية (1995). مجموع فتاوى ابن تيمية، الفقه، الجهاد، مسألة قوم ذوي شوكة لا يصلون ولا يزكون هل يجوز قتالهم، الجزء الثامن والعشرون. السعودية: مجمع الملك فهد. ص. 544: 553. مؤرشف من الأصل في 2017-08-16.
108. ↑  ابن تيمية (1995). مجموع فتاوى ابن تيمية، الفقه، الجهاد، السياسة الشرعية في إصلاح الراعي والرعية، فصل الحكم بين الناس يكون في الحدود والحقوق وهما قسمان، فصل العقوبات التي جاءت بها الشريعة لمن عصى الله ورسوله نوعان، ثانيهما عقاب الطائفة الممتنعة، الجزء الثامن والعشرون. السعودية: مجمع الملك فهد. ص. 356: 358. مؤرشف من الأصل في 2017-08-16.
109. ↑  ابن تيمية (1995). مجموع الفتاوى، السياسة الشرعية في إصلاح الراعي والرعية، فصل الحكم بين الناس يكون في الحدود والحقوق وهما قسمان، القسم الأول الحدود والحقوق التي ليست لقوم معينين، فصل عقوبة المحاربين وقطاع الطريق، المحاربون جماعة باشر واحد منهم القتل والباقون له أعوان، الجزء الثامن والعشرون. السعودية: مجمع الملك فهد. ص. 311. مؤرشف من الأصل في 2017-08-16.
110. ↑  "ابن تيمية وتهافت التتار،  عبد العزيز بن محمد آل عبداللطيف". مجلة البيان. مؤرشف من الأصل في 2017-08-16. اطلع عليه بتاريخ 2017-08-16.
111. ↑  ابن تيمية. سئل عن بلد ماردين هل هي بلد حرب أم بلد سلم. ويكي مصدر. {{استشهاد بكتاب}}: تجاهل المحلل الوسيط |عمل= (مساعدة)
112. ↑  ابن تيمية. مجموع الفتاوى/المجلد التاسع عشر/فصل في أن الرسول بين جميع أصول الدين وفروعه على ويكي مصدر.
113. ↑  ابن تيمية. درء تعارض العقل والنقل/8 على ويكي مصدر.
114. ↑  ابن تيمية. مجموع الفتاوى/المجلد الرابع/فصل في كون أهل الحديث أعلم ممن بعدهم وأحكم وأن مخالفهم أحق بالجهل على ويكي مصدر.
115. ↑  ابن تيمية. درء تعارض العقل والنقل، عدم ذكر الشهرستاني لقول السلف في نهاية الإقدام على ويكي مصدر.
116. ↑  ابن تيمية. درء تعارض العقل والنقل/10، أقوال مختلفة في كلام الله تعالى على ويكي مصدر.
117. ↑  ابن تيمية. درء تعارض العقل والنقل/1، أصول المتكلمين ليس هي أصول الدين على ويكي مصدر.
118. ↑  ابن تيمية. درء تعارض العقل والنقل/6، كل ما يحتج به النفاة يدل على نقيض قولهم على ويكي مصدر.
119. ↑  ابن تيمية. درء تعارض العقل والنقل/6، الترجيح بلا مرجح على ويكي مصدر.
120. ↑  ابن تيمية. مجموع الفتاوى/المجلد الرابع/فائدة: إن كان المختار الإمساك عما شجر بين الصحابة فلا يجب الاعتقاد بأن كل واحد من العسكر كان مجتهدا متأولا على ويكي مصدر.
121. ↑  ابن تيمية. منهاج السنة النبوية/8 على ويكي مصدر.
122. ↑  منهاج السنة 376/6
123. ↑  ابن تيمية. مجموع الفتاوى/المجلد الثامن والعشرون على ويكي مصدر.
124. 1 2 3 4 5 6 7 8 9 10 11 12 13 14 15 16  عبد الله بن صالح بن عبد العزيز الغصن (1424 هـ). دعاوى المناوئين لشيخ الإسلام ابن تيمية عرض ونقد. السعودية: دار ابن الجوزي. {{استشهاد بكتاب}}: تحقق من التاريخ في: |سنة= (مساعدة)
125. ↑  ابن تيمية. مجموع الفتاوى/المجلد الثالث/ما قاله رحمه الله تعالى في أمر الاعتقاد بمقتضى ما ورد به كتاب السلطان على ويكي مصدر.
126. ↑  ابن تيمية. منهاج السنة النبوية/49 على ويكي مصدر.
127. ↑  محمد بن المختار الشنقيطي. الخلافات السياسية بين الصحابة (ط. الأولى). بيروت: الانتشار العربي. ص. 38.
128. ↑  منهاج السنة 205/6
129. 1 2  ابن تيمية. منهاج السنة النبوية/38 على ويكي مصدر.
130. ↑  ابن تيمية. مجموع الفتاوى. ج. الرابع. ص. 478.
131. ↑  علي سامي النجار. كتاب نشأة الفكر الفلسفي في الإسلام، الجزء الثاني (ط. الثامنة). القاهرة: دار المعارف. ص. 162.
132. ↑  علي سامي النجار. كتاب نشأة الفكر الفلسفي في الإسلام، الجزء الثاني (ط. الثامنة). القاهرة: دار المعارف. ص. 116.
133. ↑  تقي الدين الحصني؛ تحقيق: محمد زاهد الكوثري. كتاب دفع شبه من شبه وتمرد ونسب ذلك إلى السيد الجليل الإمام أحمد. القاهرة: المكتبة الأزهرية للتراث. ص. 95.
134. ↑  ابن تيمية. مجموع الفتاوى، المجلد الرابع، فصل افترق الناس في يزيد بن معاوية بن أبي سفيان ثلاث فرق على ويكي مصدر.
135. 1 2  ابن تيمية. منهاج السنة النبوية/43 على ويكي مصدر.
136. ↑  ابن تيمية. منهاج السنة النبوية/29 على ويكي مصدر.
137. ↑  ابن تيمية. الصارم المسلول على شاتم الرسول على ويكي مصدر.
138. ↑  أحمد بن محمد بن الصديق الغماري؛ أحمد محمد مرسي (1389 هـ/1969م). علي بن أبي طالب إمام العارفين. القاهرة: مطبعة السعادة. ص. 51. {{استشهاد بكتاب}}: تحقق من التاريخ في: |سنة= (مساعدة)
139. ↑  أحمد بن محمد بن الصديق الغماري؛ أحمد محمد مرسي (1389 هـ/1969م). علي بن أبي طالب إمام العارفين. القاهرة: مطبعة السعادة. ص. 56. {{استشهاد بكتاب}}: تحقق من التاريخ في: |سنة= (مساعدة)
140. ↑  أحمد بن محمد بن الصديق الغماري؛ أحمد محمد مرسي (1389 هـ/1969م). علي بن أبي طالب إمام العارفين. القاهرة: مطبعة السعادة. ص. 76-94-98. {{استشهاد بكتاب}}: تحقق من التاريخ في: |سنة= (مساعدة)
141. ↑  سعد بن علي الشهراني (1423 هـ). فرقة الأحباش: نشأتها - عقائدها - آثارها، الجزء الثاني (ط. الأولى). مكة المكرمة: دار عالم الفوائد. ص. 1118. {{استشهاد بكتاب}}: تحقق من التاريخ في: |سنة= (مساعدة)
142. ↑  سليمان بن صالح الخراشي (1419 هـ/1998). شيخ الإسلام ابن تيمية لم يكن ناصبياً (ط. الأولى). الرياض: دار الوطن. ص. 7. {{استشهاد بكتاب}}: تحقق من التاريخ في: |سنة= (مساعدة)
143. 1 2 3 4 5  ابن تيمية (1995). مجموع فتاوى ابن تيمية، مسألة الرافض الإمامية هل يجب قتالهم ويكفرون باعتقادهم، تكفير الواحد المعين من الروافض والحكم بتخليده في النار، الجزء الثامن والعشرون. السعودية: مجمع الملك فهد. ص. 468: 489. مؤرشف من الأصل في 2017-08-05.
144. ↑  "موسوعة الفرق، الباب الثامن: الشيعة، الفصل الخامس والعشرون: الحكم على الشيعة". dorar.net. مؤرشف من الأصل في 2017-08-14. اطلع عليه بتاريخ 2017-08-05.
145. ↑  ابن تيمية؛ تحقيق: محمد نحي الدين عبد الحميد (1991). الصارم المسلول على شاتم الرسول. السعودية: الحرس الوطني السعودي. ص. 586. مؤرشف من الأصل في 6 مايو 2019. اطلع عليه بتاريخ أكتوبر 2020. {{استشهاد بكتاب}}: تحقق من التاريخ في: |تاريخ الوصول= (مساعدة)
146. ↑  ابن تيمية؛ تحقيق: محمد رشاد سالم (1986). منهاج السنة النبوية، الجزء الأول (ط. الأولى). السعودية: جامعة الإمام محمد بن سعود الإسلامية. ص. 35. مؤرشف من الأصل في 23 أبريل 2019. اطلع عليه بتاريخ أكتوبر 2020. {{استشهاد بكتاب}}: تحقق من التاريخ في: |تاريخ الوصول= (مساعدة)
147. ↑  ابن تيمية (1995). منهاج السنة النبوية، الجزء السادس والعشرون. السعودية: مجمع الملك فهد. ص. 369. مؤرشف من الأصل في 2017-08-05.
148. ↑  ابن تيمية؛ تحقيق: محمد رشاد سالم (1986). منهاج السنة النبوية، الجزء الرابع (ط. الأولى). السعودية: جامعة الإمام محمد بن سعود الإسلامية. ص. 110. مؤرشف من الأصل في 23 أبريل 2019. اطلع عليه بتاريخ أكتوبر 2020. {{استشهاد بكتاب}}: تحقق من التاريخ في: |تاريخ الوصول= (مساعدة)
149. ↑  القلقشندي، أبو العبَّاس أحمد (1340هـ - 1922م). صُبح الأعشى في صناعة الإنشا، الجُزء الثالث عشر (ط. الثانية). القاهرة - مصر: دار الكُتب المصريَّة. ص. 248. {{استشهاد بكتاب}}: تحقق من التاريخ في: |سنة= (مساعدة)
150. ↑  "الرد على النصارى في ادعاء بنوة المسيح وألوهيته". alukah.net. مؤرشف من الأصل في 2018-07-10. اطلع عليه بتاريخ 2017-08-15.
151. ↑  الجواب الصحيح لمن بدل دين المسيح جـ1 ـ على ويكي مصدر
152. ↑  كتاب الجواب الصحيح فصل:فصل من أدلة عموم رسالة النبي صلى الله عليه وسلم نسخة محفوظة 16 أغسطس 2017 على موقع واي باك مشين.
153. 1 2  عبد العزيز بن محمد بن علي آل عبد اللطيف (2005). مناظرات ابن تيمية لأهل الملل والنحل. مطابع أضواء المنتدى. ص. 17. مؤرشف من الأصل في 17 أغسطس 2017. اطلع عليه بتاريخ أكتوبر 2020. {{استشهاد بكتاب}}: تحقق من التاريخ في: |تاريخ الوصول= (مساعدة)
154. ↑  "فتوى بعنوان: تهنئة النصارى في أعيادهم". islamqa.info. مؤرشف من الأصل في 2017-08-16. اطلع عليه بتاريخ 2017-08-15.
155. ↑  إسماعيل بن محمد الأنصاري. حكم بناء الكنائس والمعابد الشركية في بلاد المسلمين (PDF). ص. 33: 48. مؤرشف من الأصل (PDF) في 2017-08-16.
156. ↑  "جَريمةُ بِناء الكنائسِ والمعابد في الجَزيرة العربيَّة، لعَلَوي بن عبد القادر السَّقَّاف". dorar.net. مؤرشف من الأصل في 2017-08-19. اطلع عليه بتاريخ 2017-08-15.
157. ↑  ماجد عرسان الكيلاني (1407 هـ/1986م). الفكر التربوي عند ابن تيمية (ط. الثانية). المدينة المنورة: مكتبة دار التراث. ص. 73-74. {{استشهاد بكتاب}}: تحقق من التاريخ في: |سنة= (مساعدة)
158. ↑  ناجي بن حسن بن صالح حضيري (1425 هـ/2005م). الحسبة النظرية والعملية عند شيخ الإسلام ابن تيمية (ط. الأولى). الرياض: دار الفضيلة. ص. 179. {{استشهاد بكتاب}}: تحقق من التاريخ في: |سنة= (مساعدة)
159. 1 2 3 4  صلاح الدين مقبول أحمد (1416 هـ/1996م). دعوة شيخ الإسلام ابن تيمية وأثرها على الحركات الإسلامية المعاصرة وموقف الخصوم منها، مقدمة عبد الحميد عبد الجبار الرحماني (ط. الثانية). الكويت: دار ابن الأثير. {{استشهاد بكتاب}}: تحقق من التاريخ في: |سنة= (مساعدة)
160. 1 2 3  الفريوائي، عبد الرحمن بن عبد الجبار. "شيخ الإسلام ابن تيمية، علومه ومعارفه ودعوته في شبه القارة الهندية". مجلة البحوث الإسلامية، الرئاسة العامة للبحوث العلمية والإفتاء، المملكة العربية السعودية. مؤرشف من الأصل في 23 ذو القعدة 1438 هـ. اطلع عليه بتاريخ 23 ذو القعدة 1438 هـ. {{استشهاد ويب}}: تحقق من التاريخ في: |تاريخ الوصول= و|تاريخ أرشيف= (مساعدة)
161. ↑  ماجد عرسان الكيلاني (1407 هـ/1986م). الفكر التربوي عند ابن تيمية (ط. الثانية). المدينة المنورة: مكتبة دار التراث. ص. 11 إلى 14. {{استشهاد بكتاب}}: تحقق من التاريخ في: |سنة= (مساعدة)
162. ↑  ماجد عرسان الكيلاني (1407 هـ/1986م). الفكر التربوي عند ابن تيمية (ط. الثانية). المدينة المنورة: مكتبة دار التراث. ص. 14-15. {{استشهاد بكتاب}}: تحقق من التاريخ في: |سنة= (مساعدة)
163. 1 2 3  صلاح الدين مقبول أحمد (1416 هـ/1996م). دعوة شيخ الإسلام ابن تيمية وأثرها على الحركات الإسلامية المعاصرة وموقف الخصوم منها، الجزء الأول (ط. الثانية). الكويت: دار ابن الأثير. ص. 130-136. {{استشهاد بكتاب}}: تحقق من التاريخ في: |سنة= (مساعدة)
164. ↑  محمد إسماعيل المقدم (1429 هـ/2008م). كتاب خواطر حول الوهابية (ط. الأولى). الإسكندرية: دار االتوحيد للتراث. ص. 107. {{استشهاد بكتاب}}: تحقق من التاريخ في: |سنة= (مساعدة)
165. ↑  محمد بن عبد الله السلمان (1409 هـ/1988م). رشيد رضا ودعوة الشيخ محمد بن عبد الوهاب (ط. الأولى). خيطان-الكويت: مكتبة المعلا. ص. 591. {{استشهاد بكتاب}}: تحقق من التاريخ في: |سنة= (مساعدة)
166. ↑  محمد عبد السلام فرج. الجهاد الفريضة الغائبة. ص. 16.
167. 1 2  هاني نسيرة (2015م). متاهة الحاكمية أخطاء الجهاديين في فهم ابن تيمية (ط. الأولى). بيروت: مركز دراسات الوحدة العربية. ص. 153-154-391.
168. ↑  الدولة الإسلامية: الجذور، التوحش، المستقبل، عبد الباري عطوان، دار الساقي نسخة محفوظة 16 ديسمبر 2019 على موقع واي باك مشين.
169. ↑  محمد عبد الجيد ويوسف العظمة. السلفية الجهادية في الأردن وسوريا. المكتب العربي للمعارف. ص. 56: 58. مؤرشف من الأصل في 2019-12-16.
170. ↑  رابطة العلماء السوريين: نقاش حول فكر الدولة الإسلامية في العراق والشام، اطلع عليه في 9 أكتوبر 2017 نسخة محفوظة 17 أكتوبر 2017 على موقع واي باك مشين.
171. ↑  الأردن يتحفظ على مؤلفات ابن تيمية، الجزيرة نت، اطلع عليه في 6 أكتوبر 2017 نسخة محفوظة 10 أغسطس 2018 على موقع واي باك مشين.
172. 1 2 3 4 5 6 7 8 9  مرعي بن يوسف الحنبلي المقدسي (1995). الرسالة الزكية في ثناء الأئمة على ابن تيمية. ويكي مصدر. مؤرشف من الأصل في 2014-10-18.
173. 1 2  محمود شكري الآلوسي (2001). غاية الأماني في الرد على النبهاني، جـ 2. الرياض: مكتبة الرشد. ص. 189. مؤرشف من الأصل في 17 أغسطس 2017. اطلع عليه بتاريخ أكتوبر 2020. {{استشهاد بكتاب}}: تحقق من التاريخ في: |تاريخ الوصول= (مساعدة)
174. 1 2  "عقيدة شيخ الإسلام ابن تيمية وثناء الأئمة عليه وموقف ابن حجر منه". islamqa.info. مؤرشف من الأصل في 2018-07-19. اطلع عليه بتاريخ 2017-08-17.
175. ↑  وليد بن حسني بن بدوي. معجم أصحاب شيخ الإسلام ابن تيمية. المكتبة الشاملة. ص. 9. مؤرشف من الأصل في 11 مايو 2019. اطلع عليه بتاريخ أكتوبر 2020. {{استشهاد بكتاب}}: تحقق من التاريخ في: |تاريخ الوصول= (مساعدة)
176. ↑  أحمد بن إبراهيم بن عيسى؛ تحقيق: زهير الشاويش (1406 هـ). توضيح المقاصد وتصحيح القواعد في شرح قصيدة الإمام ابن القيم. بيروت: المكتب الإسلامي. ص. 487. مؤرشف من الأصل في 17 أغسطس 2017. {{استشهاد بكتاب}}: تحقق من التاريخ في: |سنة= (مساعدة)
177. 1 2  وليد بن حسني بن بدوي. معجم أصحاب شيخ الإسلام ابن تيمية. المكتبة الشاملة. ص. 8. مؤرشف من الأصل في 11 مايو 2019. اطلع عليه بتاريخ أكتوبر 2020. {{استشهاد بكتاب}}: تحقق من التاريخ في: |تاريخ الوصول= (مساعدة)
178. ↑  ابن ناصر الدين الدمشقي، تحقيق: زهير الشاويش (1400 هـ - 1980م). كتاب الرد الوافر على من زعم أن من سمى ابن تيمية شيخ الإسلام كافر (ط. الأولى). بيروت - دمشق: المكتب الإسلامي. ص. 50 إلى 55. {{استشهاد بكتاب}}: تحقق من التاريخ في: |سنة= (مساعدة)
179. ↑  كتاب الرد الوافر على من زعم أن من سمى ابن تيمية شيخ الإسلام كافر، مرجع سابق. ص. 49.
180. ↑  كتاب الجامع، مرجع سابق. ص. 632.
181. ↑  ابن العماد الحنبلي، تحقيق: عبد القادر الأرناؤوط - محمود الأرناؤوط (1413 هـ - 1992م). كتاب شذرات الذهب في أخبار من ذهب، المجلد الثامن (ط. الأولى). بيروت - دمشق: دار ابن كثير. ص. 145-146. {{استشهاد بكتاب}}: تحقق من التاريخ في: |سنة= (مساعدة)
182. ↑  كتاب الجامع، مرجع سابق. ص. 633.
183. ↑  بن حجر العسقلاني (1986). فتح الباري شرح صحيح البخاري، كتاب فضل الصلاة في مسجد مكة والمدينة، الجزء الأول. دارالريان للتراث. ص. 76: 80.
184. ↑  السخاوي، الضوء اللامع. نسخة محفوظة 12 أبريل 2016 على موقع واي باك مشين.
185. 1 2 3  محمد بن أحمد مسكة بن العتيق اليعقوبي. فتاوى ابن تيمية في الميزان (PDF). ص. 28. مؤرشف من الأصل (PDF) في 2019-12-16.
186. ↑  تقي الدين السبكي. السيف الصقيل رد ابن زفيل. ص. 120. مؤرشف من الأصل في 2019-04-12.
187. ↑  أحمد شهاب الدين بن حجر الهيتمي. الفتاوى الحديثية. مؤرشف من الأصل في 2018-09-28.
188. ↑  نعمان الآلوسي. جلاء العينين في محاكمة الأحمدين. ص. 3. مؤرشف من الأصل في 20 يوليو 2018. اطلع عليه بتاريخ أكتوبر 2020. {{استشهاد بكتاب}}: تحقق من التاريخ في: |تاريخ الوصول= (مساعدة)
189. ↑  محاكمة ابن تيمية ونص المرسوم السلطاني بتحريم عقيدته، موقع الوراق. مؤرشف من الأصل في 2017-08-18.
190. ↑  ابن حجر العسقلاني. الدرر الكامنة في أعيان المئة الثامنة. مؤرشف من الأصل في 2019-01-03.
191. 1 2  ابن قيم الجوزية؛ تحقيق: محمد صالح المنجد (1983). أسماء مؤلفات شيخ الإسلام ابن تيمية. بيروت: دار الكتاب الجديد. ص. 19: 30. مؤرشف من الأصل في 17 مايو 2019. اطلع عليه بتاريخ أكتوبر 2020. {{استشهاد بكتاب}}: تحقق من التاريخ في: |تاريخ الوصول= (مساعدة)
192. ↑  "فتوى بعنوان: كيف يرد على من اتهم ابن تيمية بخرق الإجماع في طلاق الثلاث ؟". مؤرشف من الأصل في 2017-08-25.
193. ↑  الدرر الكامنة في أعيان المائة الثامنة، ابن حجر العسقلاني، طبعة المستشرق كرنكو، الجزء: 1، الصفحات: 144 - 160.
194. ↑  تتمة المختصر في أخبار البشر، لعمر بن المظفر بن الوردي، دار المعرفة، بيروت، 1389 هـ، الجزء: 2، الصفحات: 406-413.
195. ↑  النونية لابن القيم، شرح ابن عيسى، طبعة المكتب الإسلامي بدمشق سنة 1382 هـ، الجزء: 2، الصفحة: 297.
196. ↑  أسماء مؤلفات ابن تيمية، تحقيق صلاح الدين المنجد، مطبوعات المجمع العلمي العربي بدمشق، الطبعة الثانية سنة 1372 هـ.
197. ↑  ابن قيم الجوزية حياته آثاره موارده، تأليف بكر بن عبد الله أبوزيد، دار العاصمة، الطبعة الثانية 1423 هـ، الصفحة: 62.
198. ↑  الجامع لسيرة شيخ الإسلام ابن تيمية خلال سبعة قرون، جمع محمد عزيز شمس وعلي بن محمد العمران، دار عالم الفوائد، الطبعة الثانية، 1422 هـ، الصفحات: 56-63.

### بِلُغاتٍ أجنبيَّة
1. ↑  DeLong-Bas, Natana (2007). Wahhabi Islam. London: I. B. Tauris. pp. 266, 273, 279.
2. ↑  "Correct Islamic Doctrine/Islamic Doctrine by Ibn Khafif". مؤرشف من الأصل في 2017-08-18. اطلع عليه بتاريخ 2017-08-17.
3. ↑  "The Biographies Of The Elite Lives Of The Scholars, Imams & Hadith Masters by Gibril Fouad Haddad". مؤرشف من الأصل في 2017-08-18. اطلع عليه بتاريخ 2017-08-17.

## وصلات خارجية
- ابن تيمية على موقع الموسوعة البريطانية (الإنجليزية)
- الجامع لسيرة شيخ الإسلام ابن تيمية خلال سبعة قرون